# Capitale européenne de la culture
Pour les articles homonymes, voir Capitale européenne et Capitale de la culture.
La capitale européenne de la culture est une ville hôte désignée par l'Union européenne pour une période d'une année civile durant laquelle un programme de manifestations culturelles est organisé. 
L'idée de désigner une capitale européenne de la culture a été émise en 1985 par l'actrice devenue ministre de la Culture de la Grèce Melina Mercouri et Jack Lang, ministre de la Culture français afin de rapprocher les Européens en mettant en avant la richesse et la diversité des cultures du continent. Le programme est géré par la Commission européenne et le titre attribué chaque année par le Conseil de l'Union européenne avec l'appui d'un groupe d'experts culturels chargés d'évaluer les propositions des villes candidates. Plus de 50 villes ont été ainsi désignées depuis le début du programme. 
La préparation d'une capitale européenne de la culture est souvent l'occasion pour les villes désignées de mettre en place des programmes de renouvellement urbain, de mettre en avant ou changer l'image de la ville et de lui faire gagner un profil international.

## Histoire

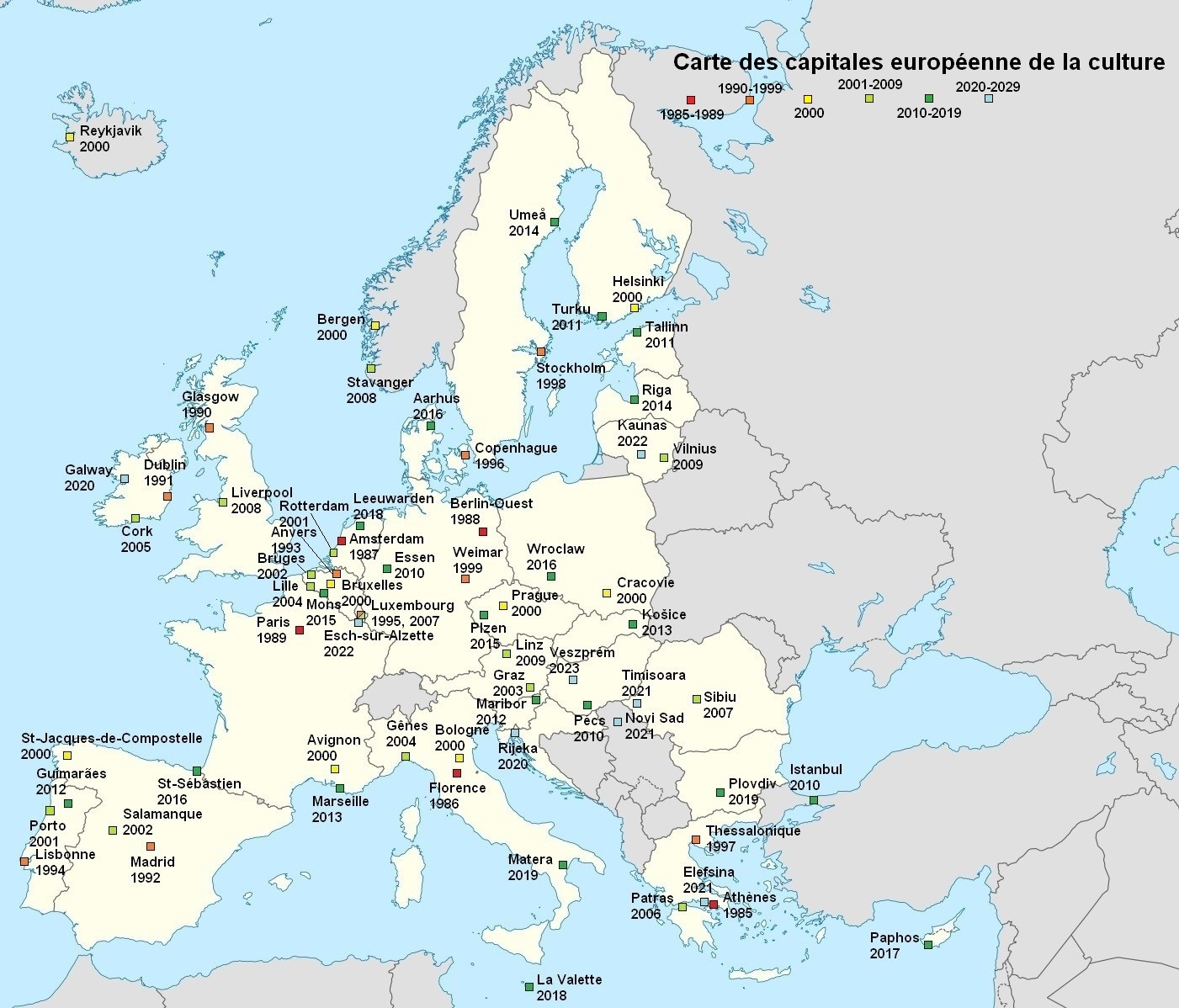
Carte des capitales européennes de la culture.

Le titre original était celui de « ville européenne de la culture » : il est conçu en 1983 par Melina Mercouri, alors ministre grecque de la Culture. Mercouri pense alors que la culture ne reçoit pas autant d'attention politique que l'économie et conçoit un projet devant promouvoir les cultures européennes au sein des États membres. Le programme est lancé en 1985 et Athènes est la première ville désignée. 

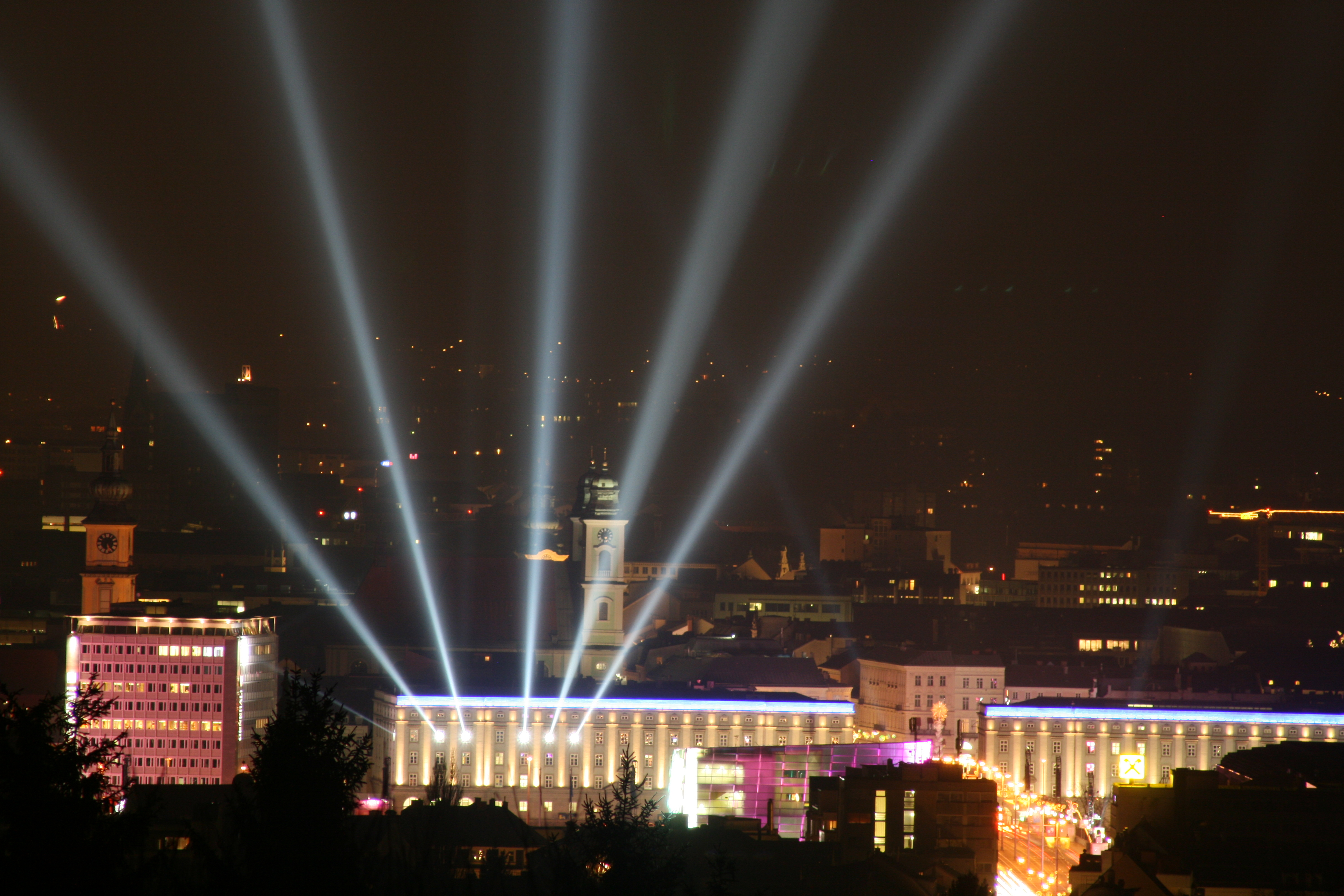
Linz (Autriche), capitale européenne de la culture en 2009.

En 1999, le titre devient celui de « capitale européenne de la culture ».
L'année 2000 est traitée de manière particulière : l'Union européenne décide à l'occasion du nouveau millénaire de mettre en avant la contribution des villes européenne à la culture et la civilisation mondiales en choisissant sept villes de l'Union et deux villes d'États s'apprêtant à rejoindre l'UE. 
À partir de 2021, il devient possible de sélectionner une fois tous les trois ans une troisième ville capitale de la culture, située dans un État candidat à l'adhésion à l'UE, dans un état membre de l'Espace économique européen ou de l'Association européenne de libre-échange. Comme la sélection sera ouverte à tous les États candidats, les villes candidates en compétition pourront être issues d'États différents.

## Processus
Chaque année, deux villes dans deux États différents sont désignées. Six ans avant l'année capitale, les deux États publient un appel à candidature. Les propositions des villes candidates sont soumises à un jury d'experts culturels qui examinent les dossiers en fonction d'une série de critères. Les villes présélectionnées doivent soumettre un dossier détaillé puis le jury recommande une ville pour chacun des deux pays. Les villes recommandées sont ensuite officiellement désignées « capitales européennes de la culture ».
La désignation a lieu quatre ans avant l'année de la capitale européenne : ces quatre ans servent aux villes retenues pour préparer la programmation culturelle et les autres aspects de la capitale européenne. Par la suite, les résultats de chaque capitale européenne sont évalués par la Commission européenne.

## Retombées
Selon un rapport commandé par la Commission européenne et publié en 2004, la désignation d'une ville comme capitale européenne de la culture est un catalyseur pour le développement culturel de la ville. Cette désignation permet à des villes souffrant d'emplacements périphériques dans leurs pays respectifs, telles que Guimarães au Portugal ou encore Košice en Slovaquie, de mettre en avant un patrimoine historique inexploité tout en bénéficiant d'une visibilité accrue sur la scène nationale et internationale.  
Plusieurs facteurs peuvent déterminer les retombées sur ces villes désignées comme capitales européennes de la culture. Un premier facteur est la capacité des villes à exploiter les équipements culturels et à maintenir des financements, ce qui constitue une condition essentielle afin de pérenniser les effets tant en termes d’image que d’amélioration de la qualité de vie de la population. Un second facteur se réfère à la capacité de ces territoires à capitaliser sur les effets d’apprentissage collectif induits par l’ensemble du projet en vue de développer des nouveaux modes d’action publique territorialisée performants.   

## Liste

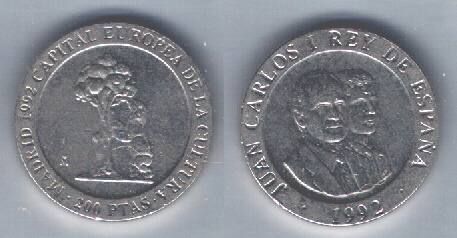
Pièce de 200 pesetas émise en 1992 pour marquer le titre de ville européenne de la culture obtenu par Madrid.

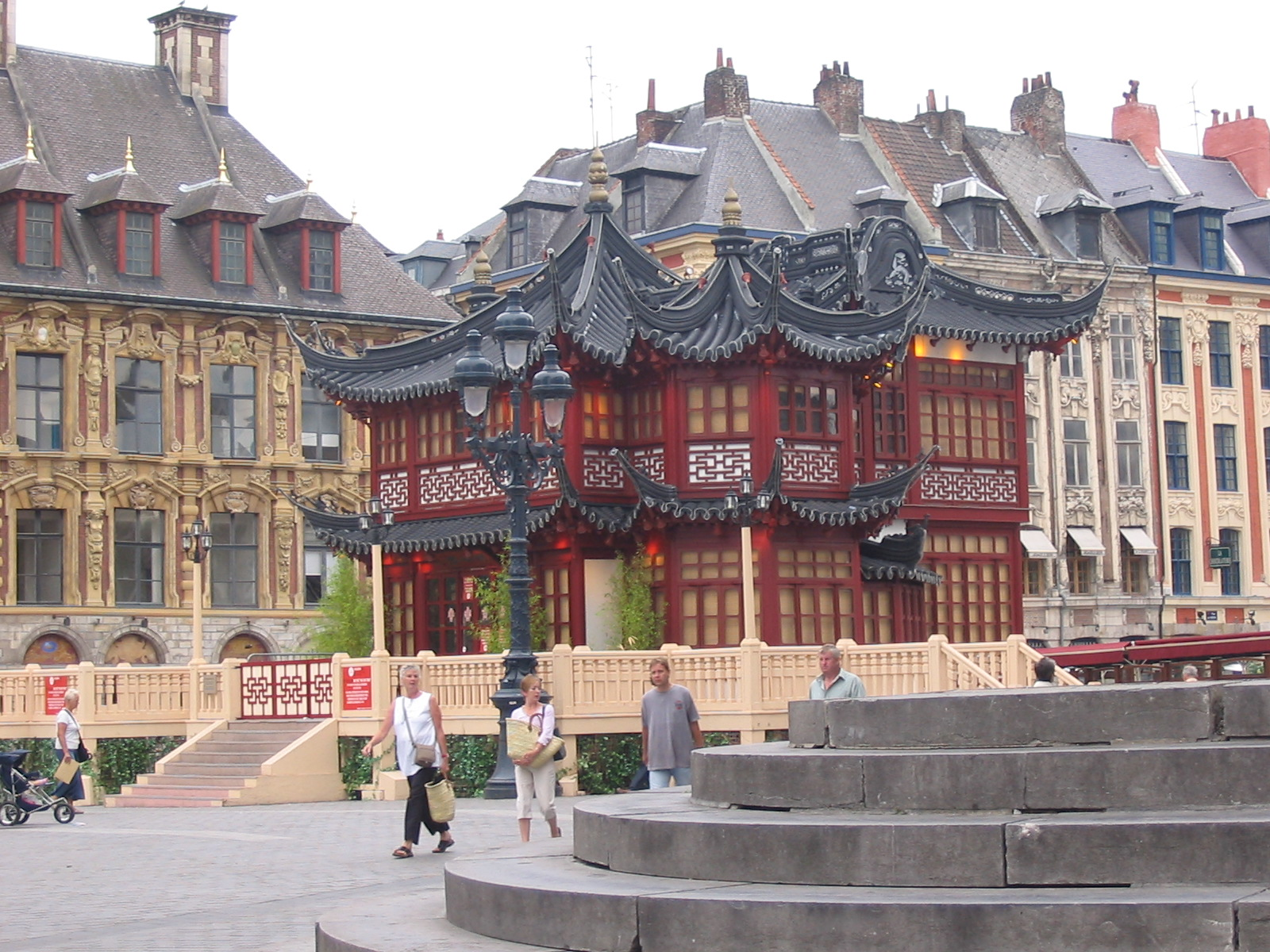
Le pavillon chinois de Lille 2004 sur la place du Théâtre.

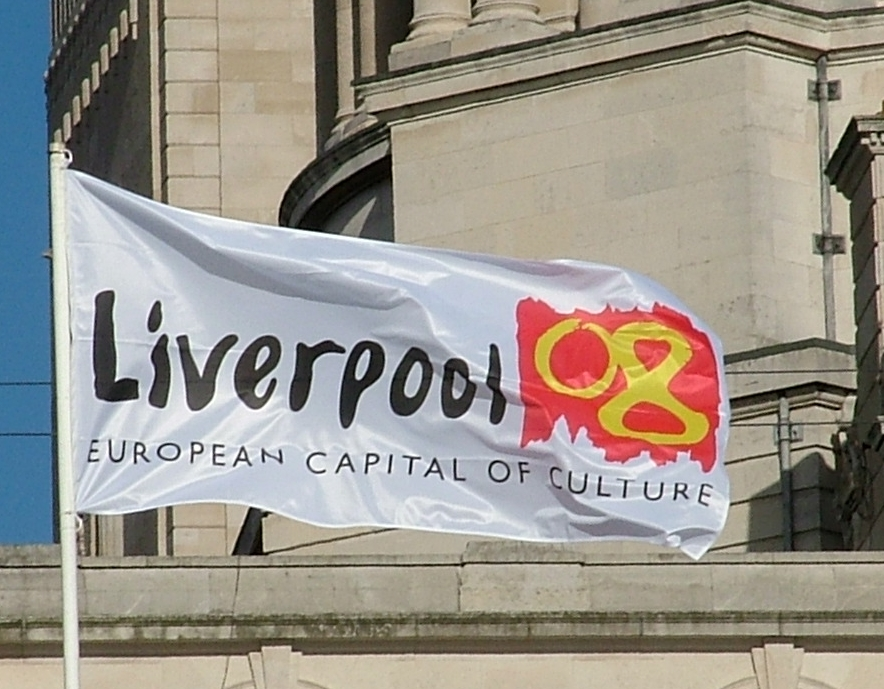
Liverpool fut, conjointement avec Stavanger, capitale européenne de la culture pour l'année 2008.

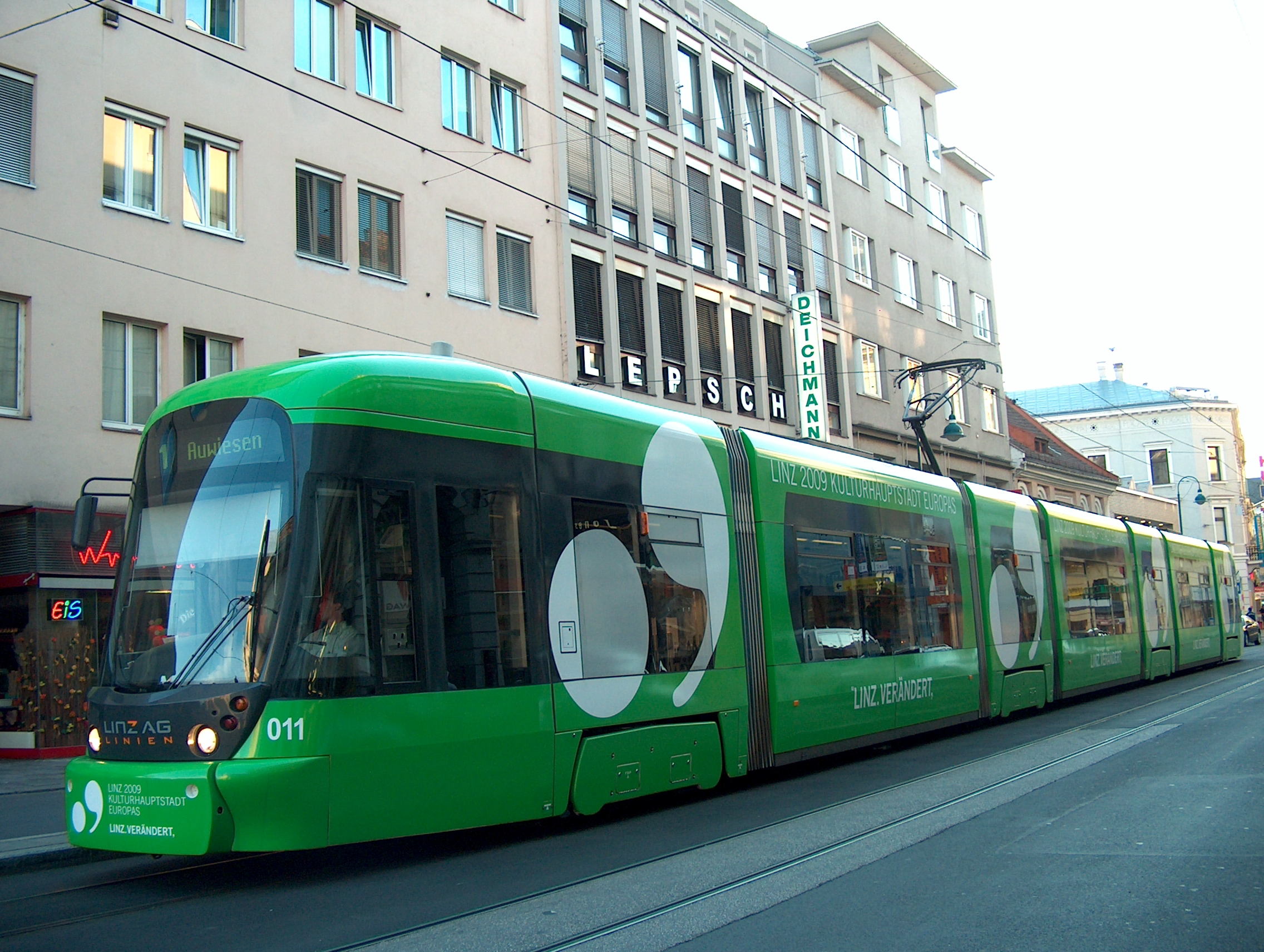
Tramway annonçant Linz 2009.

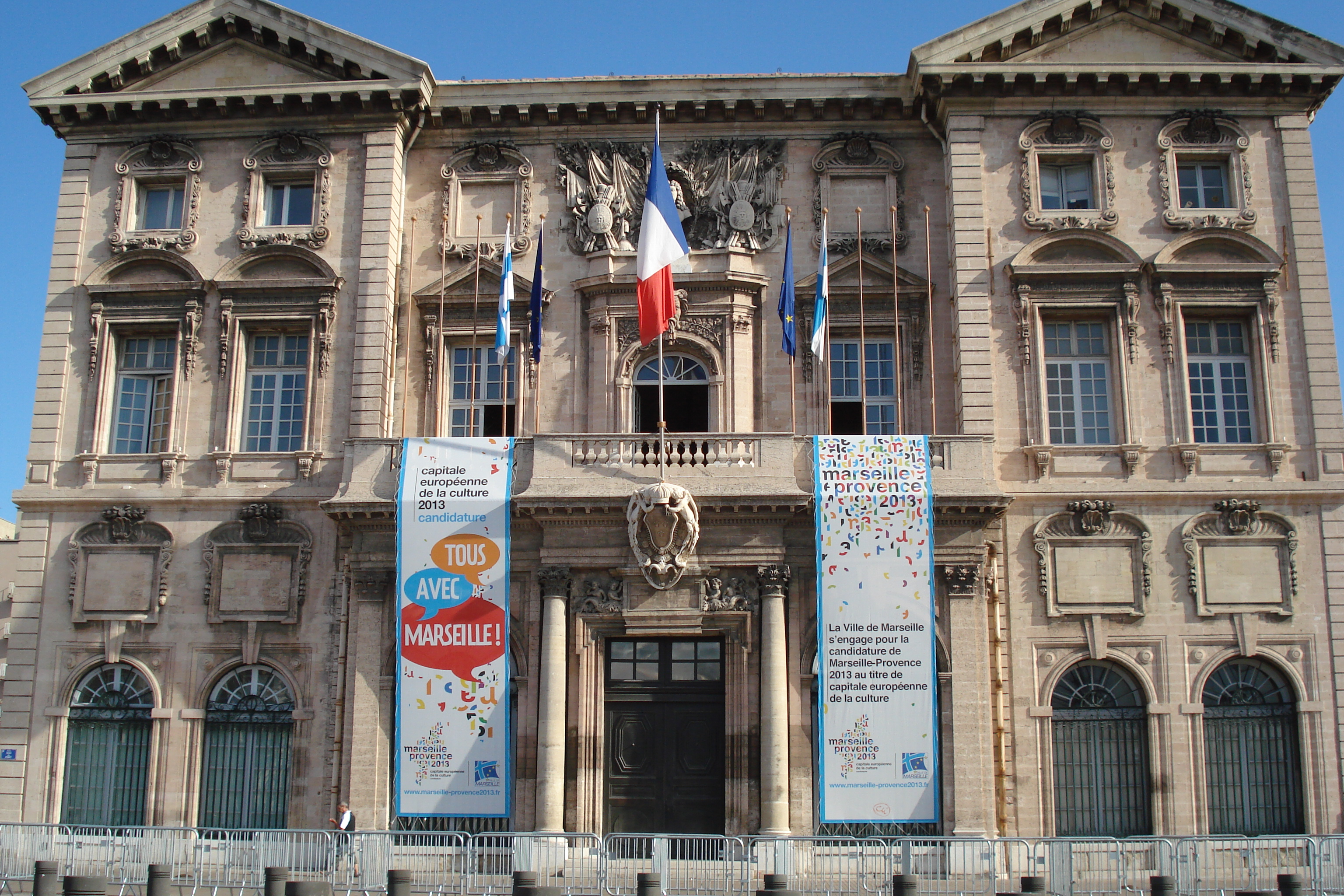
Candidature de Marseille-Provence 2013 sur le fronton de l'Hôtel de ville de Marseille.

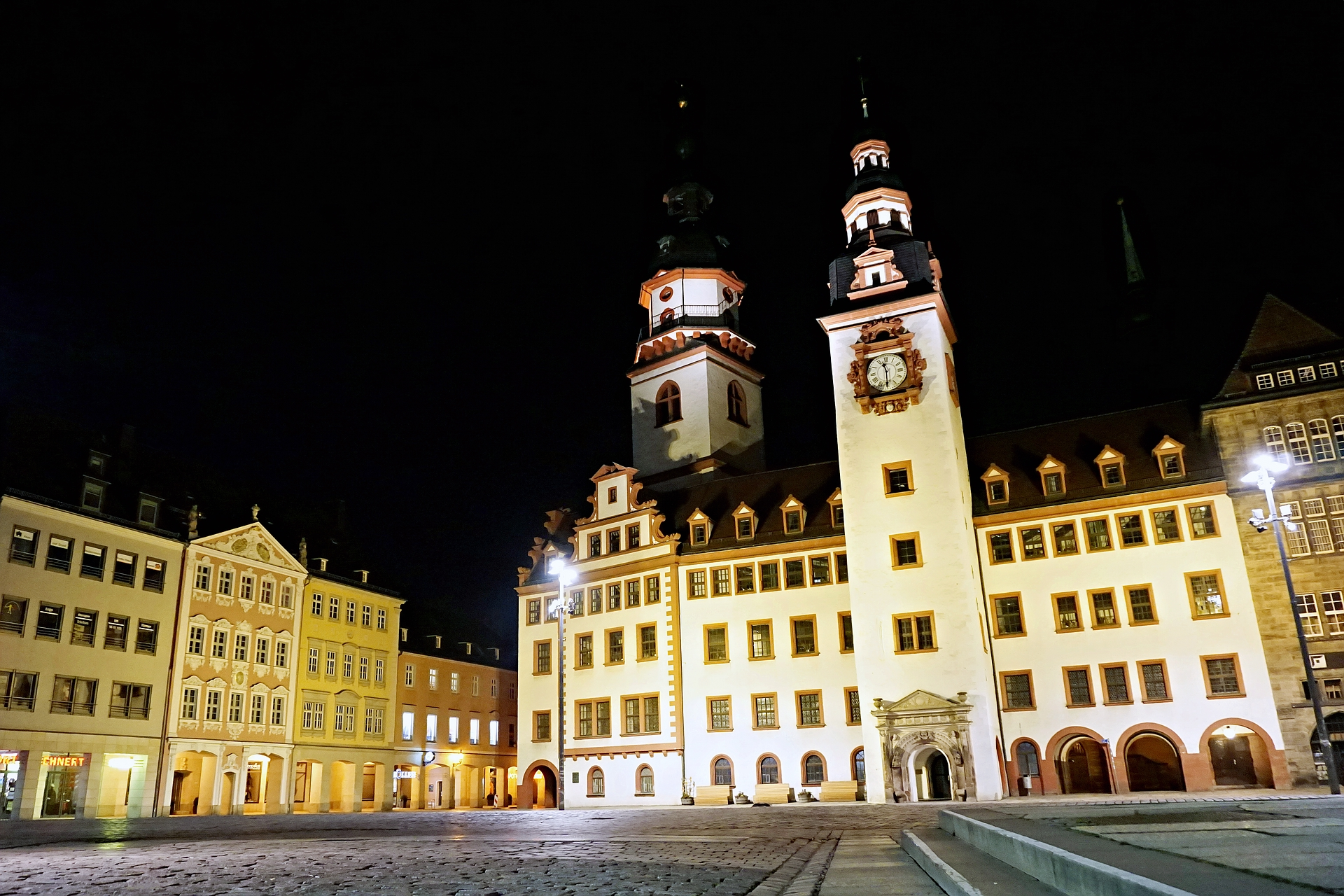
Chemnitz, capitale européenne de la culture 2025.

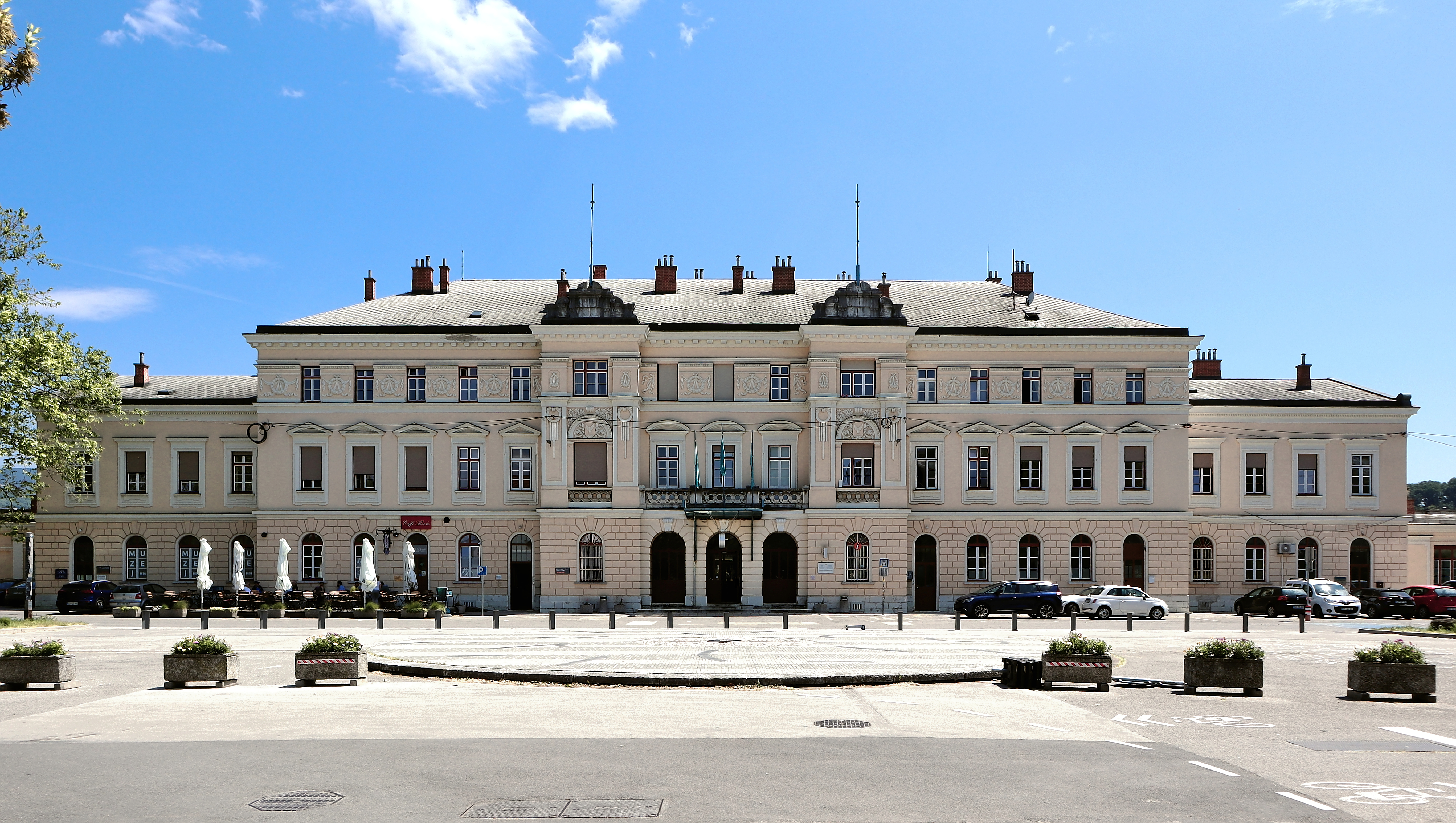
Nova Gorica, capitale européenne de la culture 2025.

| Année | Pays               | Ville                                                                                  | Note                                                                     |
| ----- | ------------------ | -------------------------------------------------------------------------------------- | ------------------------------------------------------------------------ |
| 1985  | Grèce              | Athènes                                                                                |                                                                          |
| 1986  | Italie             | Florence                                                                               |                                                                          |
| 1987  | Pays-Bas           | Amsterdam                                                                              |                                                                          |
| 1988  | Allemagne          | Berlin-Ouest                                                                           |                                                                          |
| 1989  | France             | Paris                                                                                  |                                                                          |
| 1990  | Royaume-Uni        | Glasgow                                                                                |                                                                          |
| 1991  | Irlande            | Dublin                                                                                 |                                                                          |
| 1992  | Espagne            | Madrid                                                                                 |                                                                          |
| 1993  | Belgique           | Anvers                                                                                 |                                                                          |
| 1994  | Portugal           | Lisbonne                                                                               |                                                                          |
| 1995  | Luxembourg         | Luxembourg                                                                             |                                                                          |
| 1996  | Danemark           | Copenhague                                                                             |                                                                          |
| 1997  | Grèce              | Thessalonique                                                                          |                                                                          |
| 1998  | Suède              | Stockholm                                                                              |                                                                          |
| 1999  | Allemagne          | Weimar                                                                                 |                                                                          |
| 2000  | France             | Avignon                                                                                |                                                                          |
| 2000  | Norvège            | Bergen                                                                                 |                                                                          |
| 2000  | Italie             | Bologne                                                                                |                                                                          |
| 2000  | Belgique           | Bruxelles                                                                              |                                                                          |
| 2000  | Finlande           | Helsinki                                                                               |                                                                          |
| 2000  | Pologne            | Cracovie                                                                               |                                                                          |
| 2000  | République tchèque | Prague                                                                                 |                                                                          |
| 2000  | Islande            | Reykjavik                                                                              |                                                                          |
| 2000  | Espagne            | Saint-Jacques-de-Compostelle                                                           |                                                                          |
| 2001  | Portugal           | Porto                                                                                  |                                                                          |
| 2001  | Pays-Bas           | Rotterdam                                                                              |                                                                          |
| 2002  | Espagne            | Salamanque                                                                             |                                                                          |
| 2002  | Belgique           | Bruges                                                                                 |                                                                          |
| 2003  | Autriche           | Graz                                                                                   |                                                                          |
| 2004  | France             | Lille                                                                                  |                                                                          |
| 2004  | Italie             | Gênes                                                                                  |                                                                          |
| 2005  | Irlande            | Cork                                                                                   |                                                                          |
| 2006  | Grèce              | Patras                                                                                 |                                                                          |
| 2007  | Luxembourg         | Luxembourg                                                                             |                                                                          |
| 2007  | Roumanie           | Sibiu                                                                                  |                                                                          |
| 2008  | Royaume-Uni        | Liverpool                                                                              |                                                                          |
| 2008  | Norvège            | Stavanger et Sandnes                                                                   |                                                                          |
| 2009  | Lituanie           | Vilnius                                                                                |                                                                          |
| 2009  | Autriche           | Linz                                                                                   |                                                                          |
| 2010  | Hongrie            | Pécs                                                                                   |                                                                          |
| 2010  | Allemagne          | Ruhr                                                                                   |                                                                          |
| 2010  | Turquie            | Istanbul                                                                               |                                                                          |
| 2011  | Estonie            | Tallinn                                                                                |                                                                          |
| 2011  | Finlande           | Turku                                                                                  |                                                                          |
| 2012  | Portugal           | Guimarães                                                                              |                                                                          |
| 2012  | Slovénie           | Maribor                                                                                |                                                                          |
| 2013  | France             | Marseille-Provence                                                                     |                                                                          |
| 2013  | Slovaquie          | Košice                                                                                 |                                                                          |
| 2014  | Lettonie           | Riga                                                                                   |                                                                          |
| 2014  | Suède              | Umeå                                                                                   |                                                                          |
| 2015  | Belgique           | Mons                                                                                   |                                                                          |
| 2015  | République tchèque | Plzeň                                                                                  |                                                                          |
| 2016  | Pologne            | Wrocław                                                                                |                                                                          |
| 2016  | Espagne            | Donostia (Saint-Sébastien)                                                             |                                                                          |
| 2017  | Chypre             | Paphos                                                                                 |                                                                          |
| 2017  | Danemark           | Aarhus                                                                                 |                                                                          |
| 2018  | Malte              | La Valette                                                                             |                                                                          |
| 2018  | Pays-Bas           | Leeuwarden                                                                             |                                                                          |
| 2019  | Bulgarie           | Plovdiv                                                                                |                                                                          |
| 2019  | Italie             | Matera                                                                                 |                                                                          |
| 2020  | Croatie            | Rijeka                                                                                 | Prolongée jusqu'en avril 2021 à cause de la pandémie de covid-19         |
| 2020  | Irlande            | Galway                                                                                 | Prolongée jusqu'en avril 2021 à cause de pandémie de covid-19            |
| 2021  |                    |                                                                                        | Pas de manifestation prévue en 2021 à cause de la pandémie de covid-19   |
| 2022  | Lituanie           | Kaunas                                                                                 |                                                                          |
| 2022  | Luxembourg         | Esch-sur-Alzette                                                                       |                                                                          |
| 2022  | Serbie             | Novi Sad                                                                               | Manifestation déplacée de 2021 à 2022 à cause de la pandémie de covid-19 |
| 2023  | Hongrie            | Veszprém                                                                               |                                                                          |
| 2023  | Roumanie           | Timișoara                                                                              | Manifestation déplacée de 2021 à 2023 à cause de la pandémie de covid-19 |
| 2023  | Grèce              | Éleusis                                                                                | Manifestation déplacée de 2021 à 2023 à cause de la pandémie de covid-19 |
| 2024  | Estonie            | Tartu                                                                                  |                                                                          |
| 2024  | Autriche           | Bad Ischl et Salzkammergut                                                             |                                                                          |
| 2024  | Norvège            | Bodø                                                                                   |                                                                          |
| 2025  | Slovénie           | Nova Gorica et Gorizia                                                                 |                                                                          |
| 2025  | Allemagne          | Chemnitz                                                                               |                                                                          |
| 2026  | Slovaquie          | Trenčín                                                                                |                                                                          |
| 2026  | Finlande           | Oulu                                                                                   |                                                                          |
| 2027  | Lettonie           | Liepāja                                                                                |                                                                          |
| 2027  | Portugal           | Évora                                                                                  |                                                                          |
| 2028  | Tchéquie           | České Budějovice                                                                       |                                                                          |
| 2028  | France             | Bourges                                                                                |                                                                          |
| 2028  | Macédoine du Nord  | Skopje                                                                                 |                                                                          |
| 2029  | Pologne            | Lublin                                                                                 |                                                                          |
| 2029  | Suède              | Kiruna                                                                                 |                                                                          |
| 2030  | Chypre             | villes candidates : Kourion, Larnaca, Limassol, Nicosie                                |                                                                          |
| 2030  | Belgique           | villes candidates : Louvain, Molenbeek, Namur                                          |                                                                          |
| 2030  | À déterminer       |                                                                                        |                                                                          |
| 2031  | Malte              | villes candidates : Il-Birgu, Ir-Rabat                                                 |                                                                          |
| 2031  | Espagne            | villes candidates : Burgos, Cáceres, Grenade, Jerez de la Frontera, Las Palmas, Tolède |                                                                          |
| 2032  | Bulgarie           | villes candidates : Veliko Tarnovo                                                     |                                                                          |
| 2032  | Danemark           | villes candidates : Næstved                                                            |                                                                          |
| 2033  | Pays-Bas           | villes candidates : Heerlen                                                            |                                                                          |
| 2033  | Italie             | villes candidates : Pesaro, Turin, Viterbe                                             |                                                                          |
| 2033  | À déterminer       |                                                                                        |                                                                          |

## Pays par nombre de capitales dans la liste
| Pays              | Nombres de villes | Villes choisies                                                  | Années                         |
| ----------------- | ----------------- | ---------------------------------------------------------------- | ------------------------------ |
| France            | 5                 | Paris, Avignon, Lille, Marseille et Bourges                      | 1989, 2000, 2004, 2013 et 2028 |
| Belgique          | 4                 | Anvers, Bruxelles, Bruges et Mons                                | 1993, 2000, 2002 et 2015       |
| Espagne           | 4                 | Madrid, St-Jacques-de-Compostelle, Salamanque et Saint-Sébastien | 1992, 2000, 2002 et 2016       |
| Italie            | 4                 | Florence, Bologne, Gênes et Matera                               | 1986, 2000, 2004 et 2019       |
| Grèce             | 4                 | Athènes, Thessalonique, Patras et Éleusis                        | 1985, 1997, 2006 et 2023       |
| Allemagne         | 4                 | Berlin, Weimar, Essen et Chemnitz                                | 1988, 1999, 2010 et 2025       |
| Portugal          | 4                 | Lisbonne, Porto, Guimarães et Évora                              | 1994, 2001, 2012 et 2027       |
| Pays-Bas          | 3                 | Amsterdam, Rotterdam et Leeuwarden                               | 1987, 2001 et 2018             |
| Irlande           | 3                 | Dublin, Cork et Galway                                           | 1991, 2005 et 2020             |
| Luxembourg        | 3                 | Luxembourg-ville x2 et Esch-sur-Alzette                          | 1997, 2007 et 2022             |
| Norvège           | 3                 | Bergen, Stavanger et Bodø                                        | 2000, 2008 et 2024             |
| Autriche          | 3                 | Graz, Linz et Bad Ischl                                          | 2003, 2009 et 2024             |
| Finlande          | 3                 | Helsinki, Turku et Oulu                                          | 2000, 2011 et 2026             |
| Tchéquie          | 3                 | Prague, Plzeň et České Budějovice                                | 2000, 2015 et 2028             |
| Suède             | 3                 | Stockholm, Umeå et Kiruna                                        | 1998, 2014 et 2029             |
| Pologne           | 3                 | Cracovie, Wrocław et Lublin                                      | 2000, 2016 et 2029             |
| Royaume-Uni       | 2                 | Glasgow et Liverpool                                             | 1990 et 2008                   |
| Danemark          | 2                 | Copenhague et Aarhus                                             | 1996 et 2017                   |
| Lituanie          | 2                 | Vilnius et Kaunas                                                | 2009 et 2022                   |
| Roumanie          | 2                 | Sibiu et Timișoara                                               | 2007 et 2023                   |
| Hongrie           | 2                 | Pécs et Veszprém                                                 | 2010 et 2023                   |
| Estonie           | 2                 | Tallinn et Tartu                                                 | 2011 et 2024                   |
| Slovénie          | 2                 | Maribor et Nova Gorica                                           | 2012 et 2025                   |
| Slovaquie         | 2                 | Košice et Trenčín                                                | 2013 et 2026                   |
| Lettonie          | 2                 | Riga et Liepāja                                                  | 2014 et 2027                   |
| Islande           | 1                 | Reykjavík                                                        | 2000                           |
| Turquie           | 1                 | Istanbul                                                         | 2010                           |
| Chypre            | 1                 | Paphos                                                           | 2017                           |
| Malte             | 1                 | La Valette                                                       | 2018                           |
| Bulgarie          | 1                 | Plovdiv                                                          | 2019                           |
| Croatie           | 1                 | Rijeka                                                           | 2020                           |
| Serbie            | 1                 | Novi Sad                                                         | 2022                           |
| Macédoine du Nord | 1                 | Skopje                                                           | 2028                           |

## Galerie

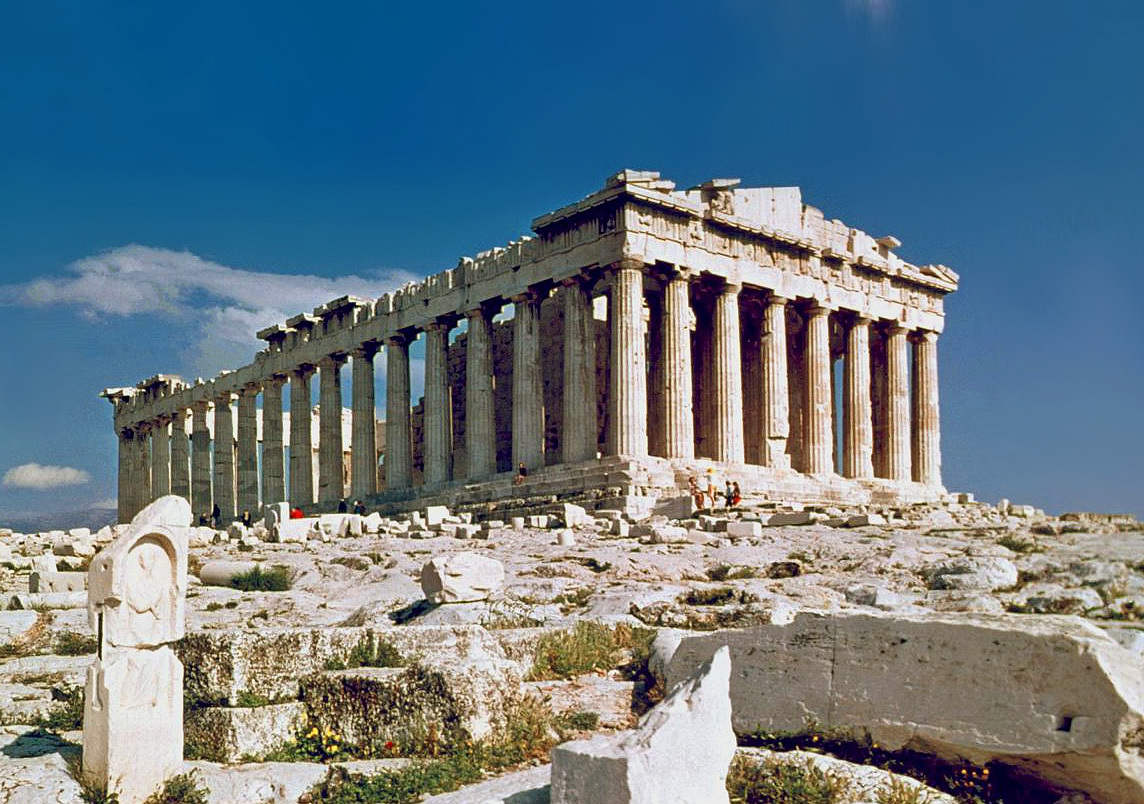
Athènes , capitale européenne de la culture 1985 pour la Grèce.
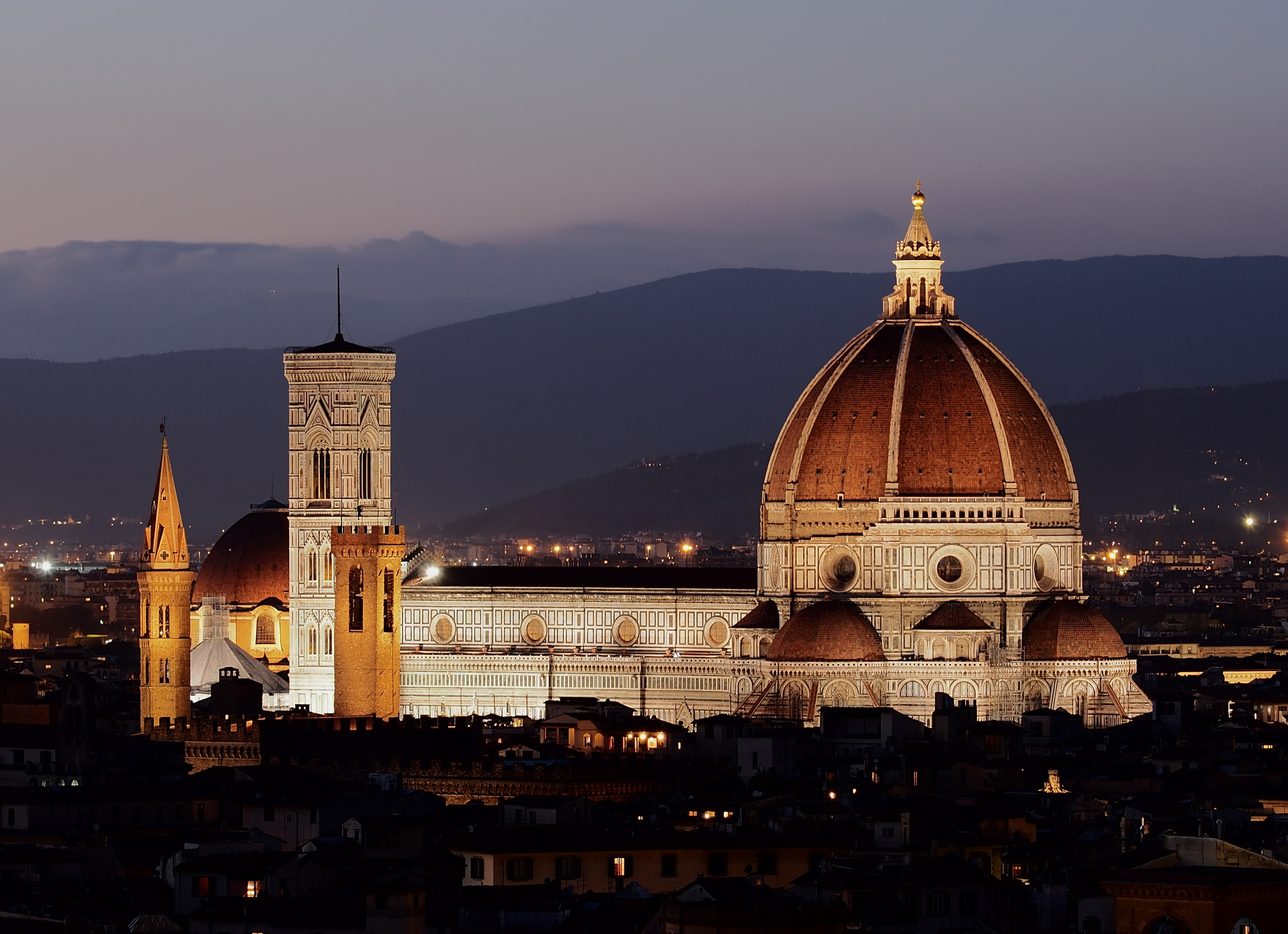
Florence , capitale européenne de la culture 1986 pour l'Italie.
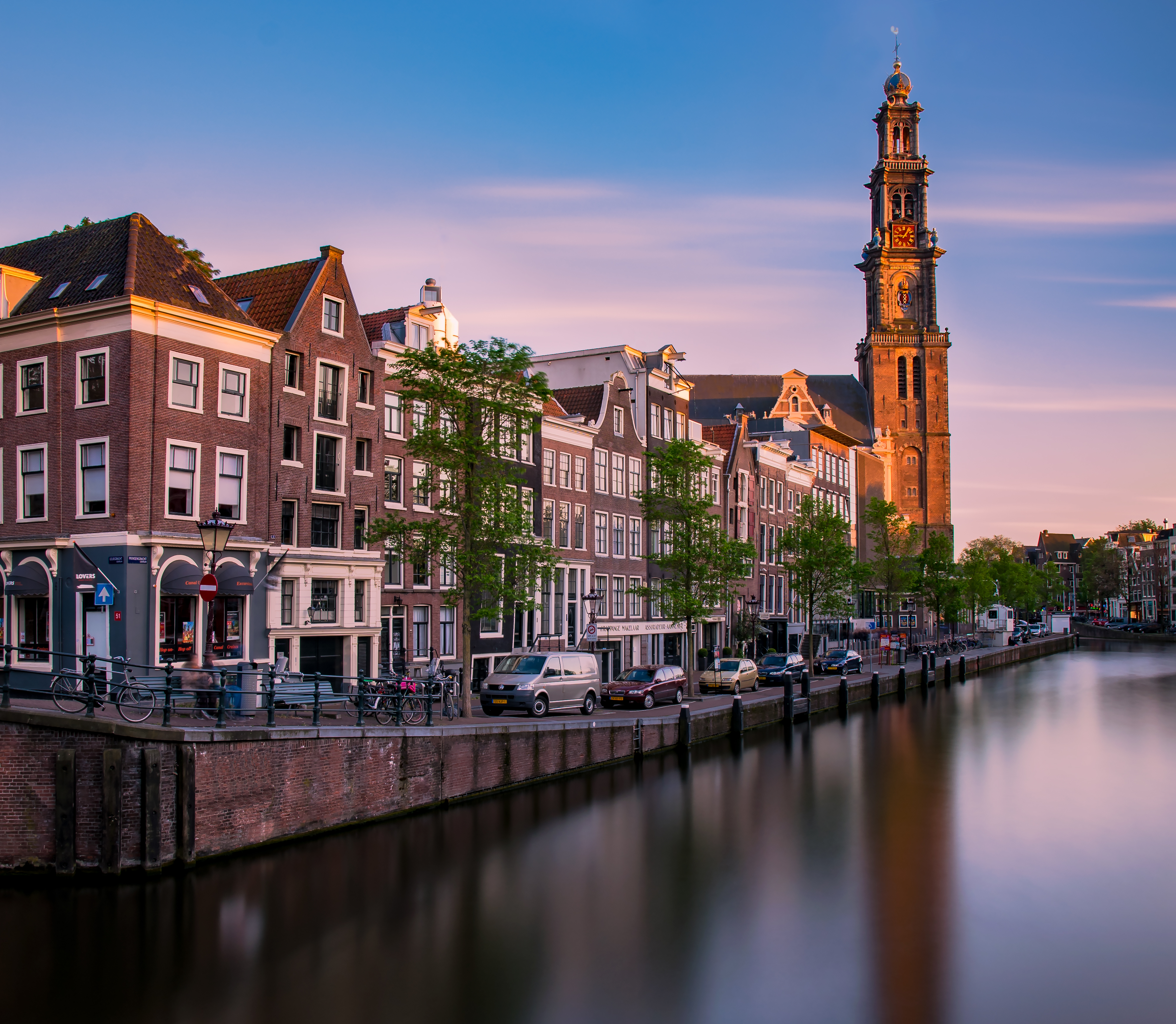
Amsterdam , capitale européenne de la culture 1987 pour les Pays-Bas.
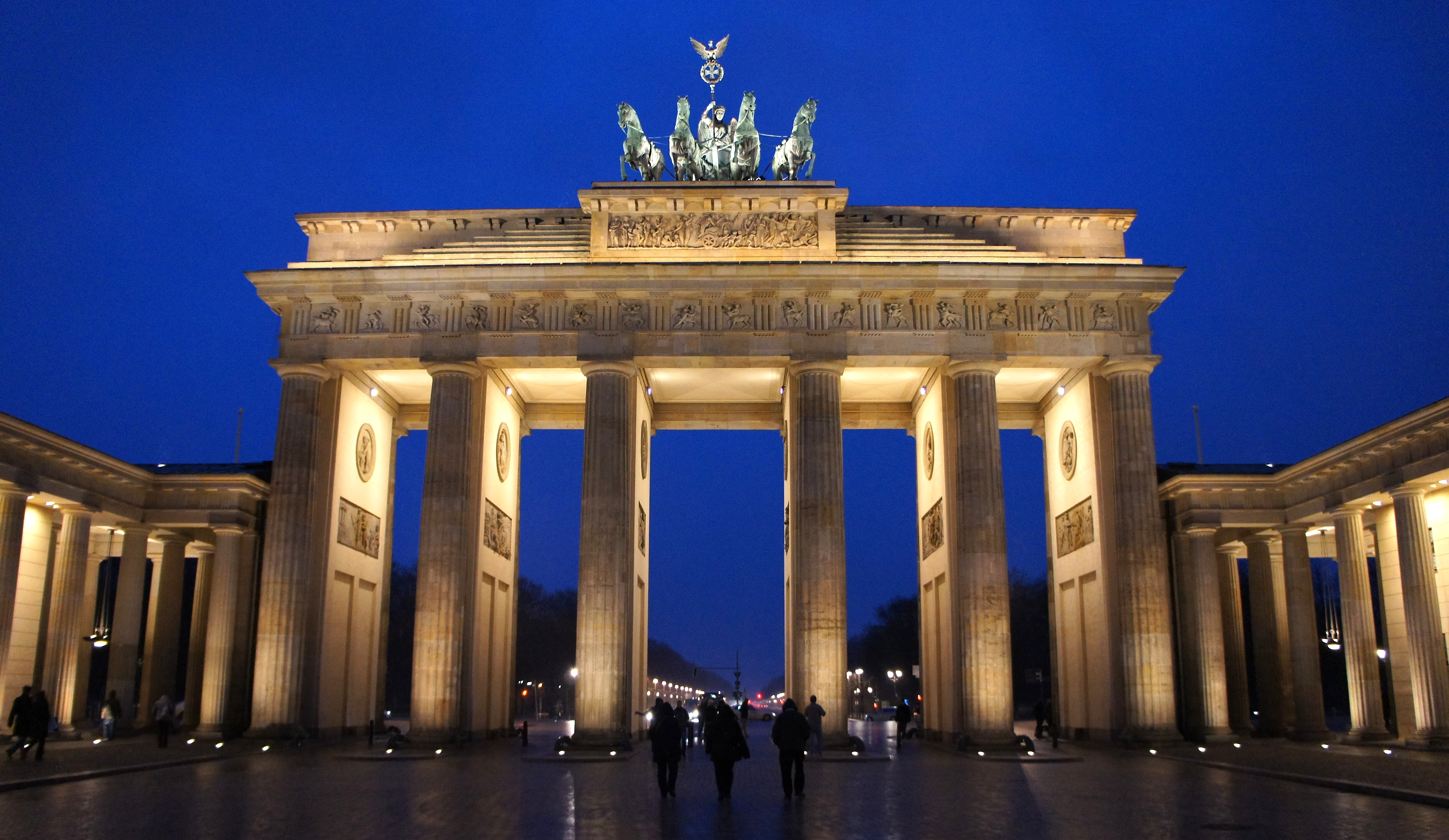
Berlin-Ouest , capitale européenne de la culture 1988 pour l'Allemagne de l'Ouest.
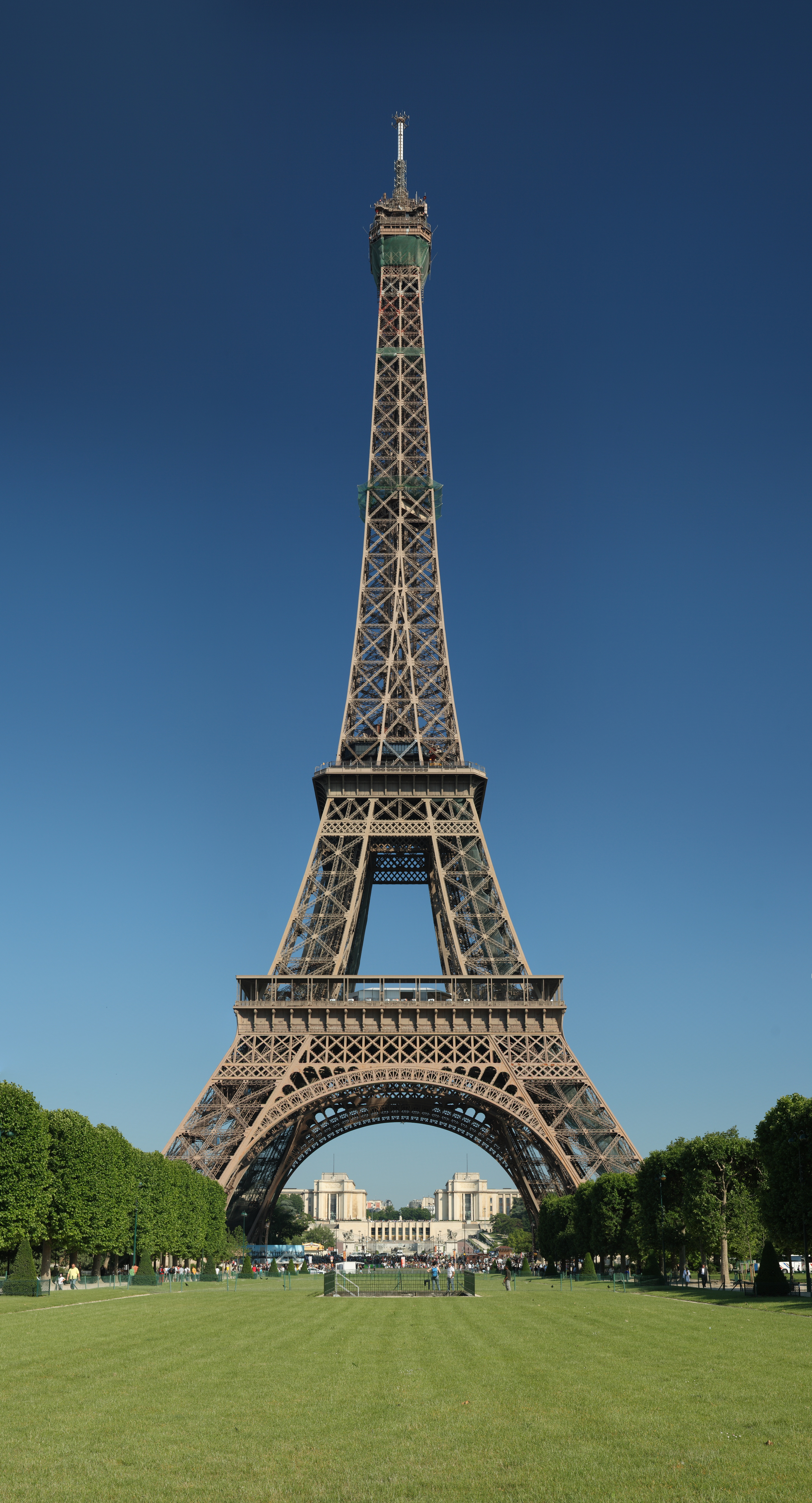
Paris , capitale européenne de la culture 1989 pour la France.
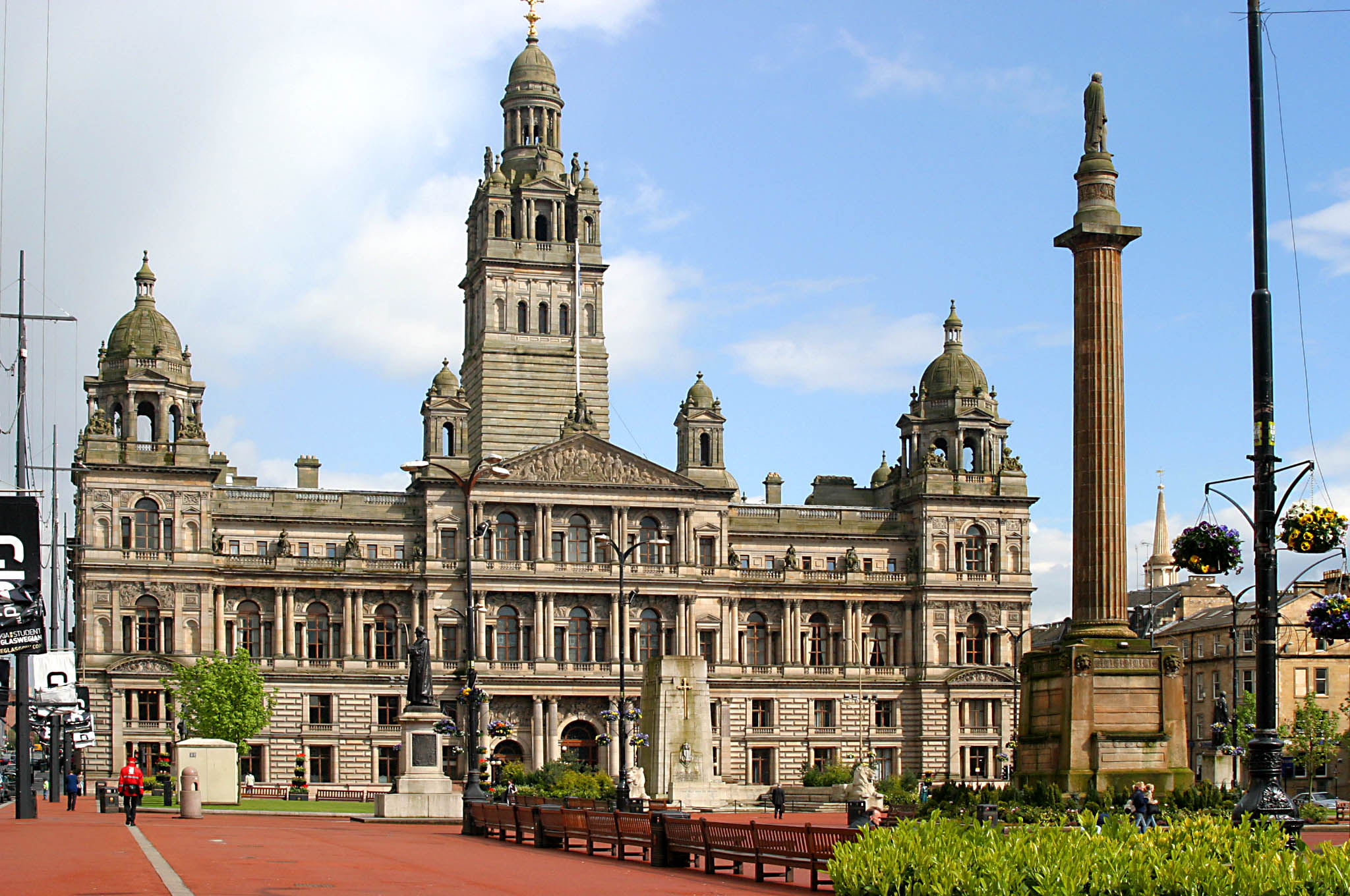
Glasgow , capitale européenne de la culture 1990 pour le Royaume-Uni.
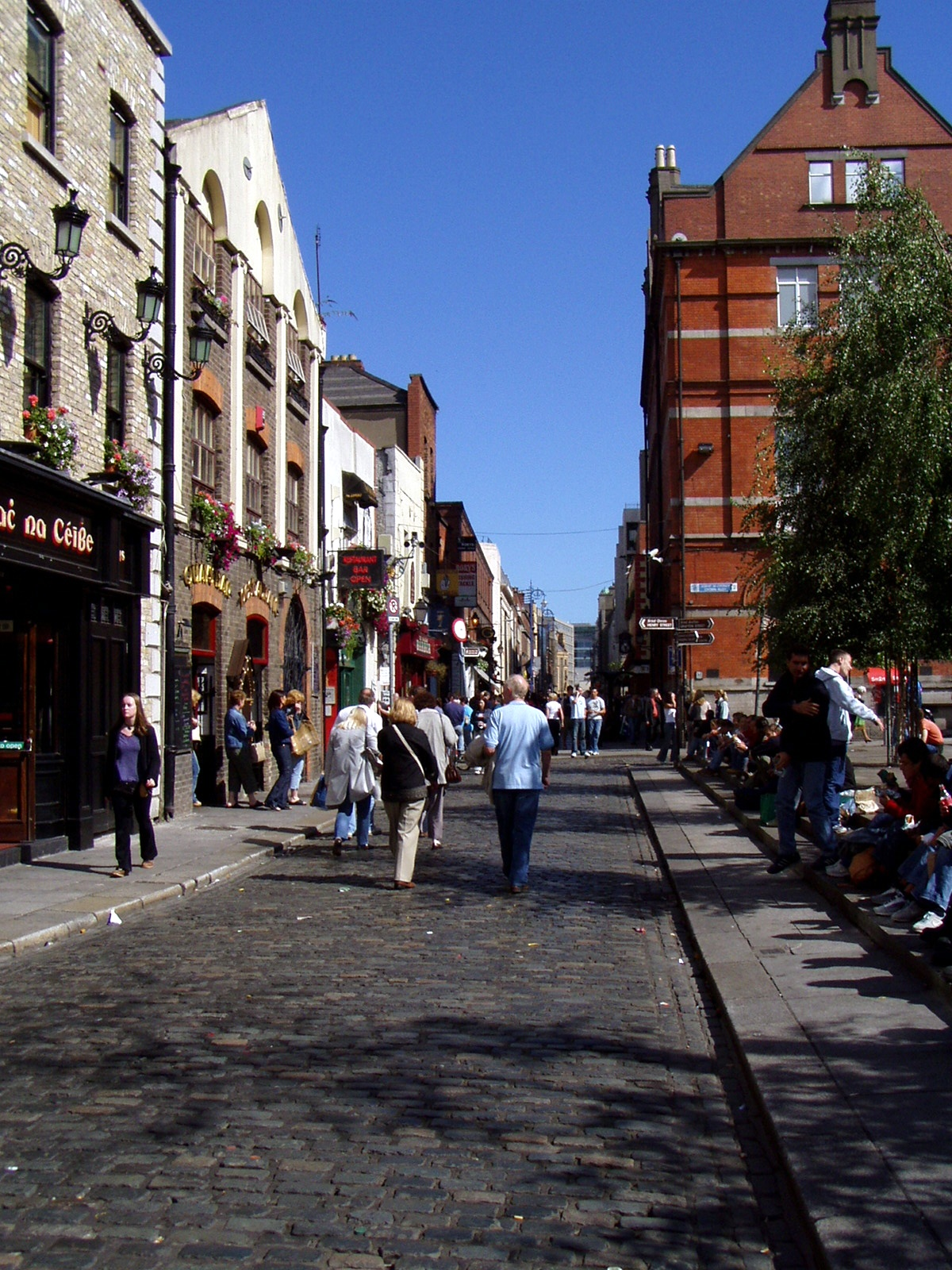
Dublin , capitale européenne de la culture 1991 pour l'Irlande.
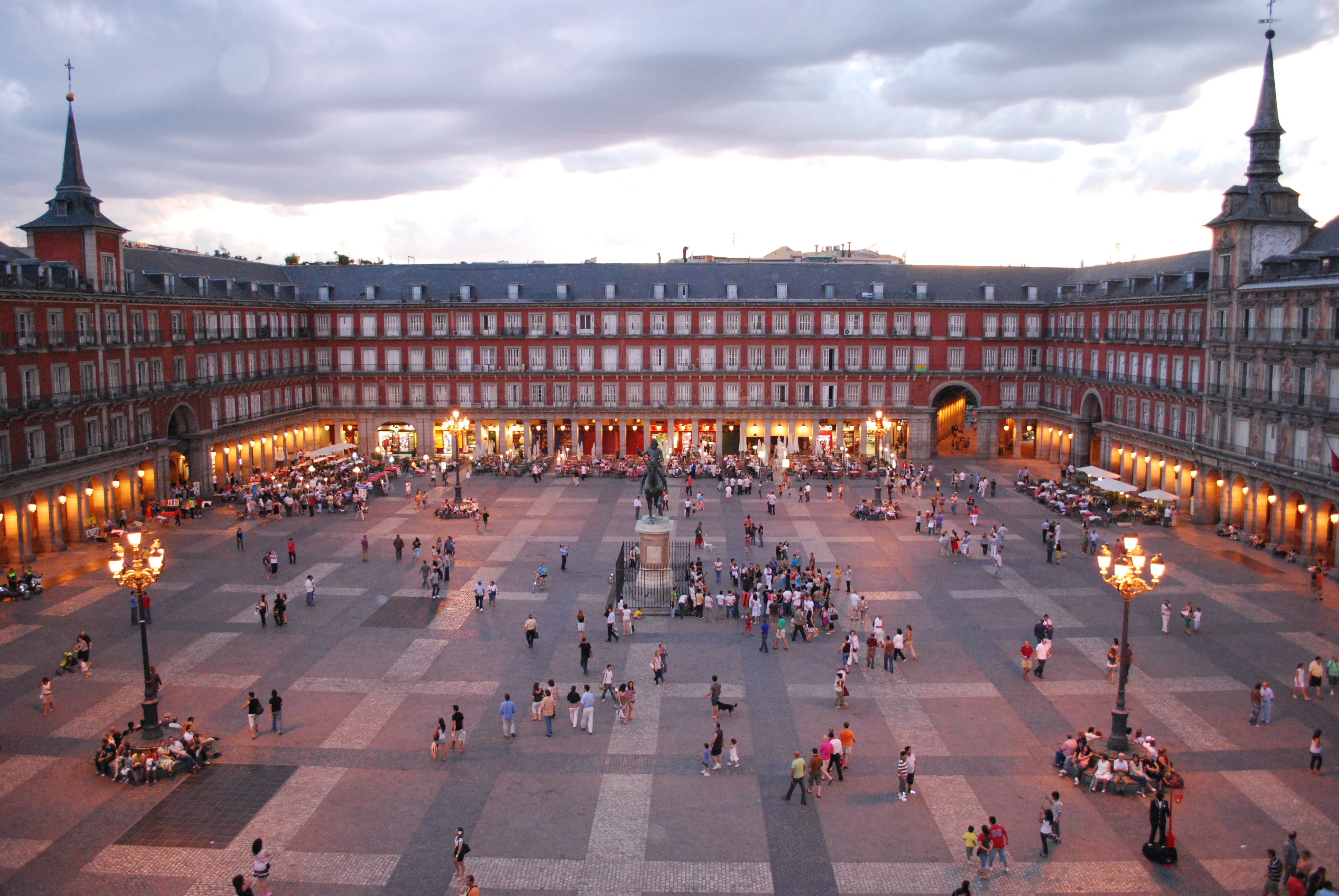
Madrid , capitale européenne de la culture 1992 pour l'Espagne.
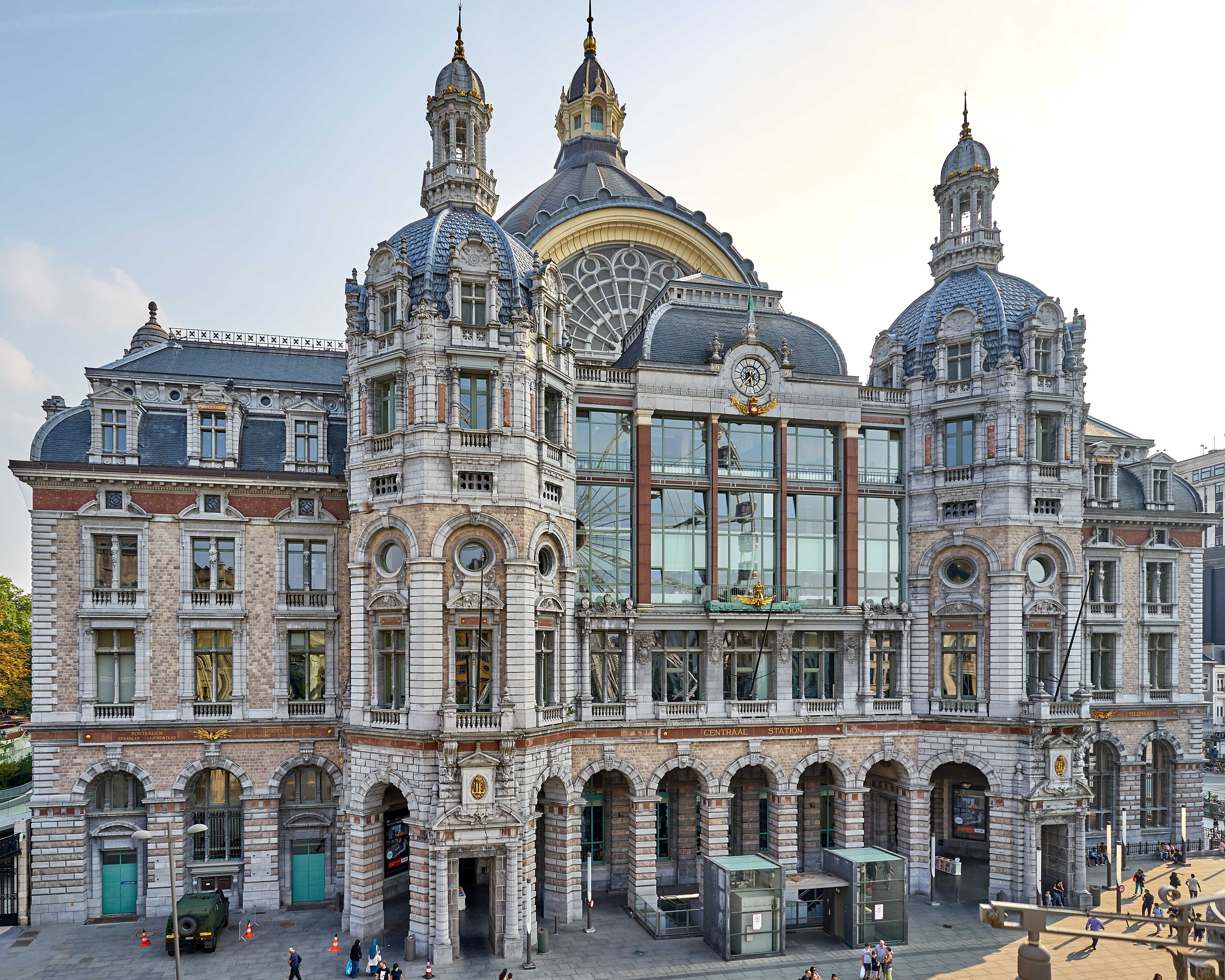
Anvers , capitale européenne de la culture 1993 pour la Belgique.
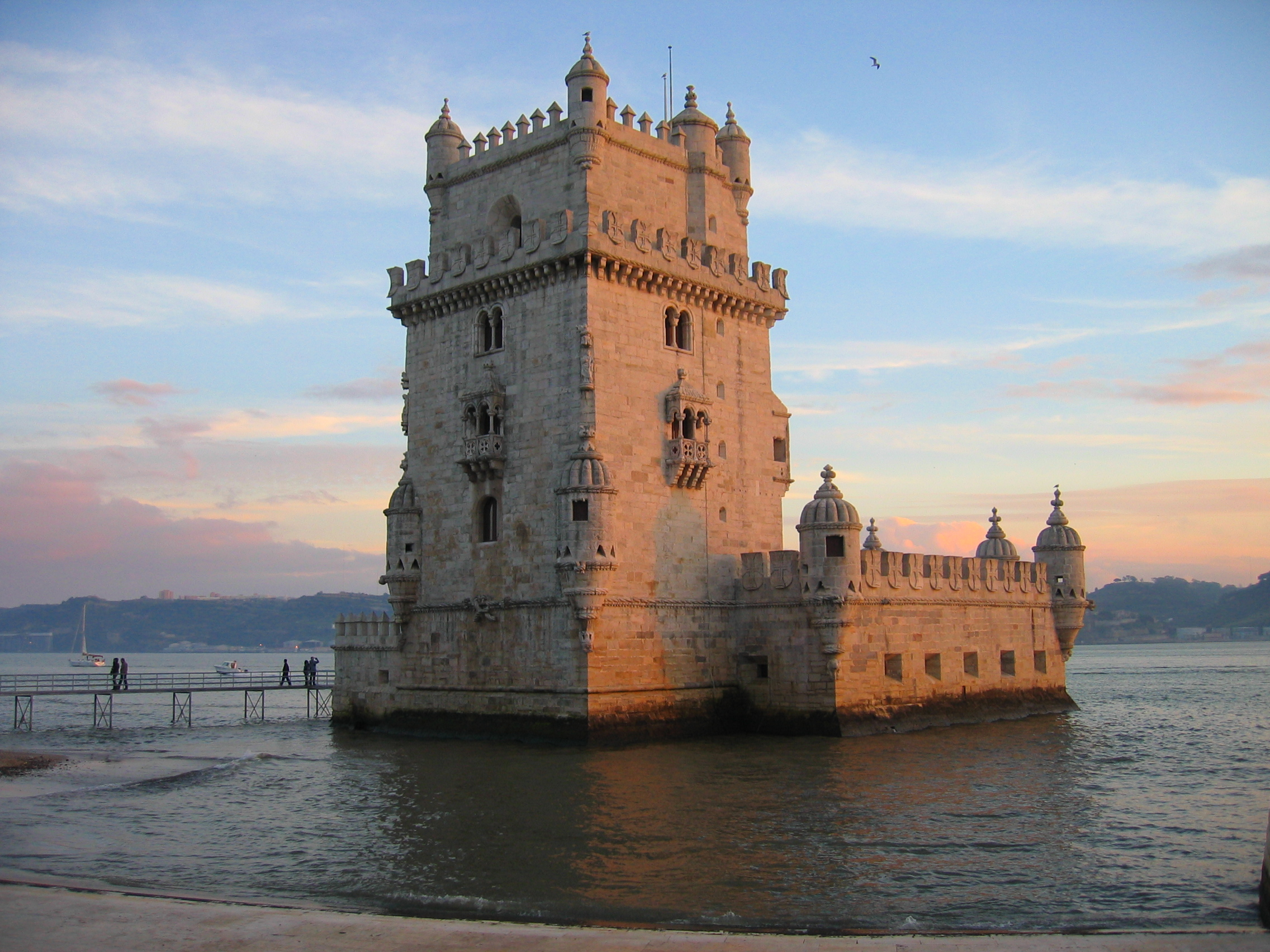
Lisbonne , capitale européenne de la culture 1994 pour le Portugal.
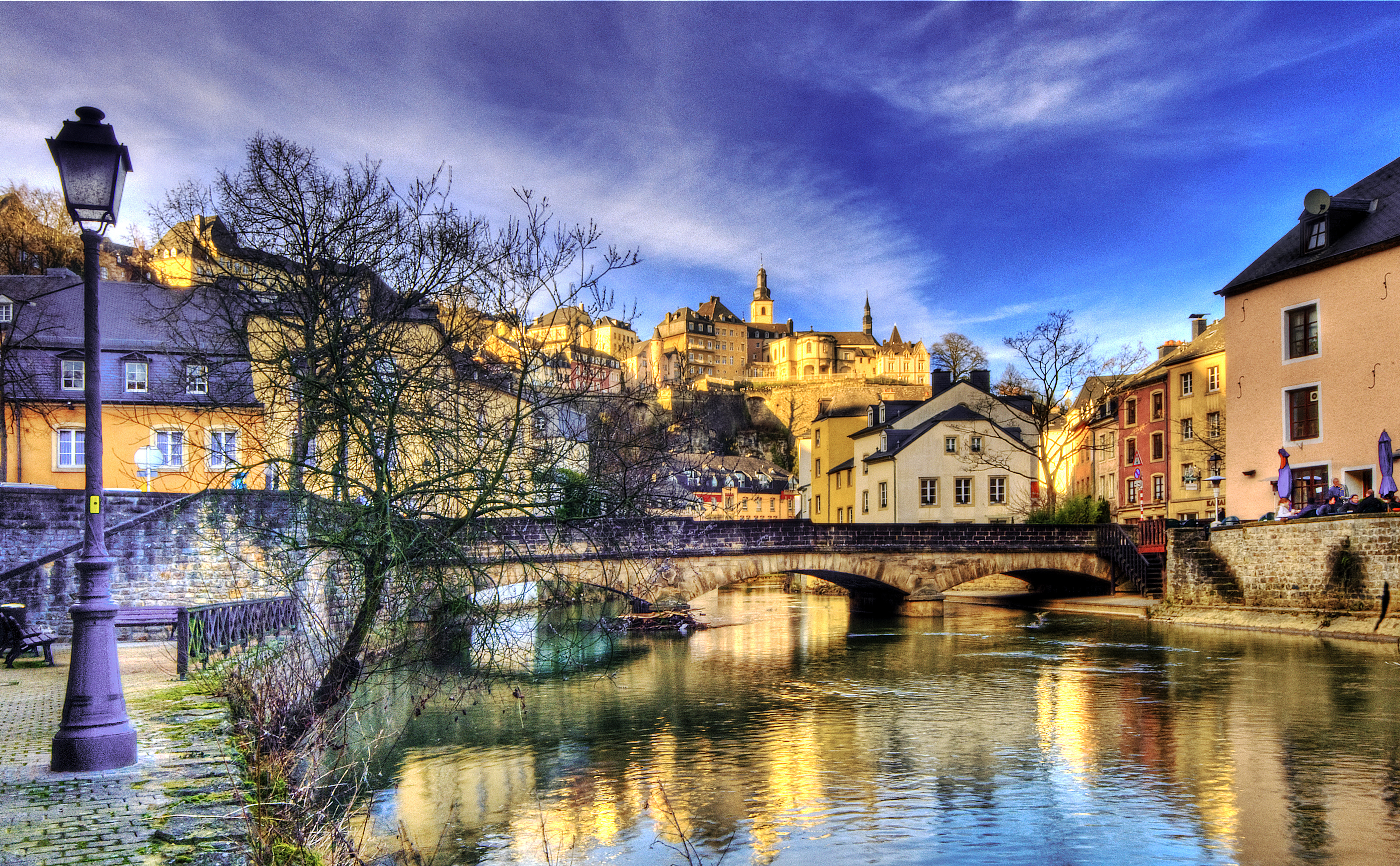
Luxembourg-Ville , capitale européenne de la culture 1995 et 2007 pour le Luxembourg.
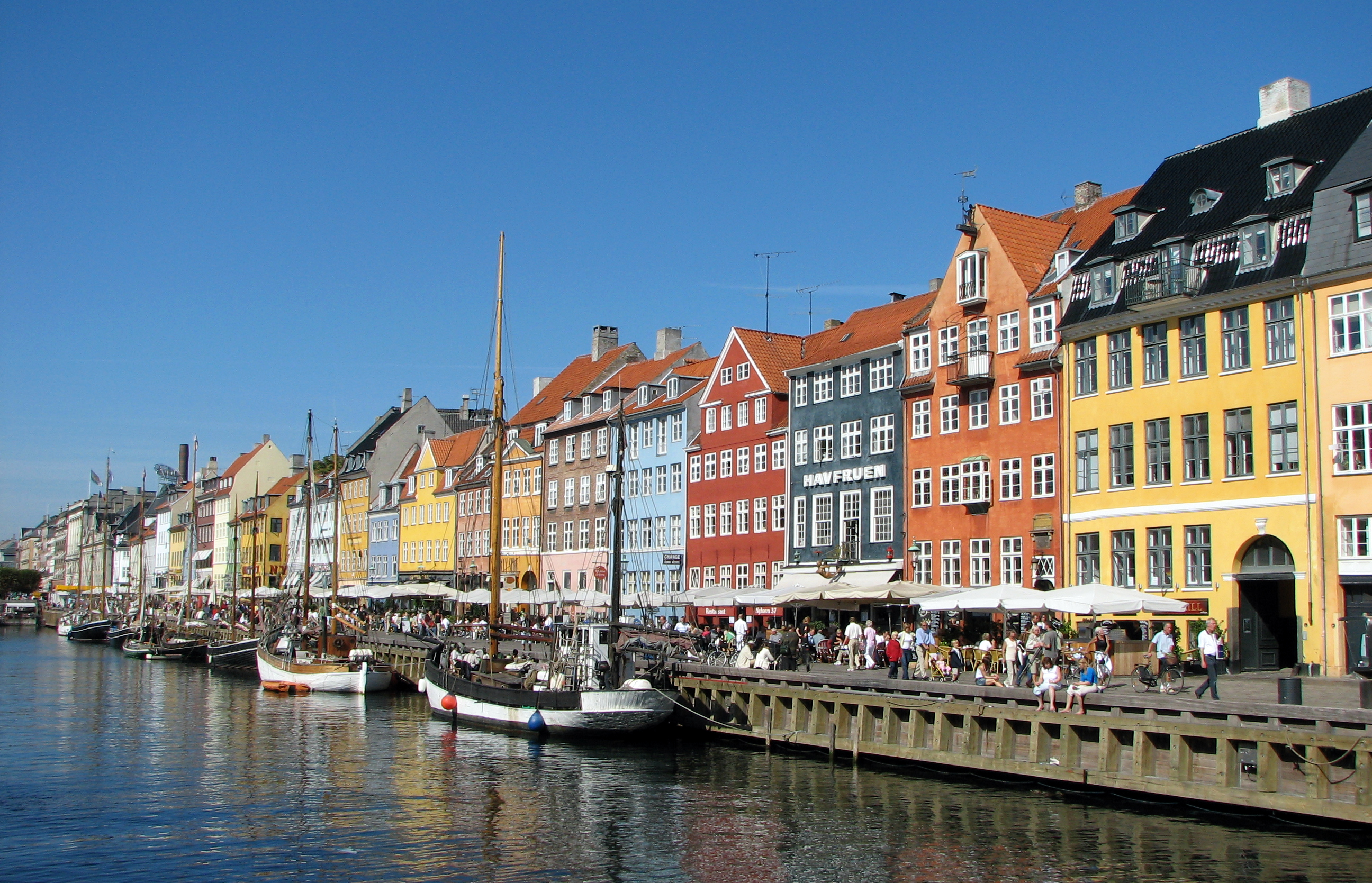
Copenhague , capitale européenne de la culture 1996 pour le Danemark.
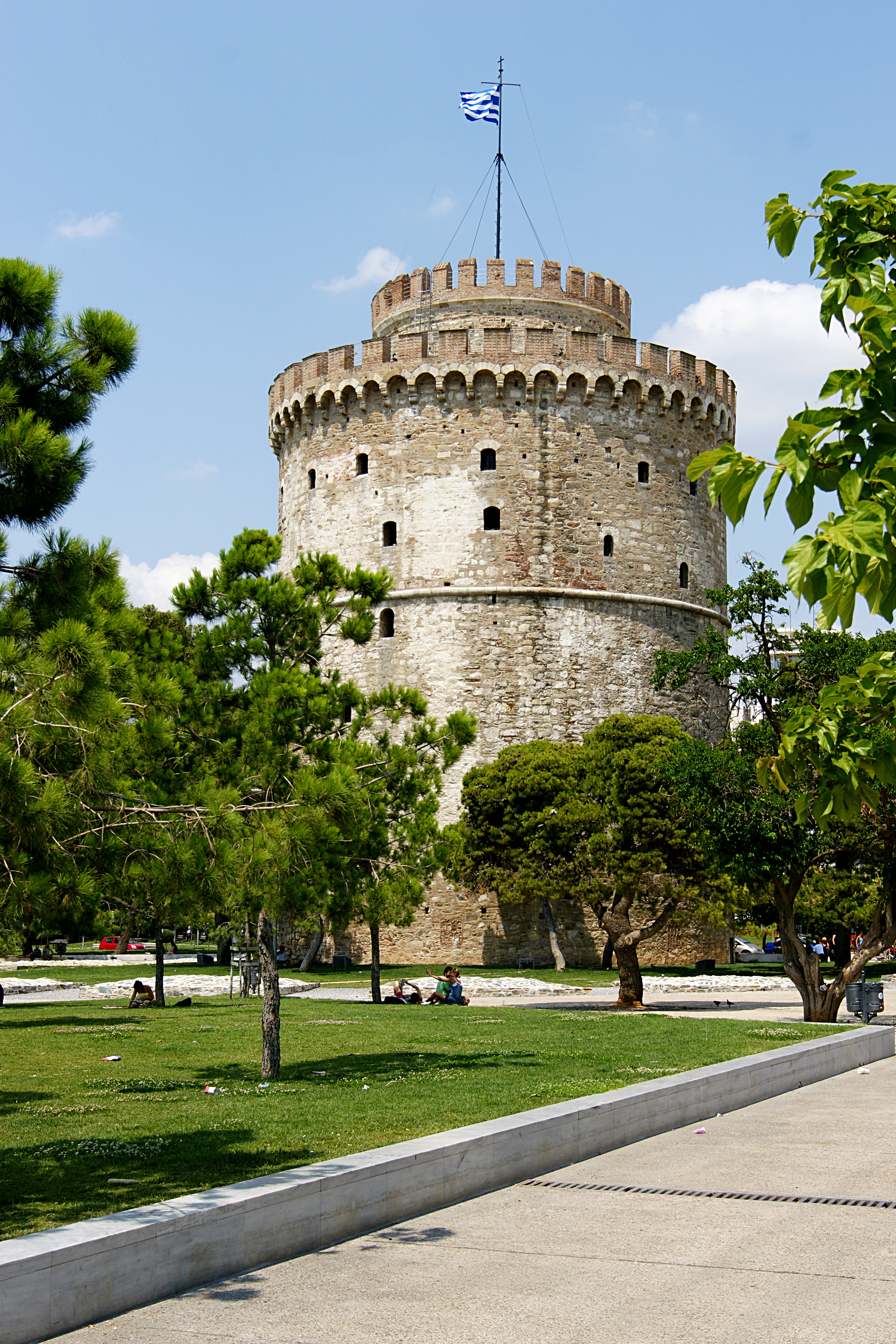
Thessalonique , capitale européenne de la culture 1997 pour la Grèce.
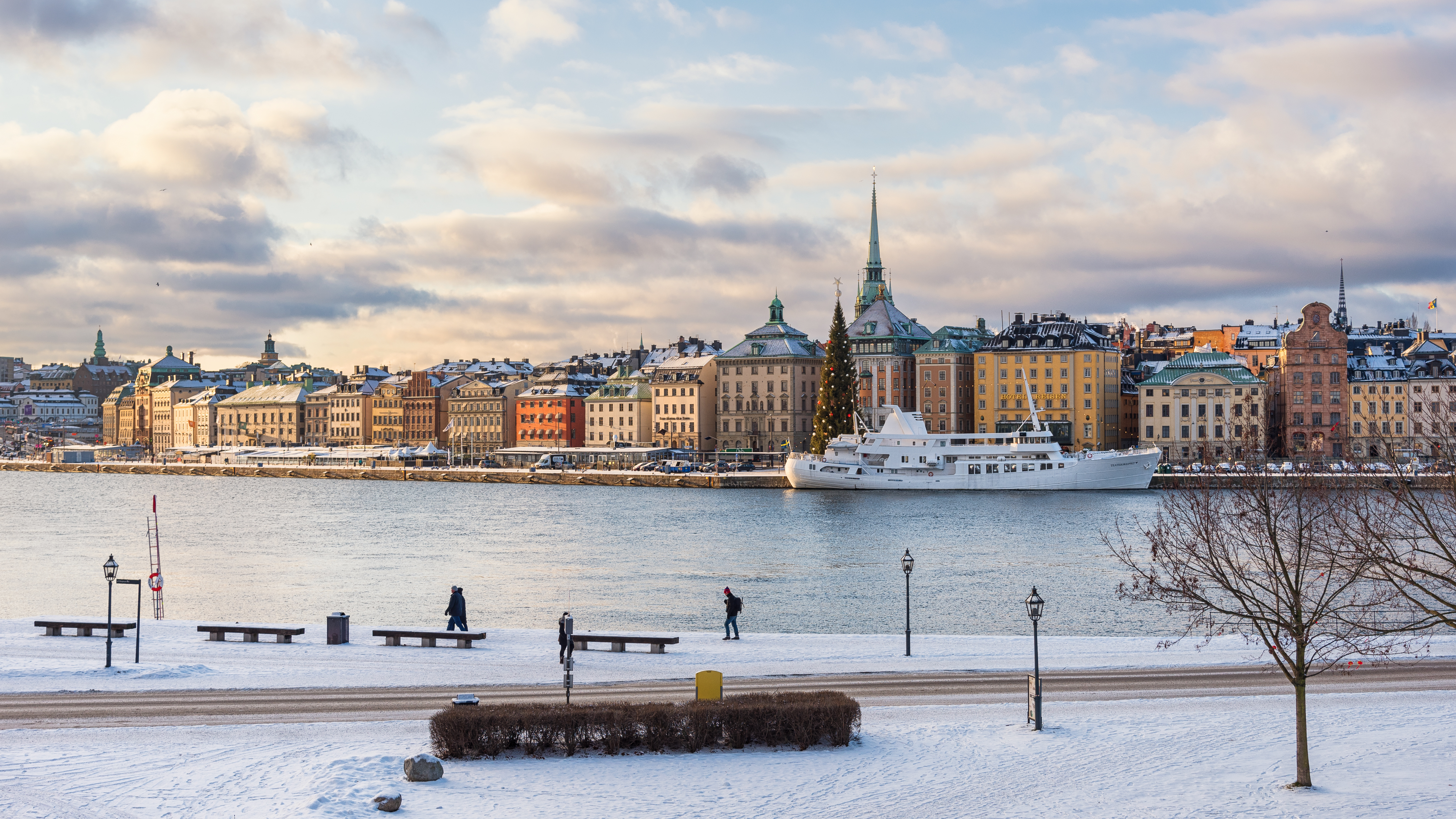
Stockholm , capitale européenne de la culture 1998 pour la Suède.
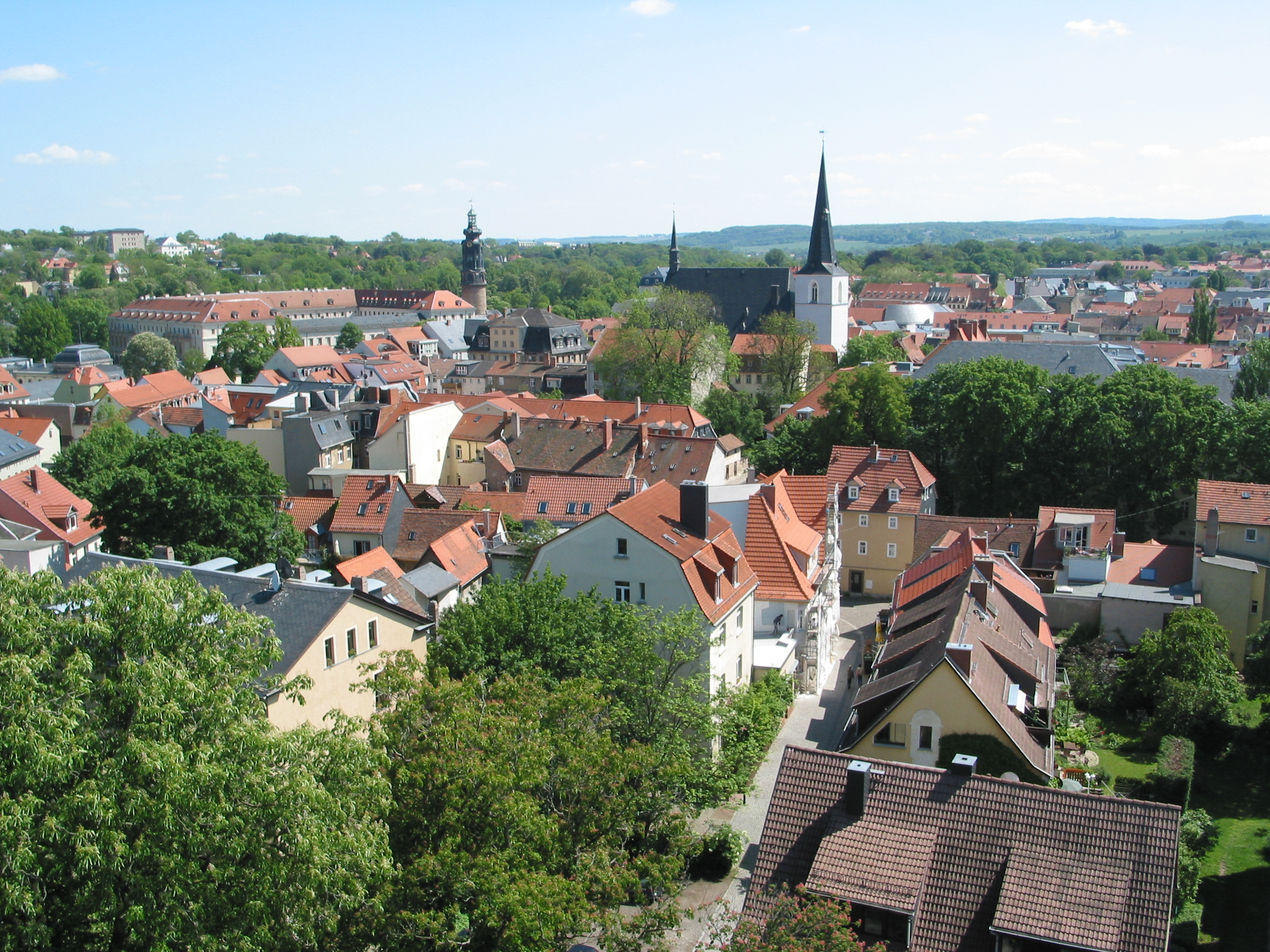
Weimar , capitale européenne de la culture 1999 pour l'Allemagne.
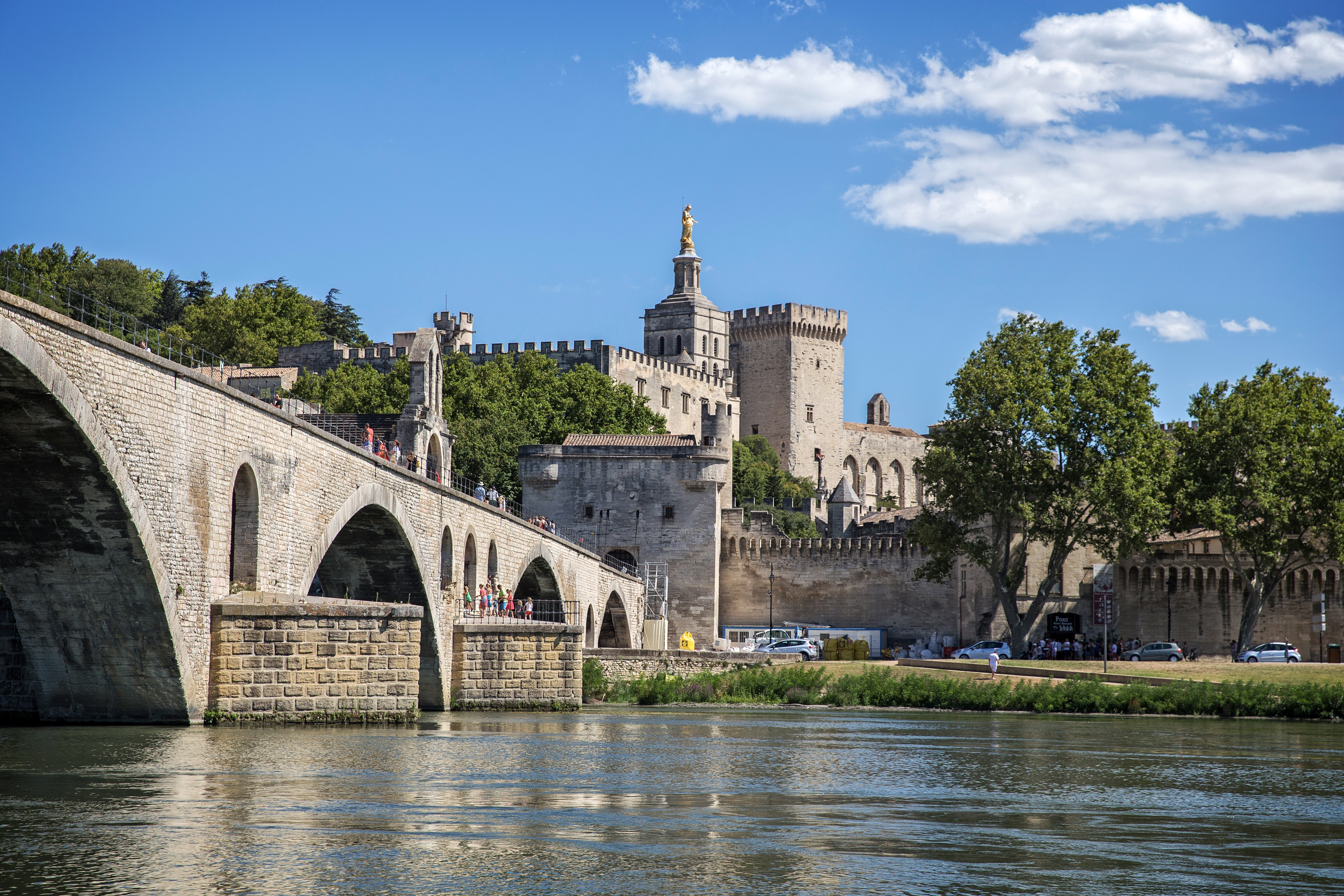
Avignon , capitale européenne de la culture 2000 pour la France.
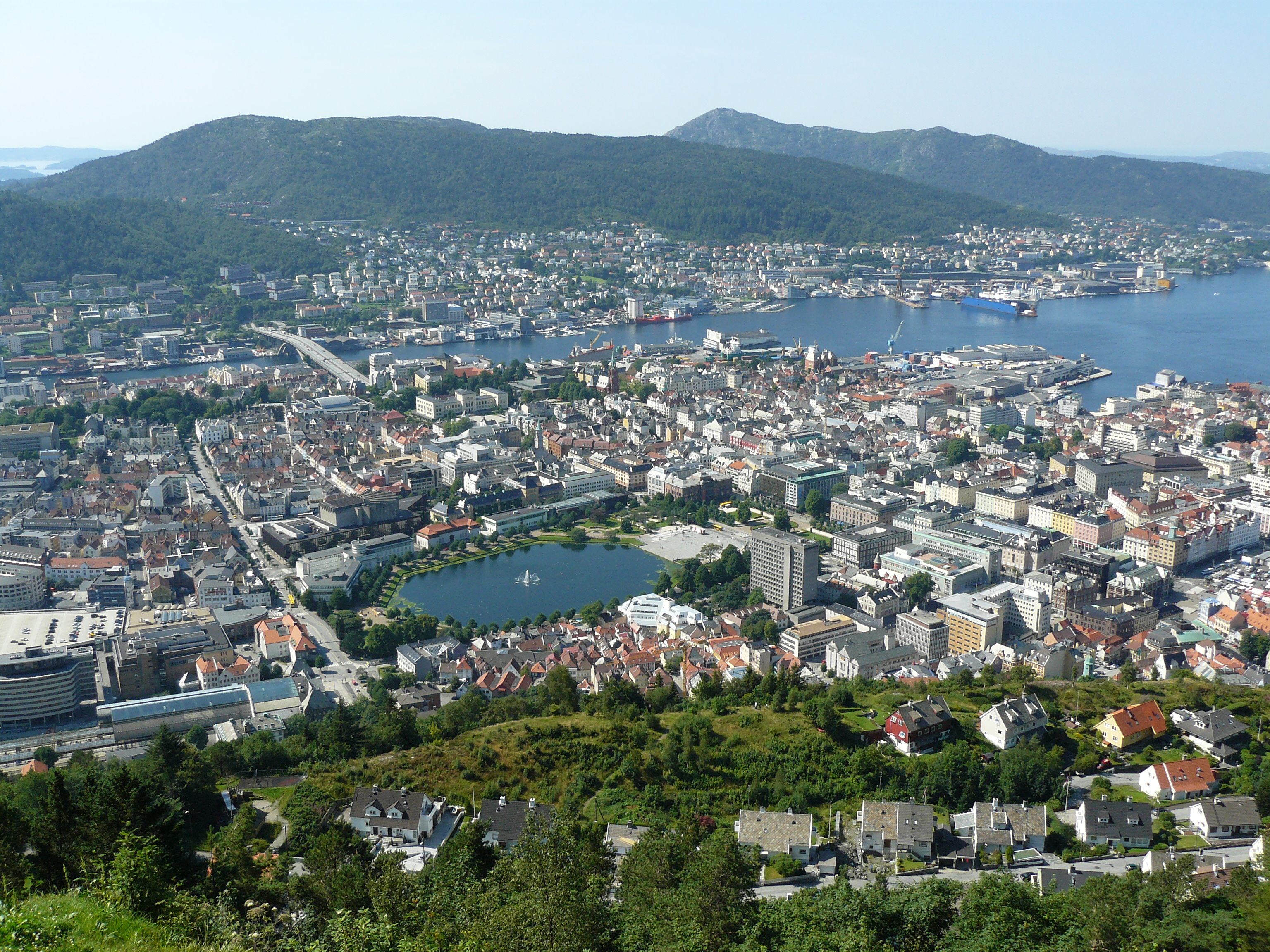
Bergen , capitale européenne de la culture 2000 pour la Norvège.
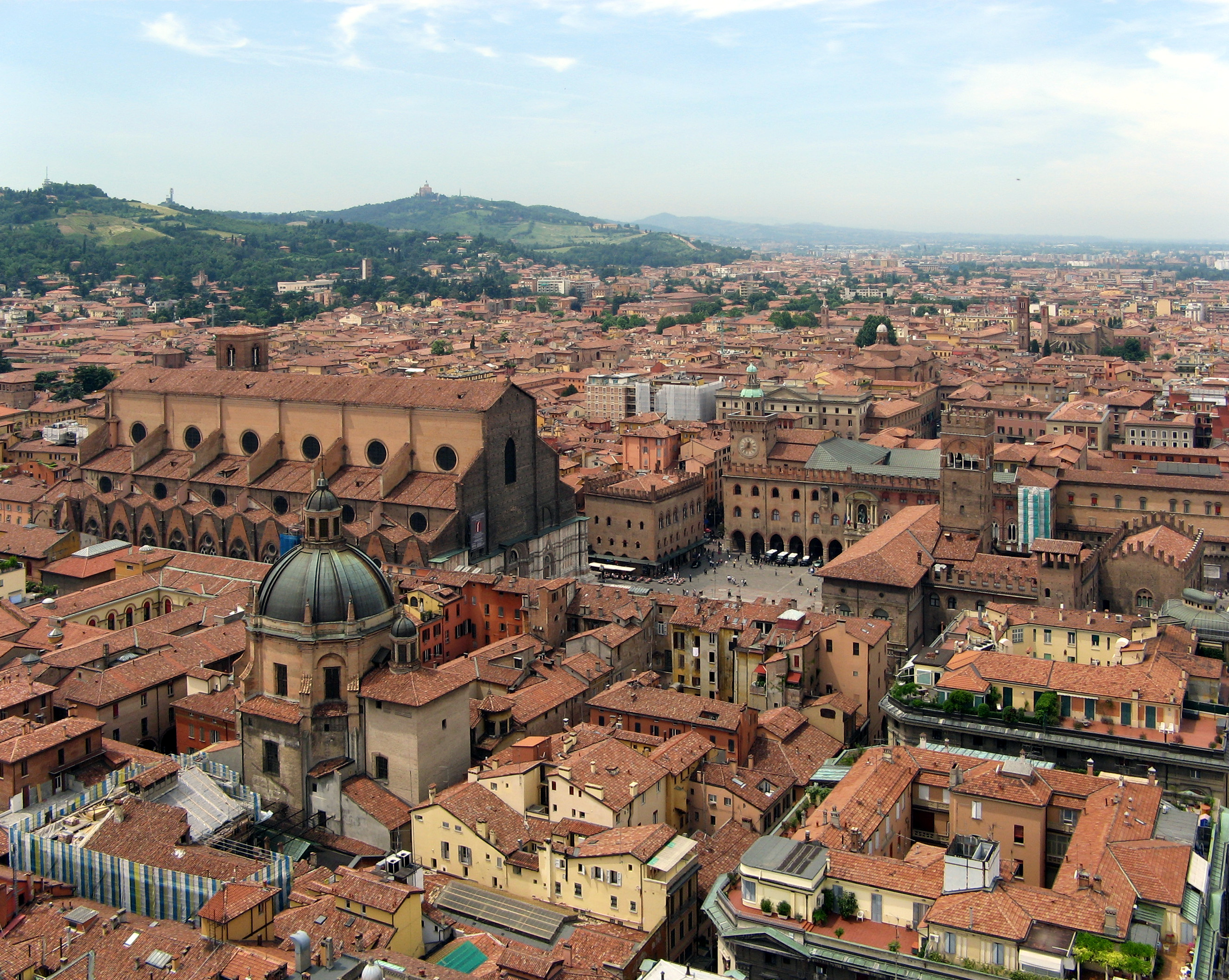
Bologne , capitale européenne de la culture 2000 pour l'Italie.
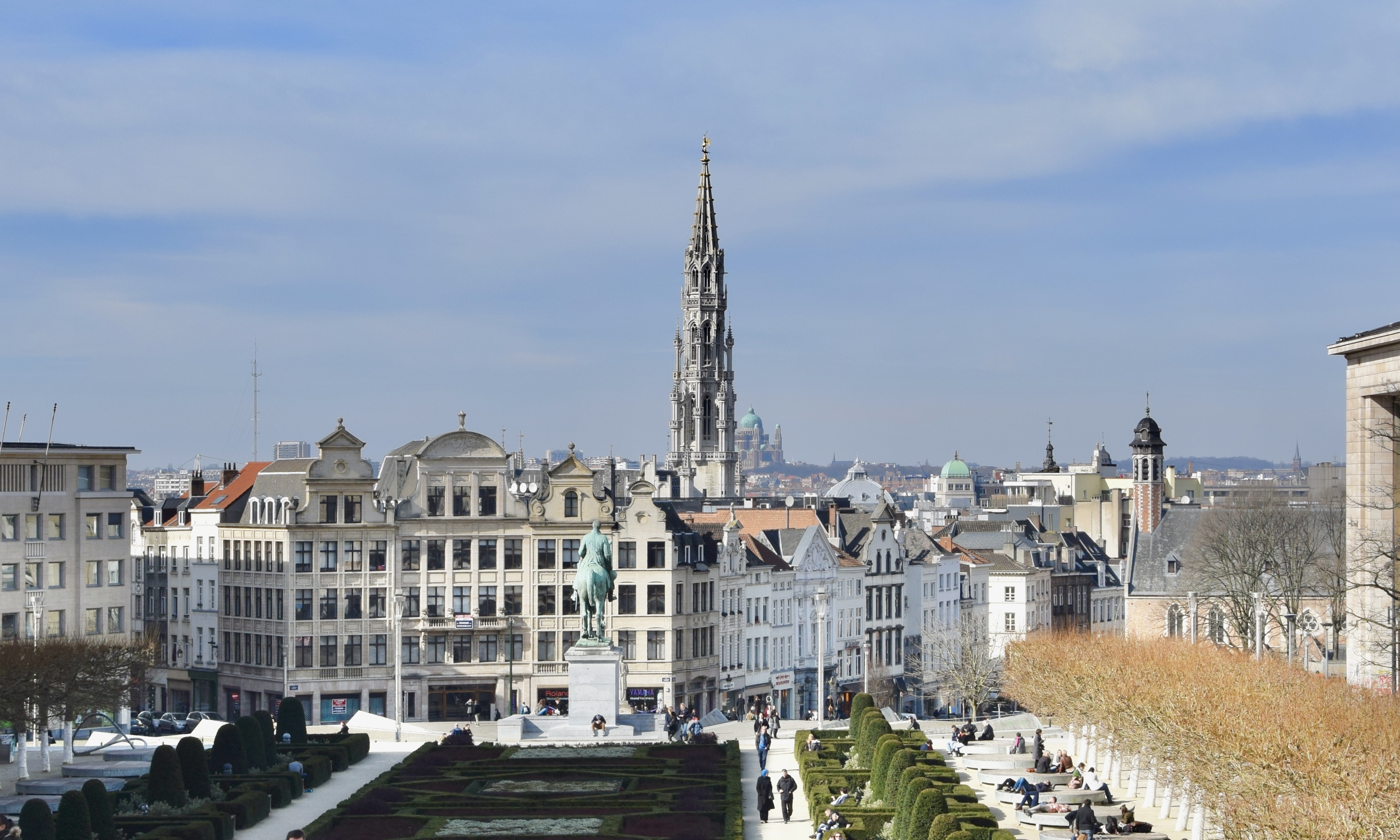
Bruxelles , capitale européenne de la culture 2000 pour la Belgique.
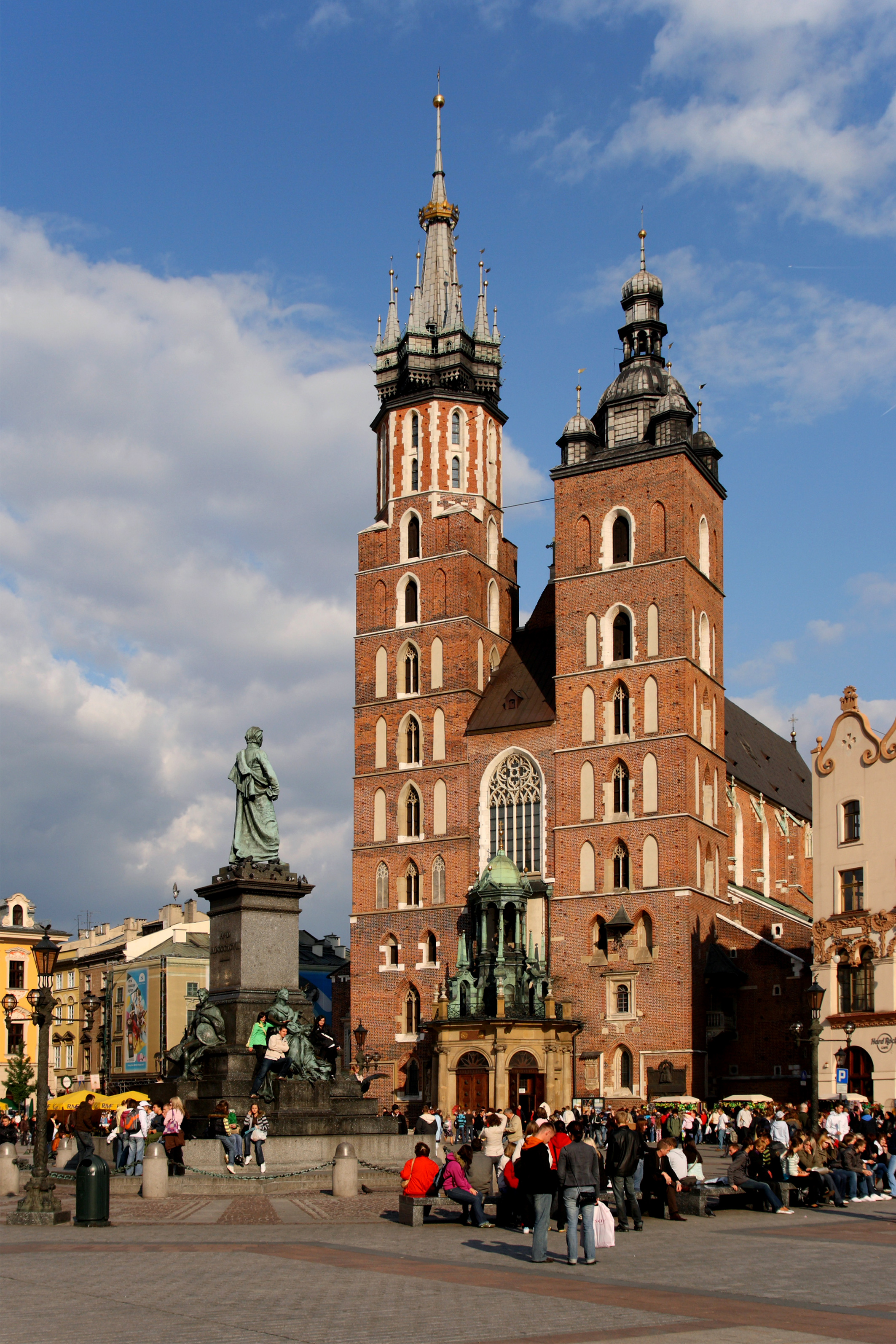
Cracovie , capitale européenne de la culture 2000 pour la Pologne
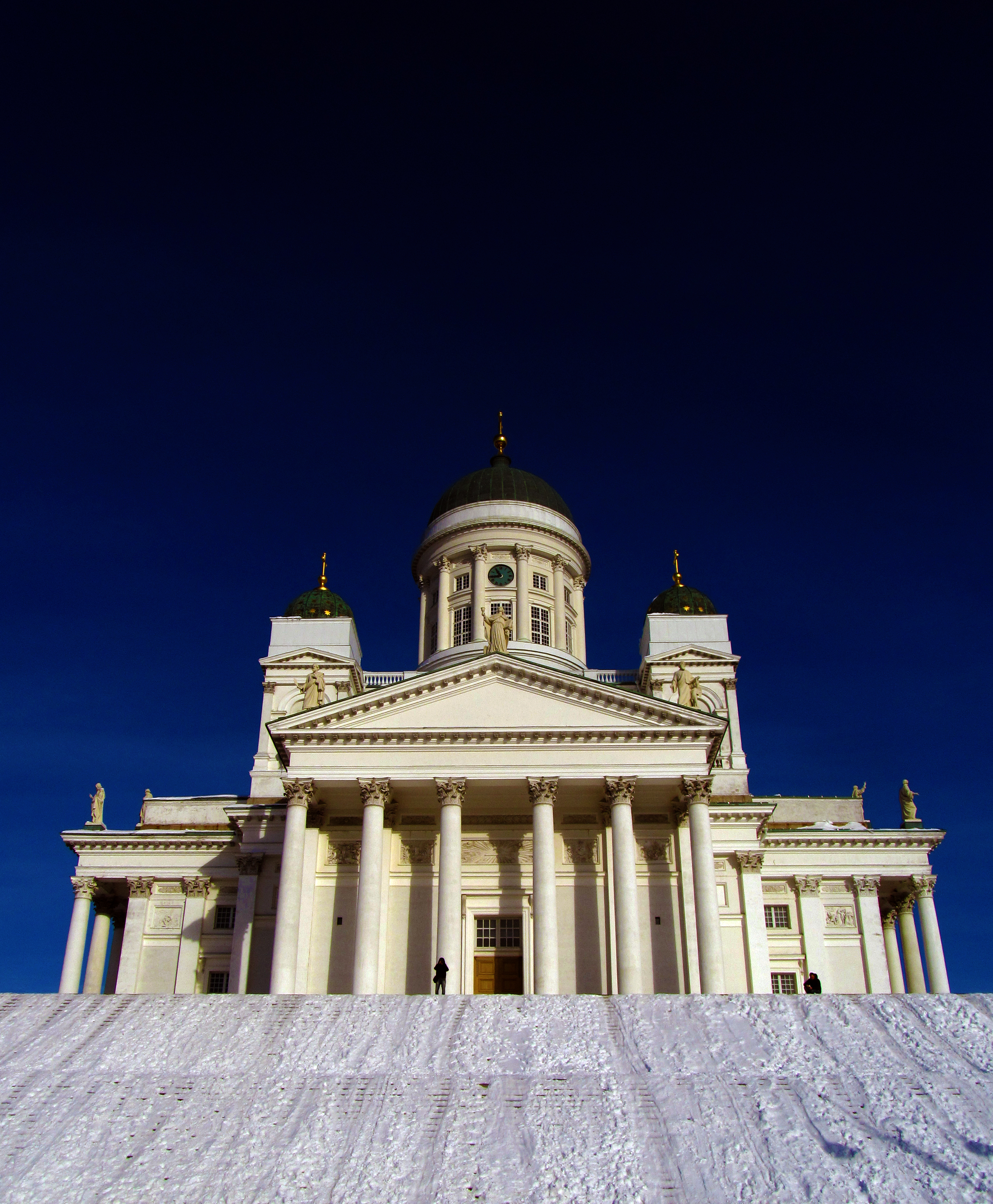
Helsinki , capitale européenne de la culture 2000 pour la Finlande.
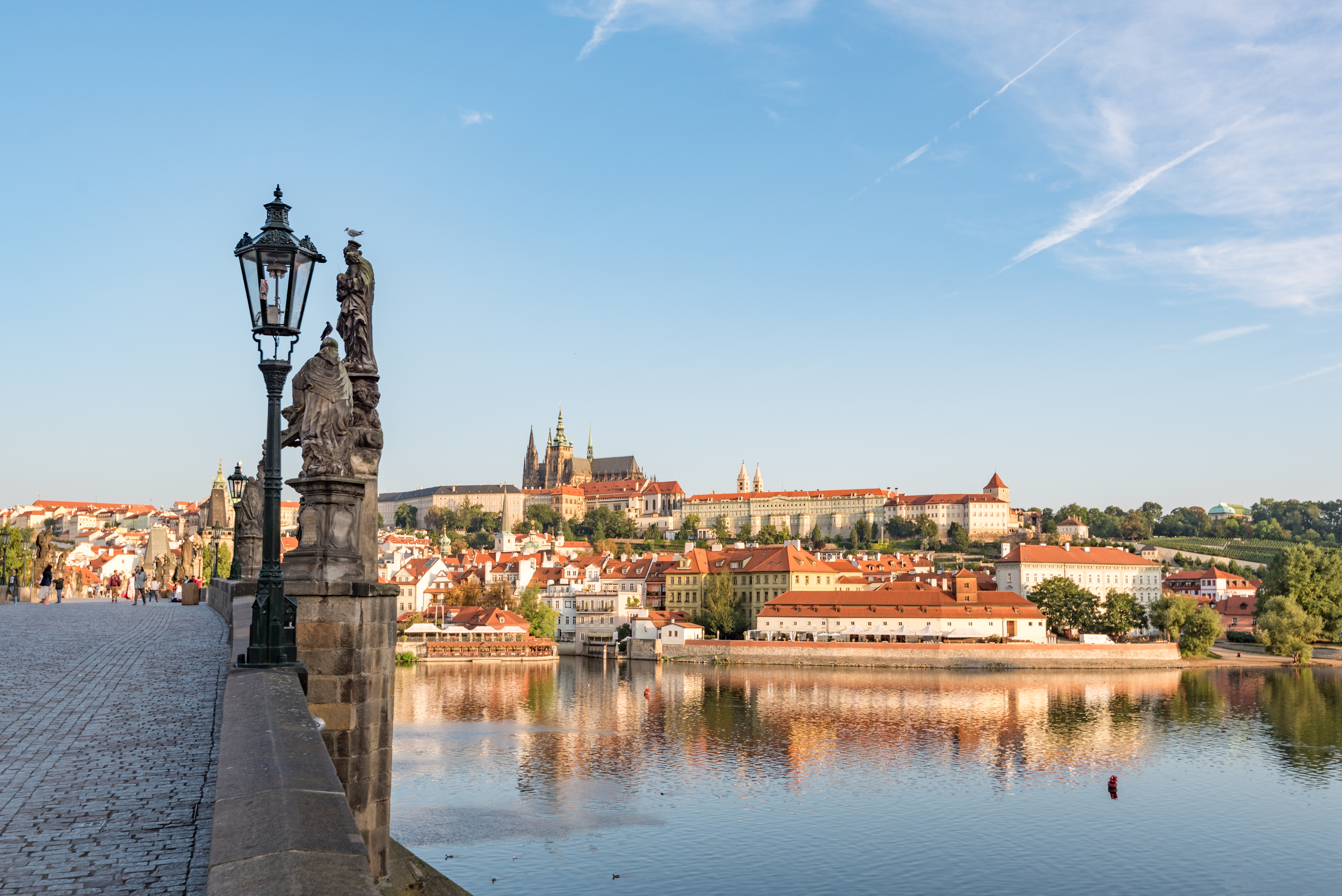
Prague , capitale européenne de la culture 2000 pour la République Tchèque.
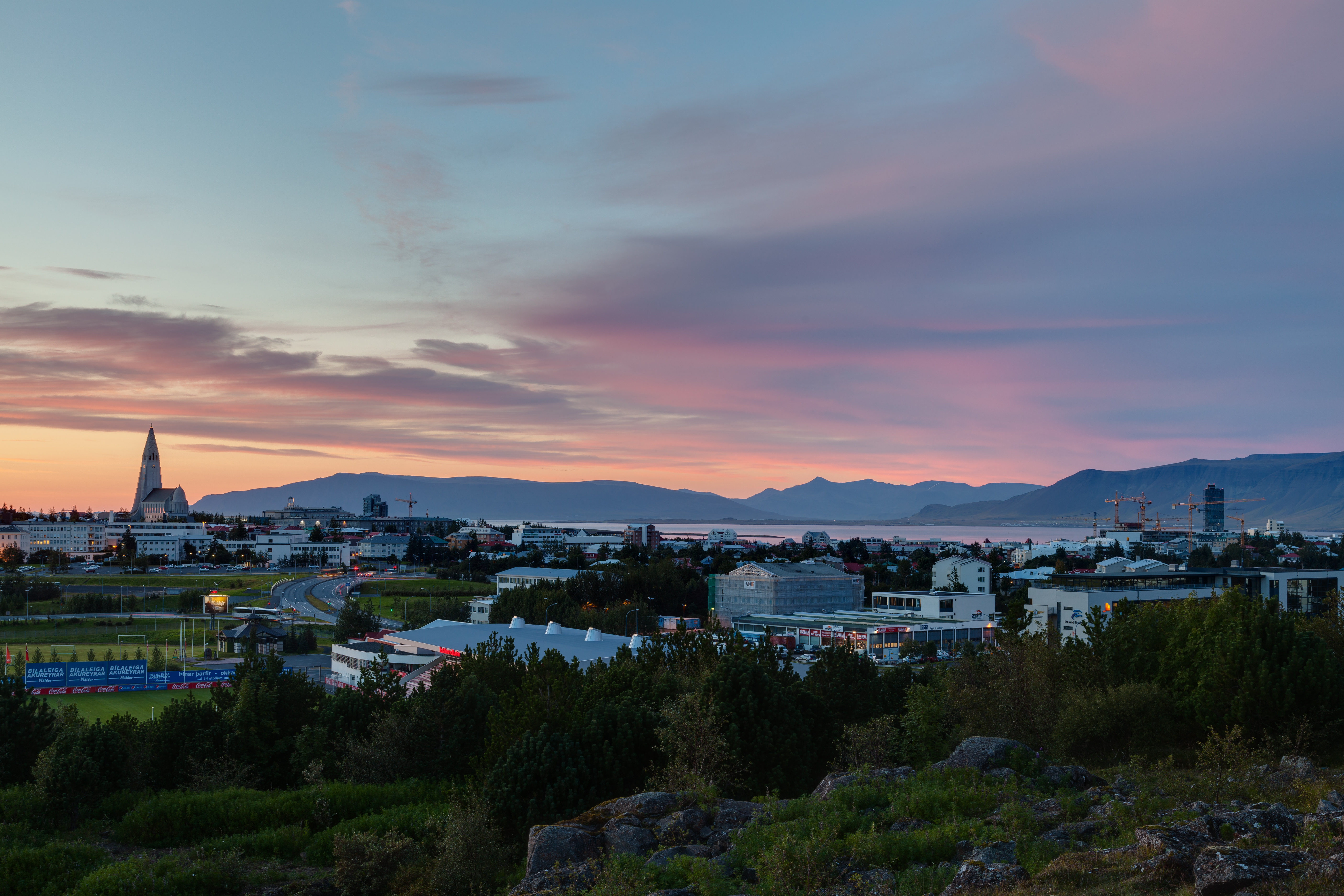
Reykjavik , capitale européenne de la culture 2000 pour l'Islande.
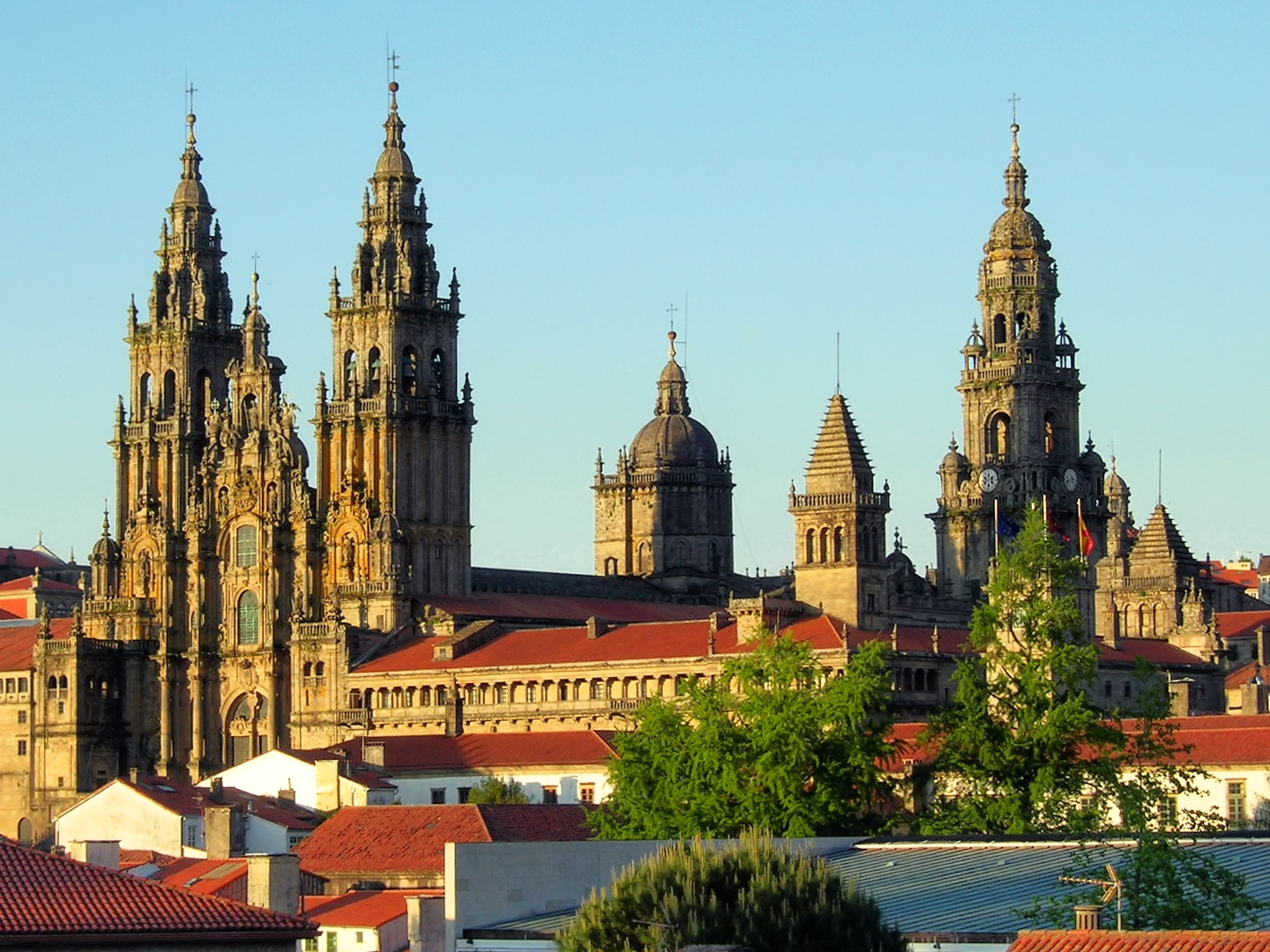
Saint-Jacques-de-Compostelle , capitale européenne de la culture 2000 pour l'Espagne.
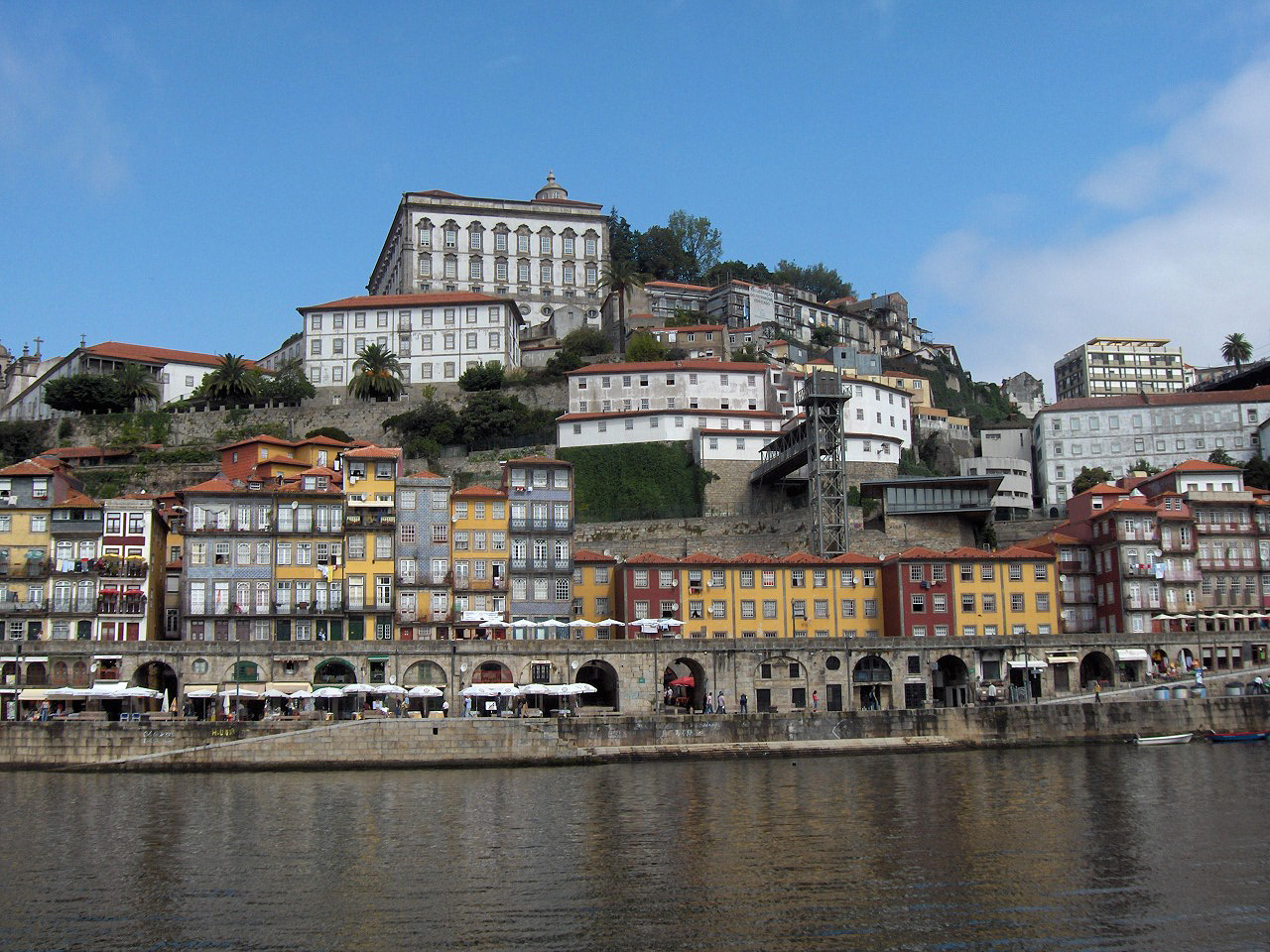
Porto , capitale européenne de la culture 2001 pour le Portugal.
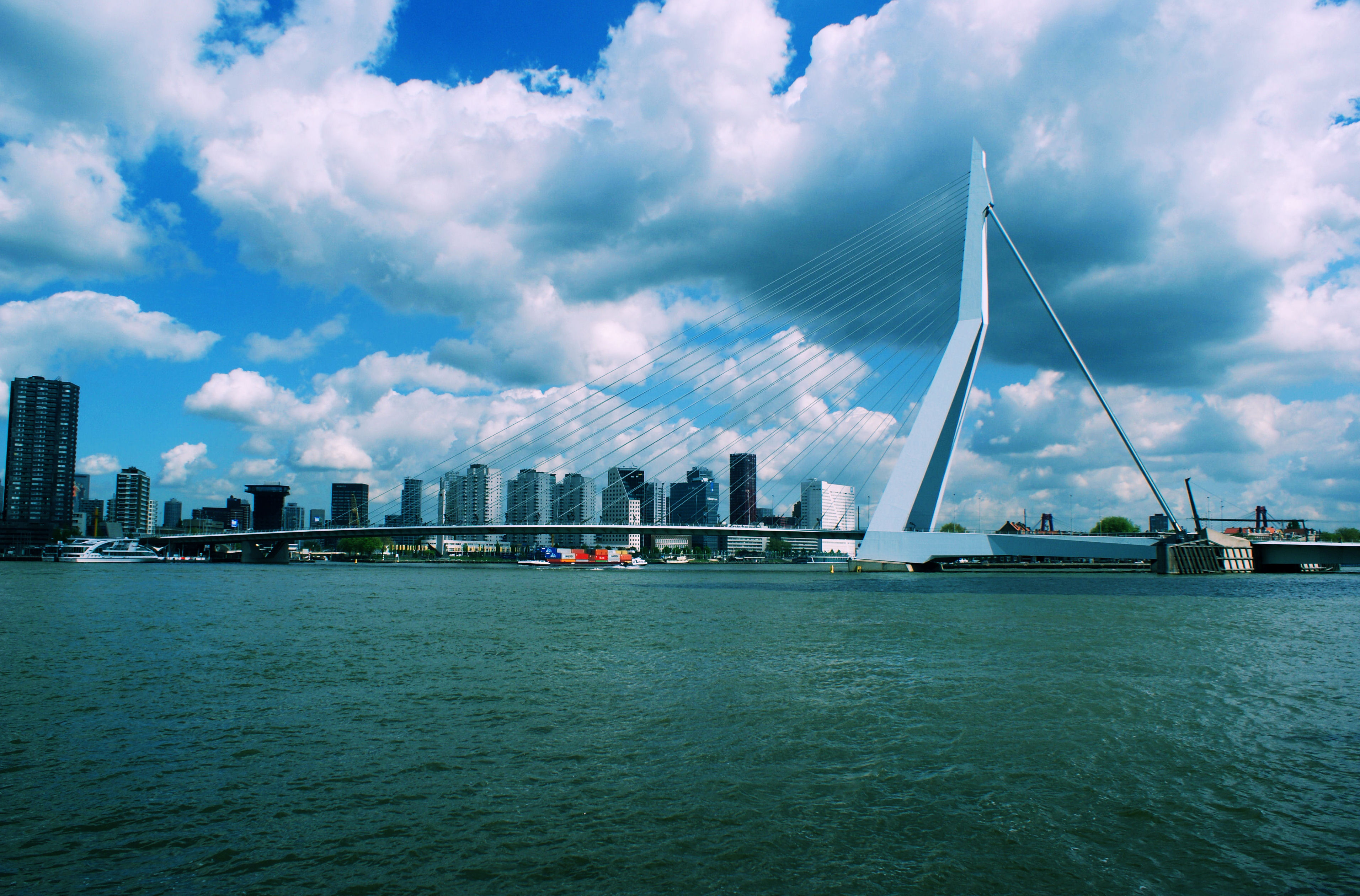
Rotterdam , capitale européenne de la culture 2001 pour les Pays-Bas.
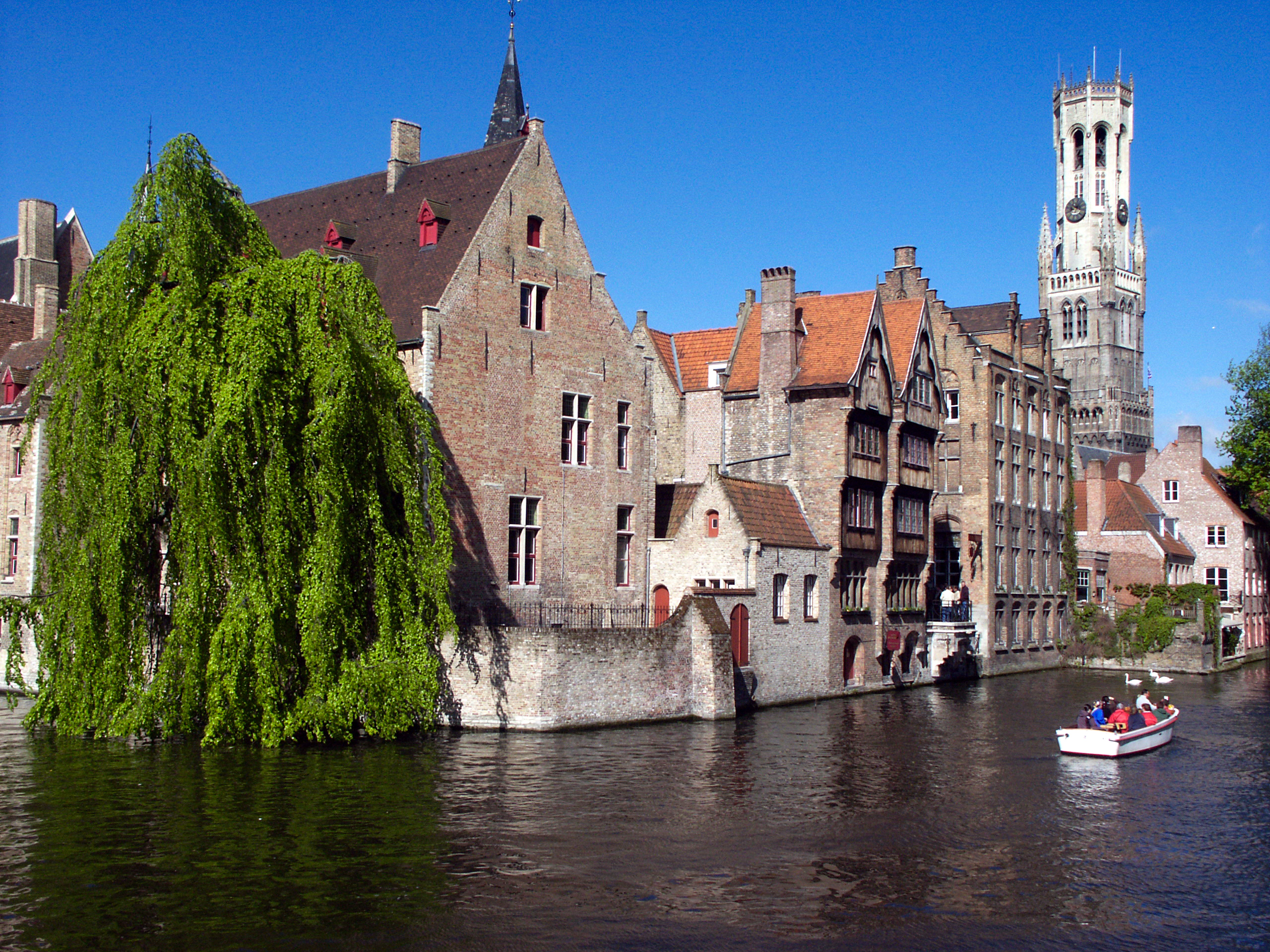
Bruges , capitale européenne de la culture 2002 pour la Belgique
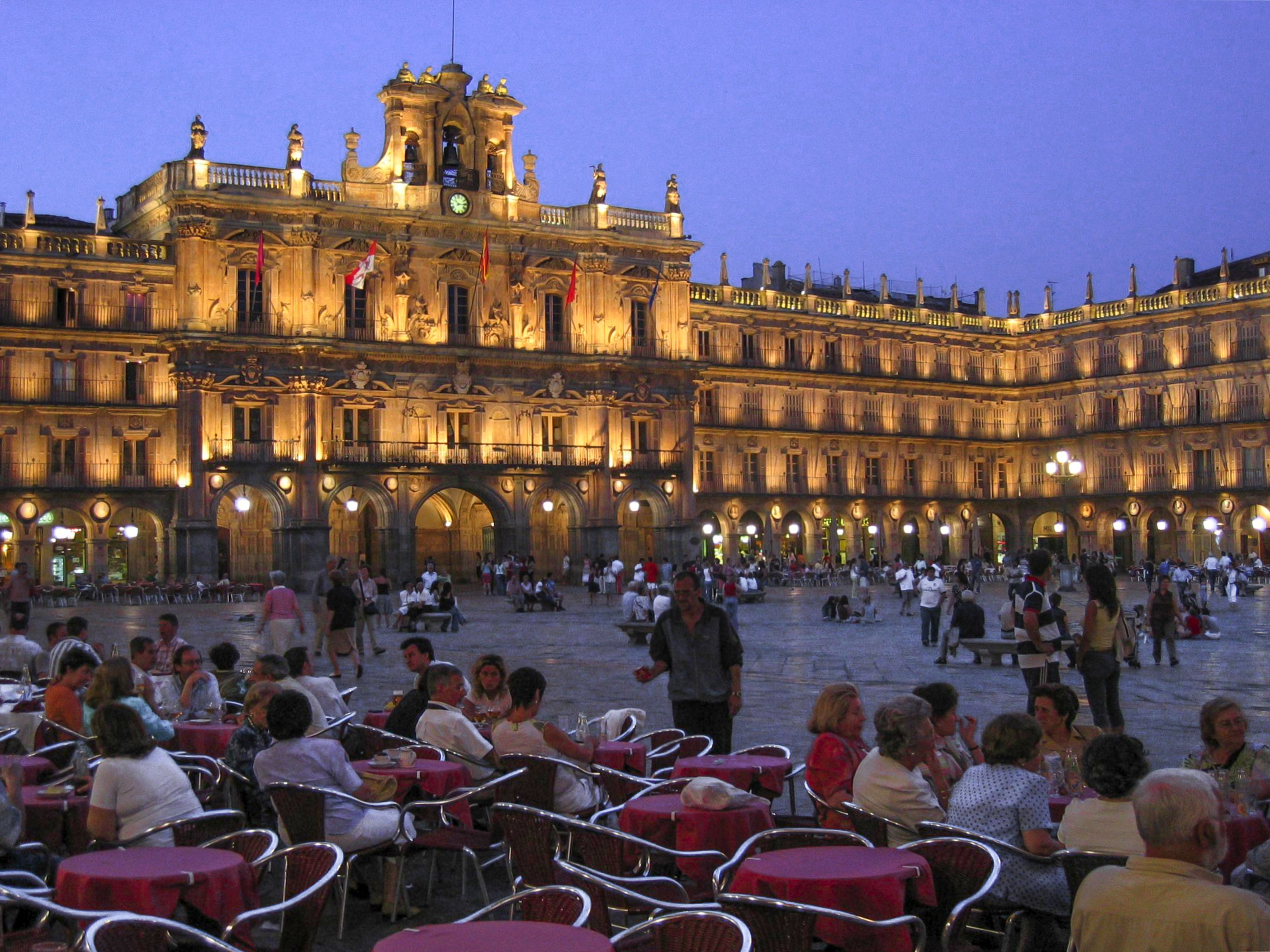
Salamanque , capitale européenne de la culture 2002 pour l'Espagne.
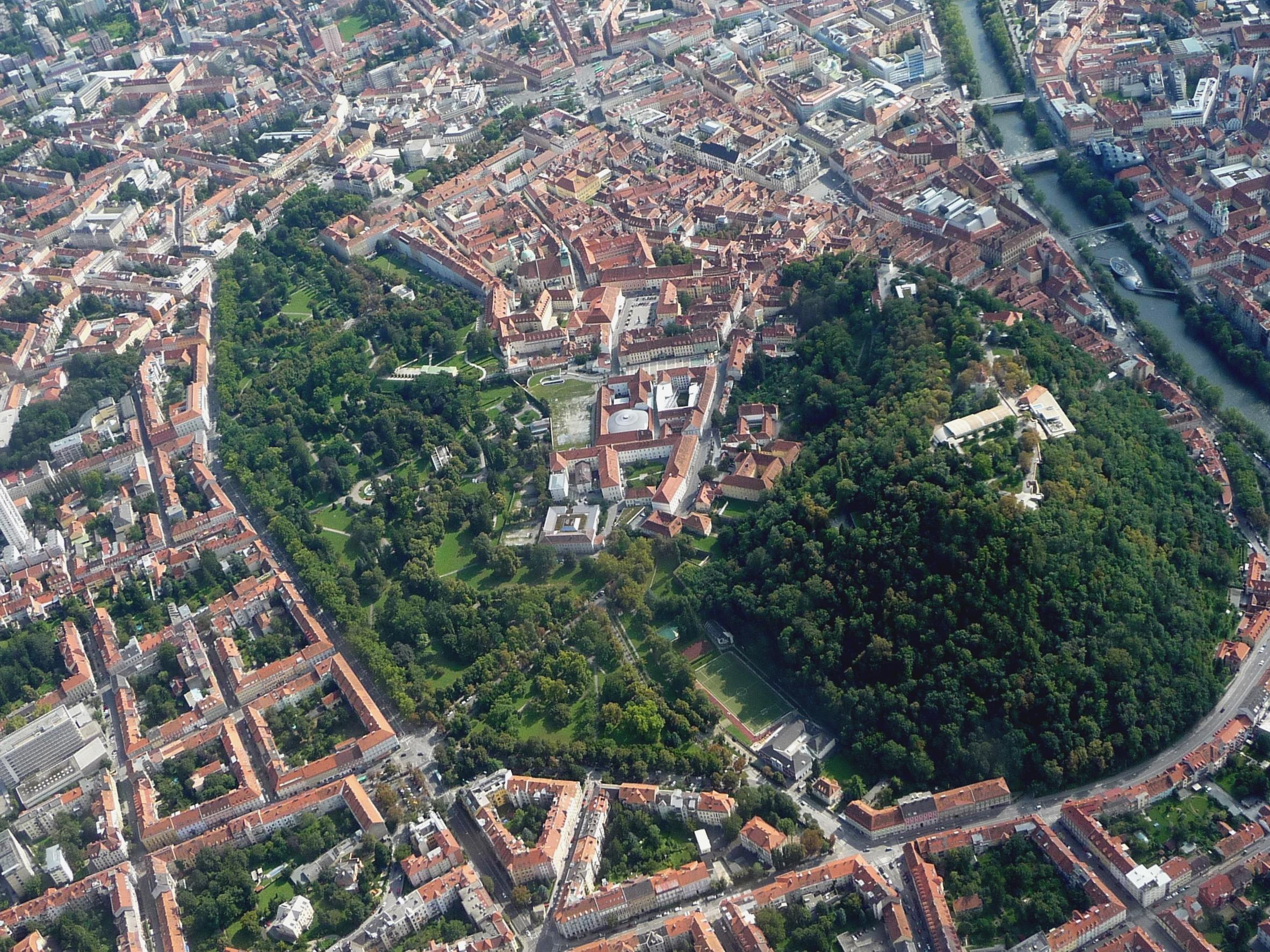
Graz , capitale européenne de la culture 2003 pour l'Autriche.
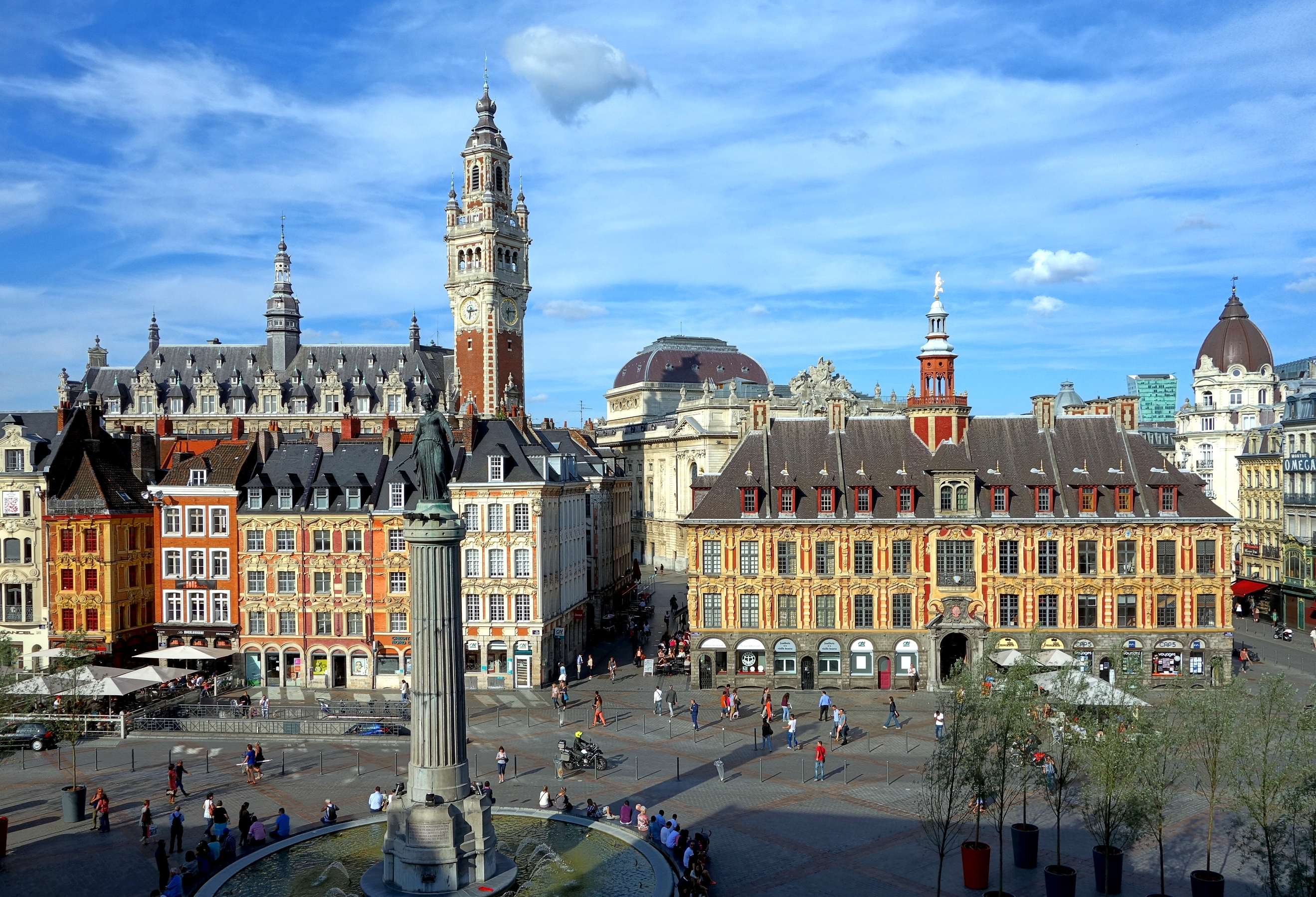
Lille , capitale européenne de la culture 2004 pour la France.
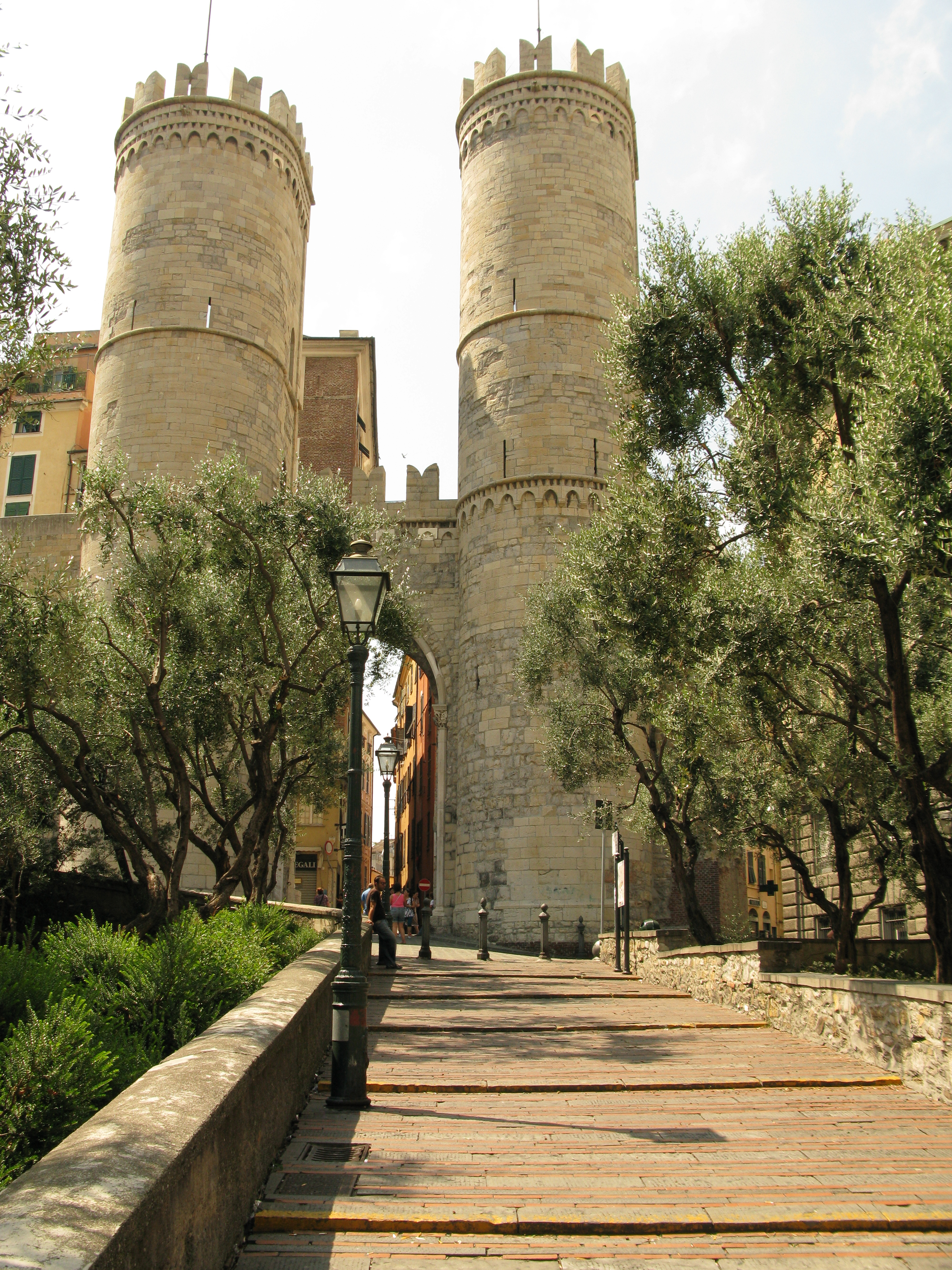
Gênes , capitale européenne de la culture 2004 pour l'Italie.
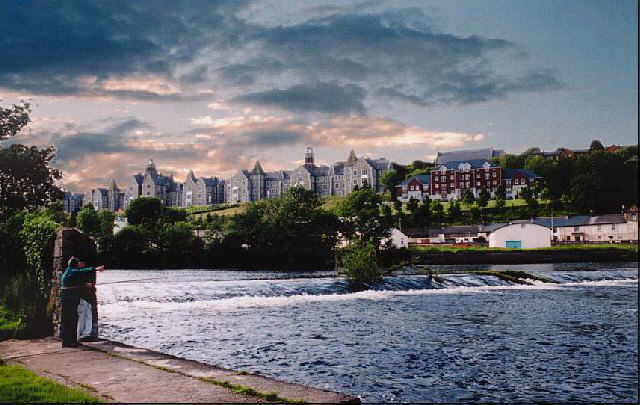
Cork , capitale européenne de la culture 2005 pour l'Irlande.
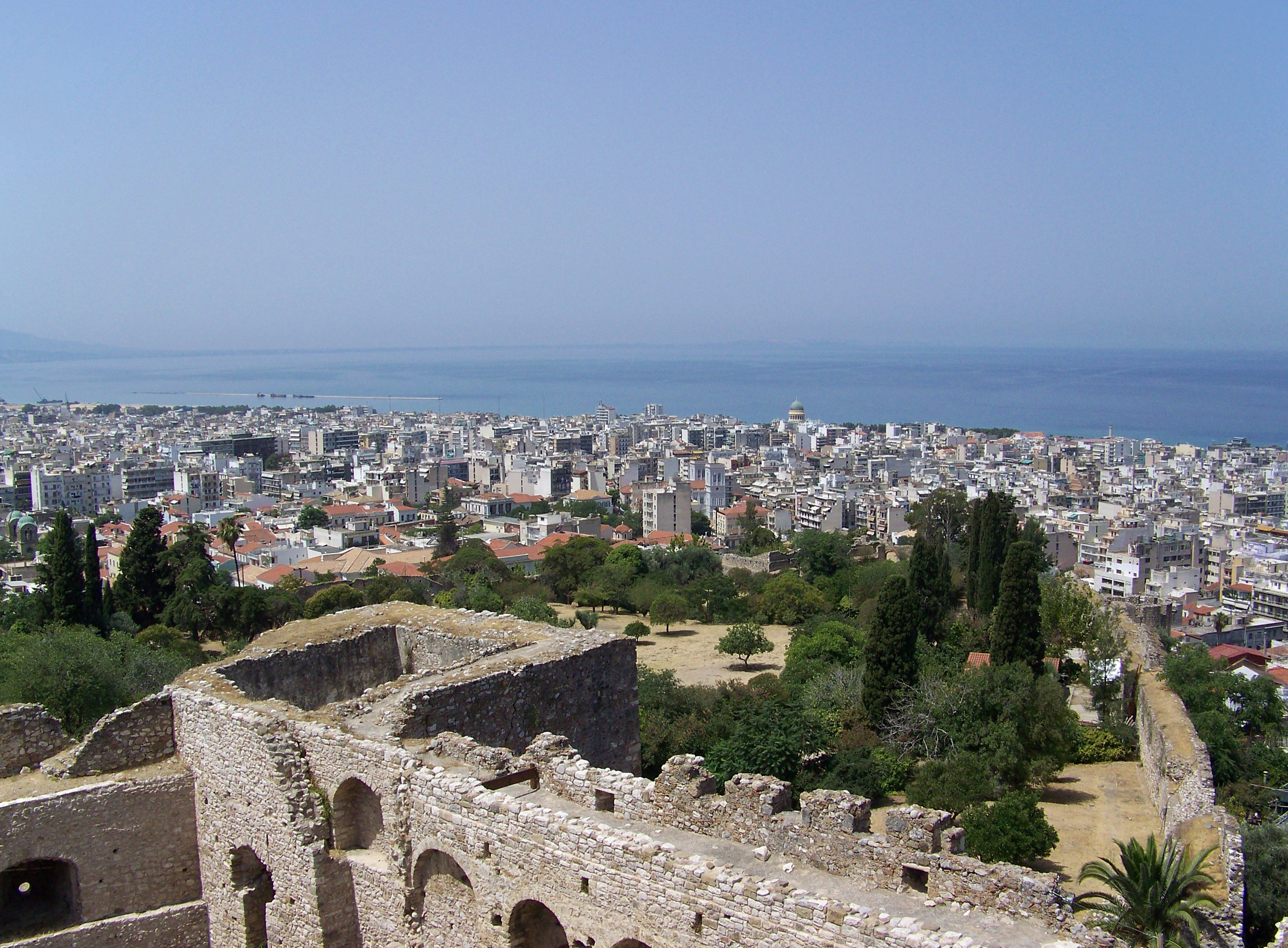
Patras , capitale européenne de la culture 2006 pour la Grèce.
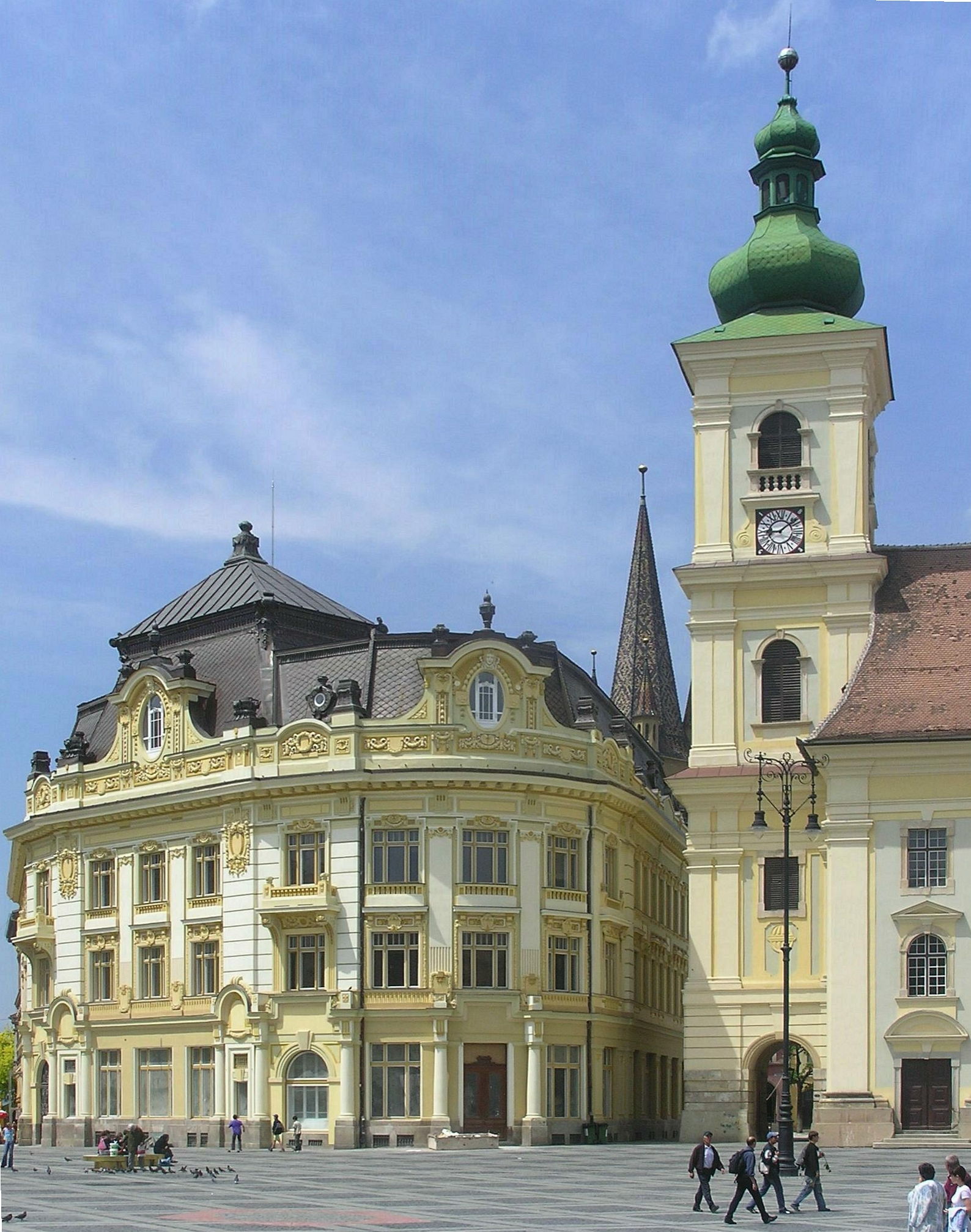
Sibiu , capitale européenne de la culture 2007 pour la Roumanie.
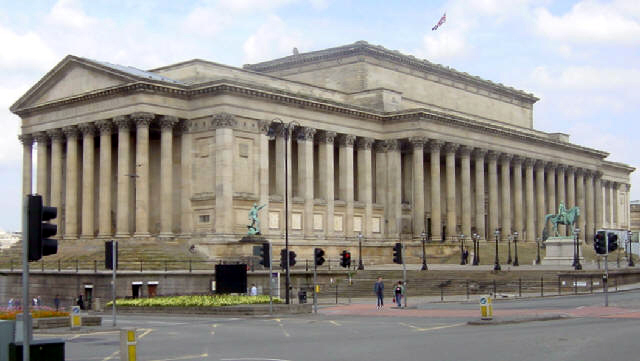
Liverpool , capitale européenne de la culture 2008 pour le Royaume-Uni.
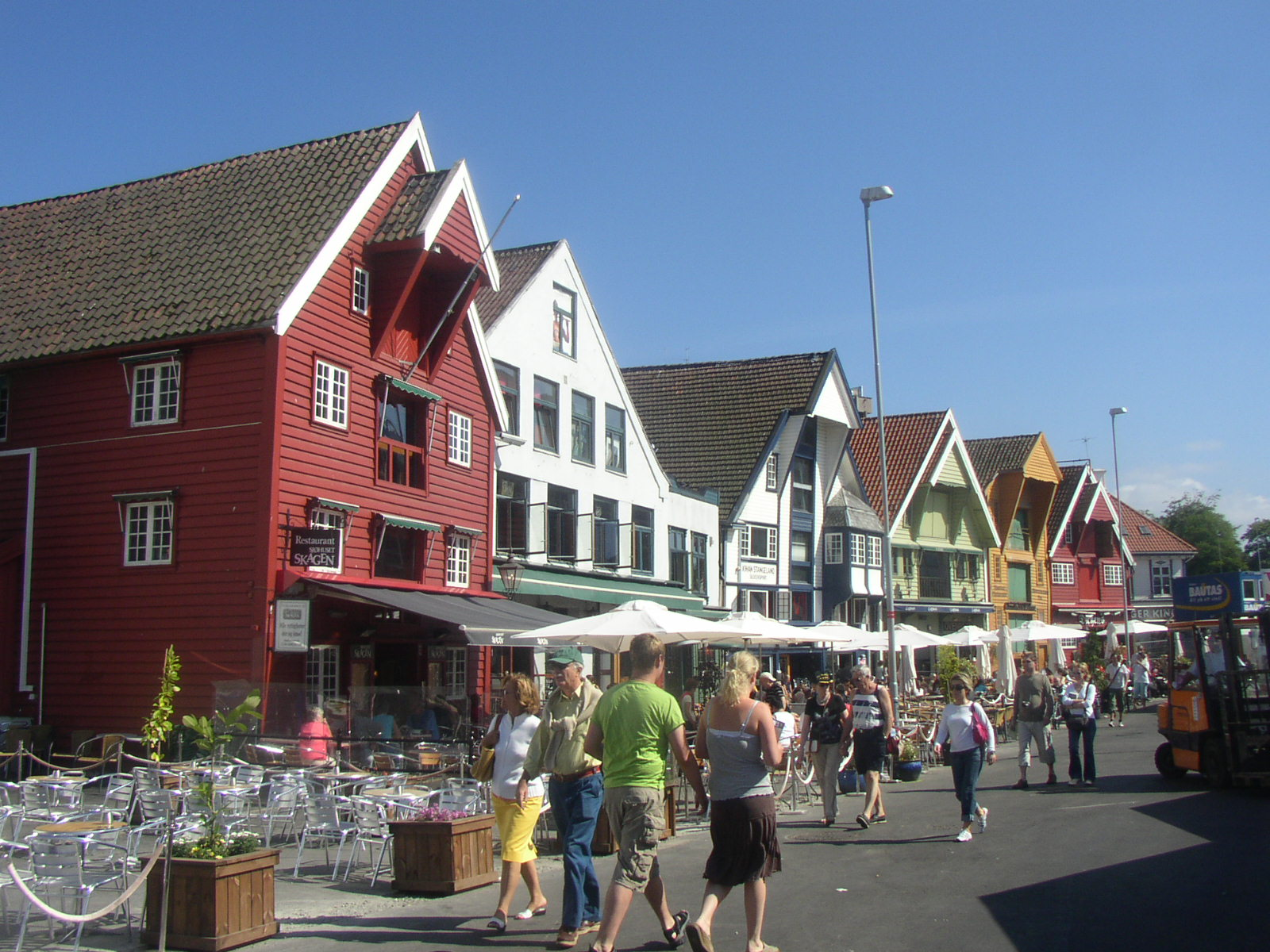
Stavanger , capitale européenne de la culture 2008 pour la Norvège.
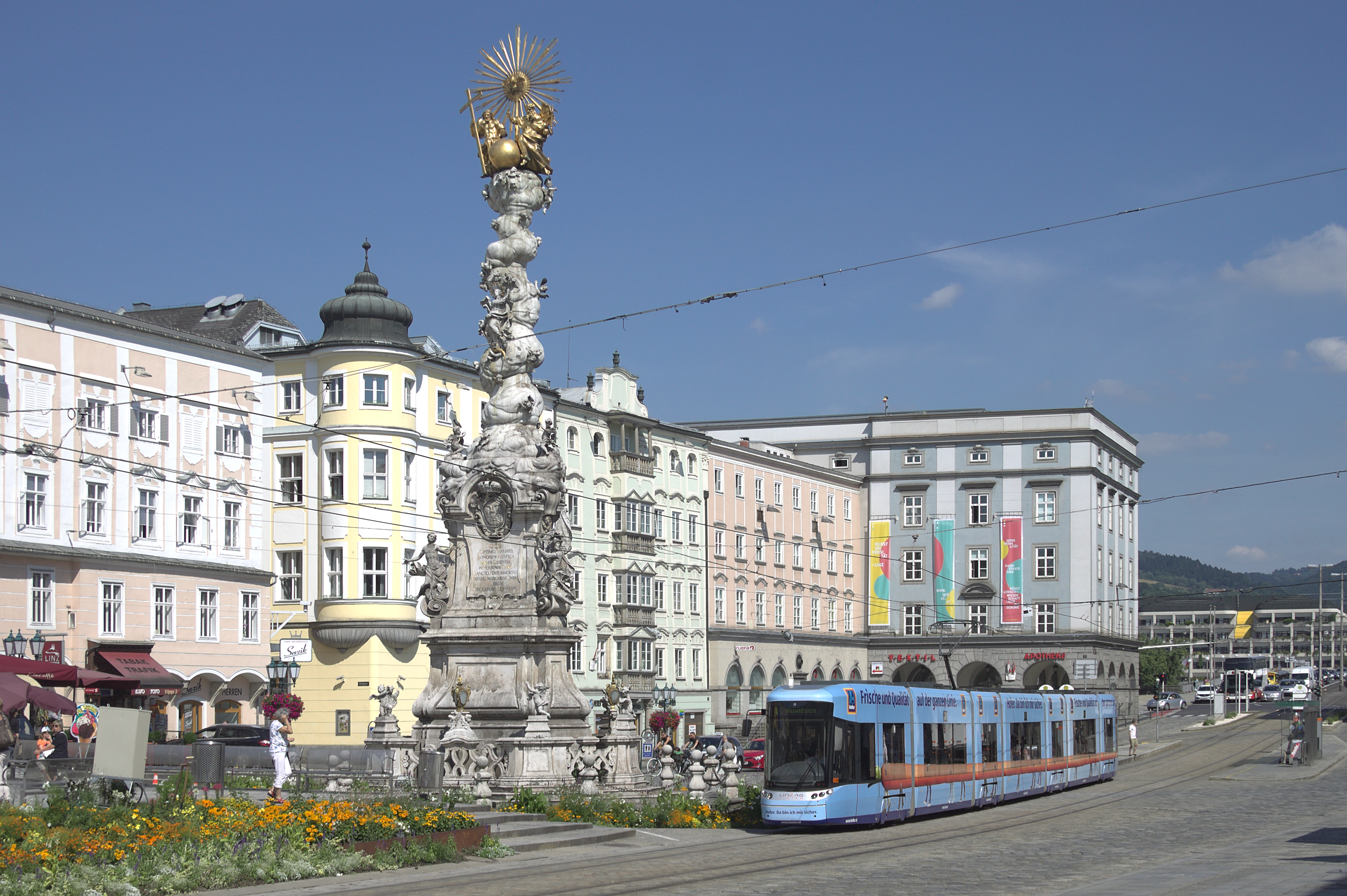
Linz , capitale européenne de la culture 2009 pour l'Autriche.
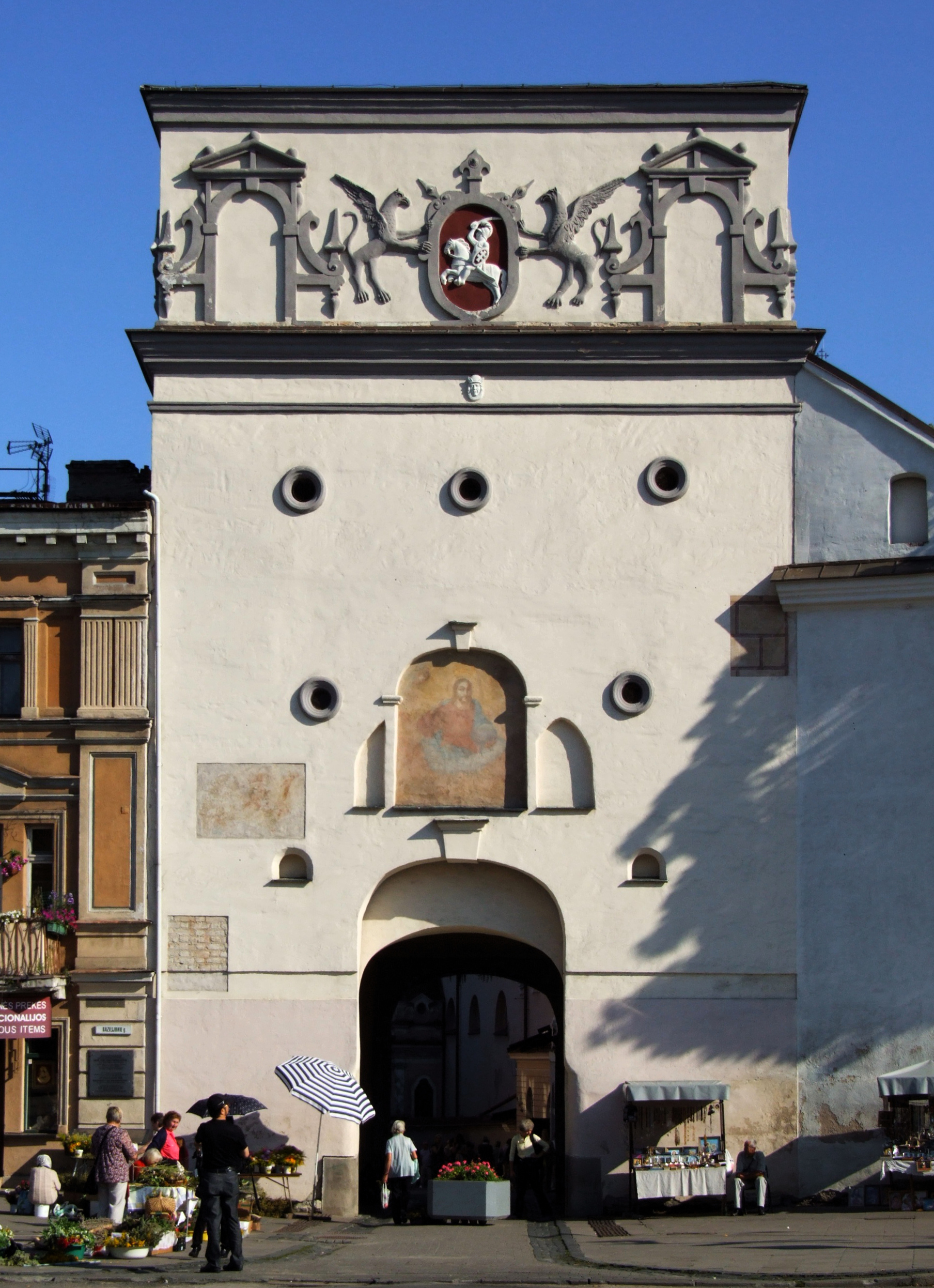
Vilnius , capitale européenne de la culture 2009 pour la Lituanie.
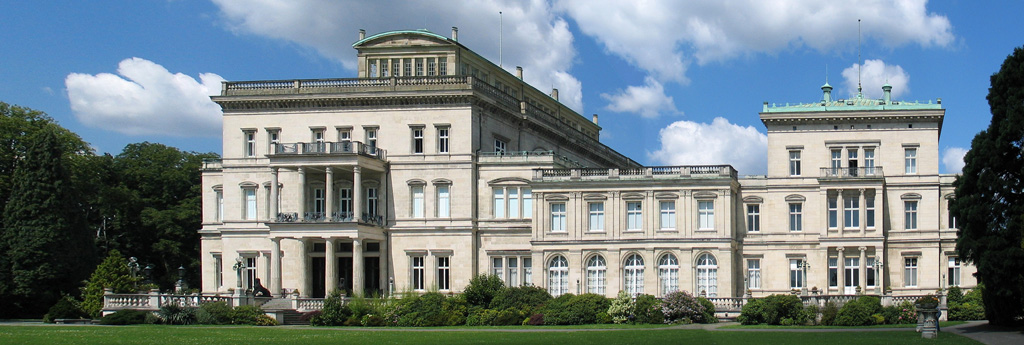
Essen , capitale européenne de la culture 2010 pour l'Allemagne.
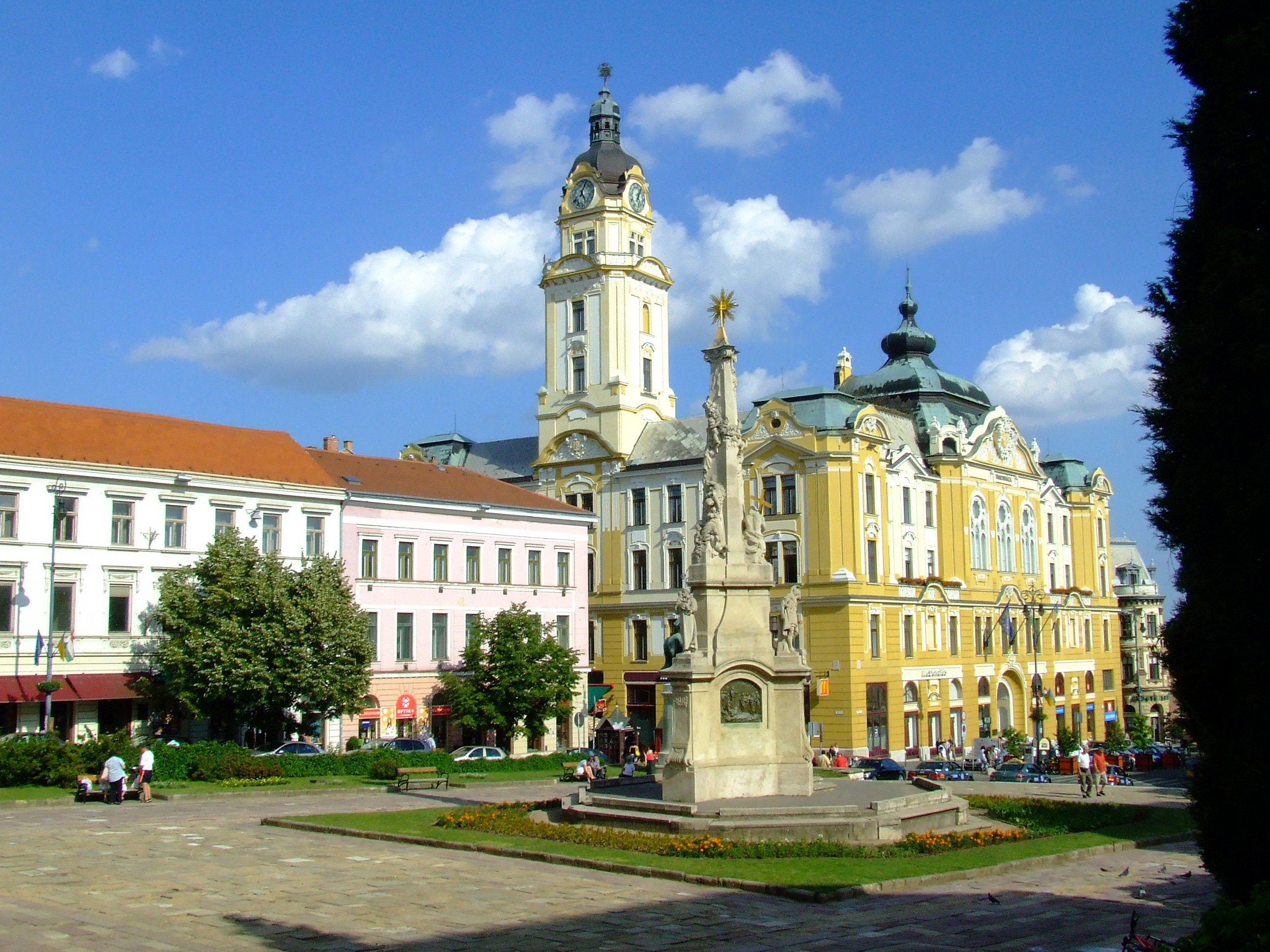
Pécs , capitale européenne de la culture 2010 pour la Hongrie.
Istanbul , capitale européenne de la culture 2010 pour la Turquie.
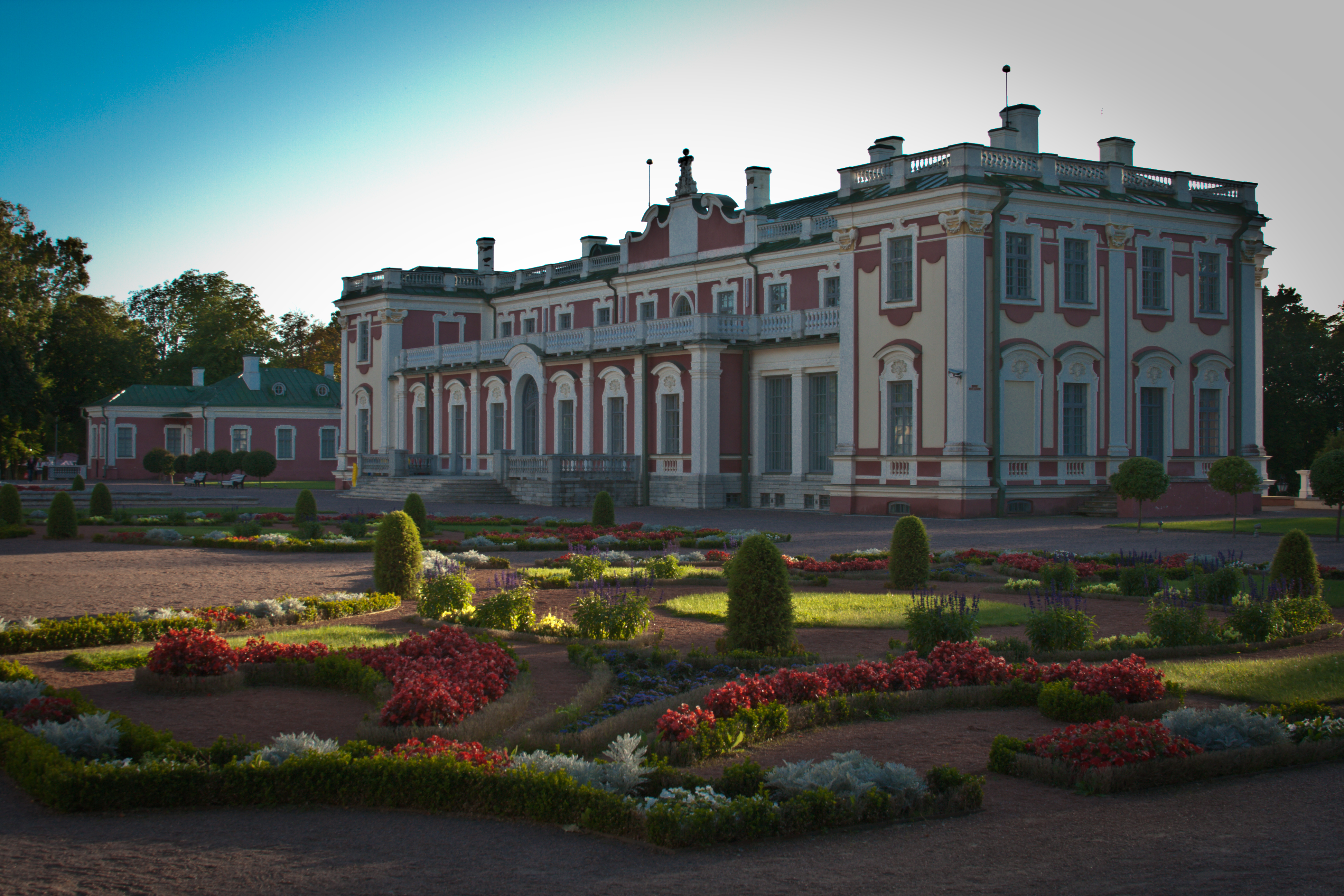
Tallinn , capitale européenne de la culture 2011 pour l'Estonie.
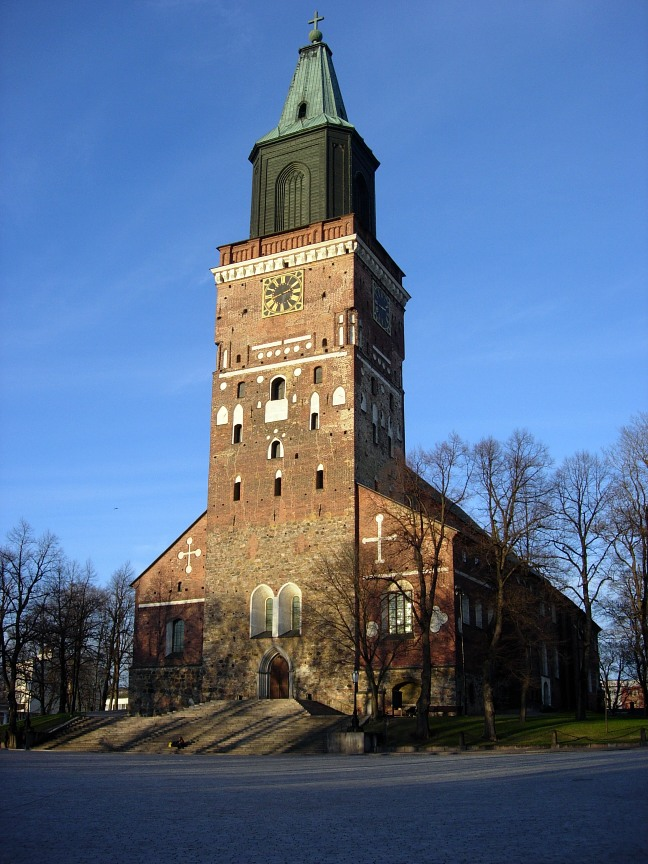
Turku , capitale européenne de la culture 2011 pour la Finlande.
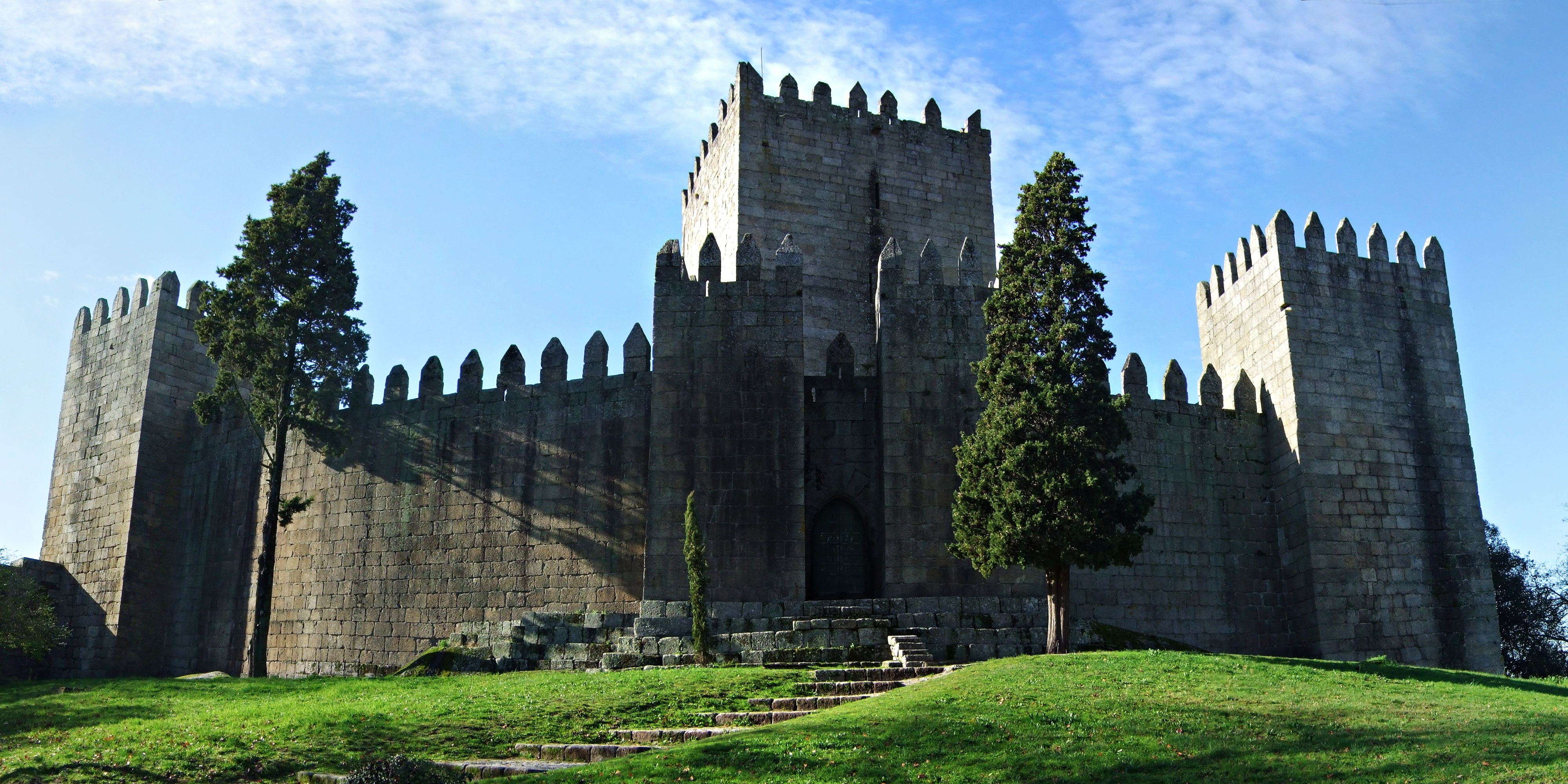
Guimarães , capitale européenne de la culture 2012 pour le Portugal.
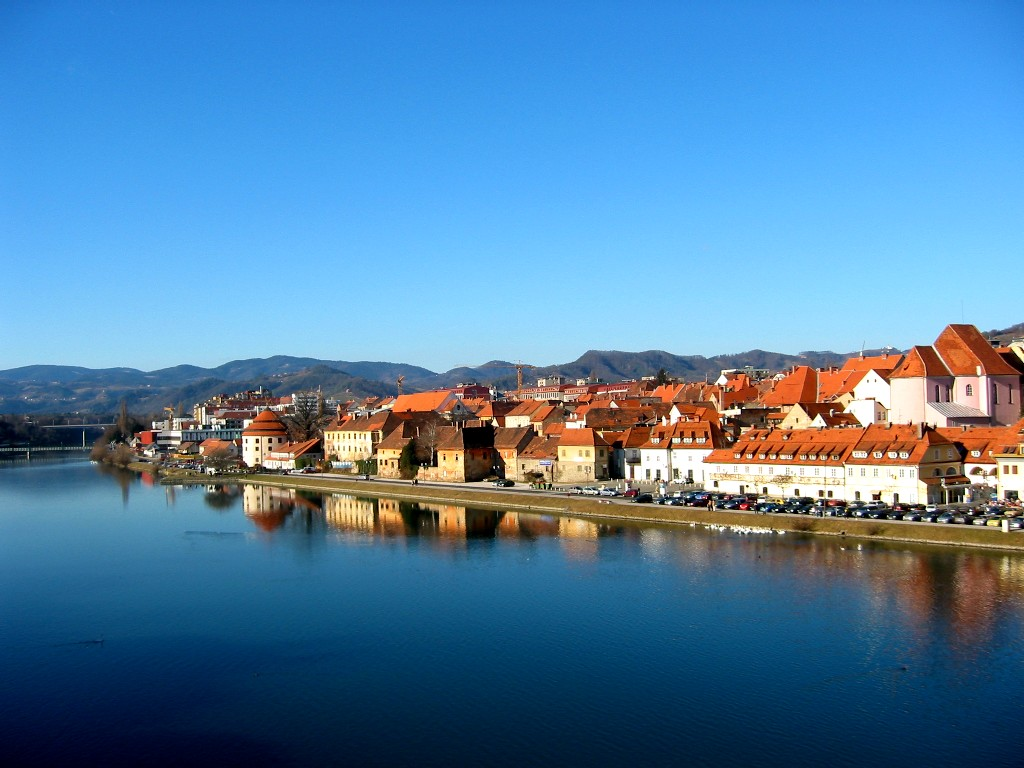
Maribor , capitale européenne de la culture 2012 pour la Slovénie.
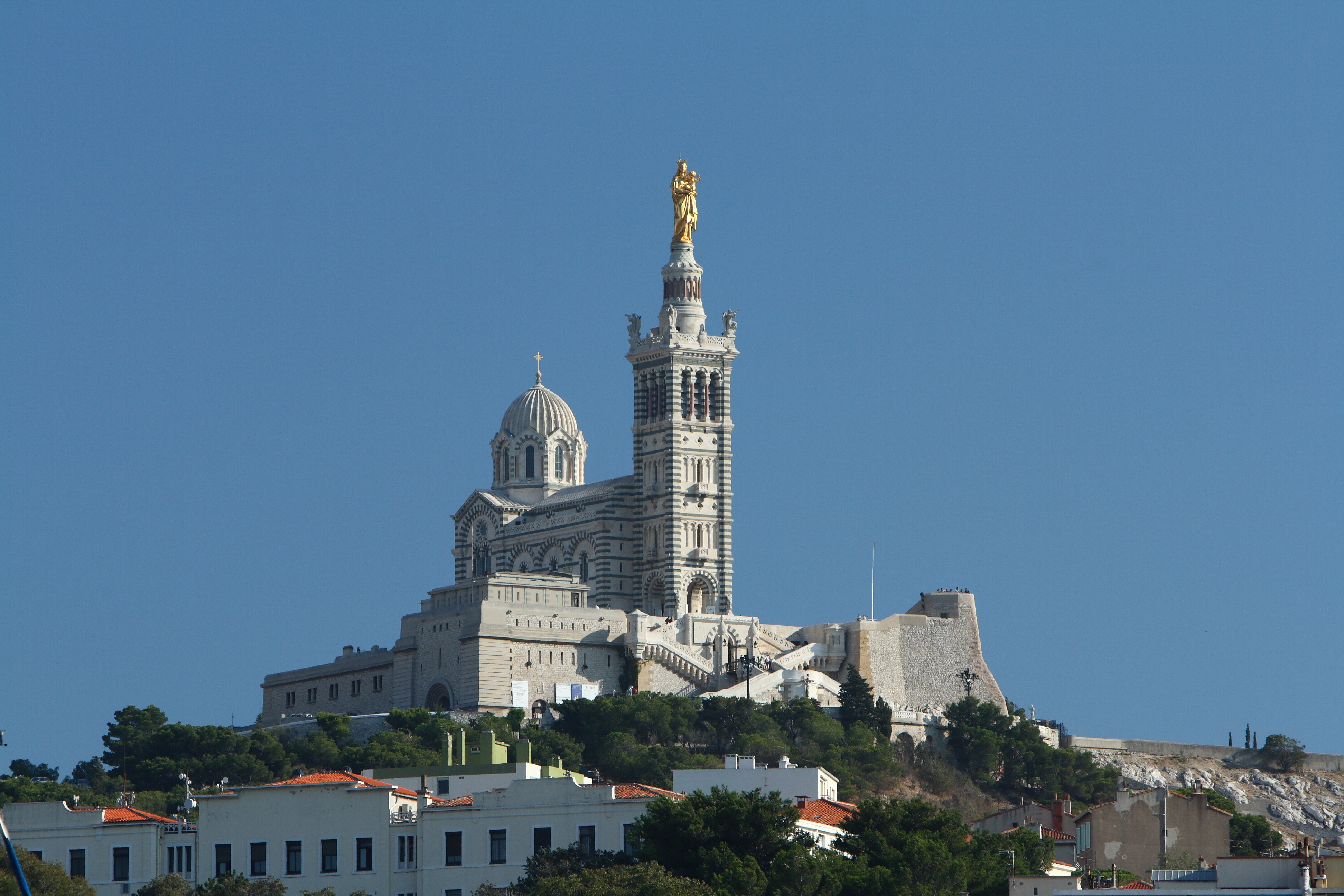
Marseille , capitale européenne de la culture 2013 pour la France.
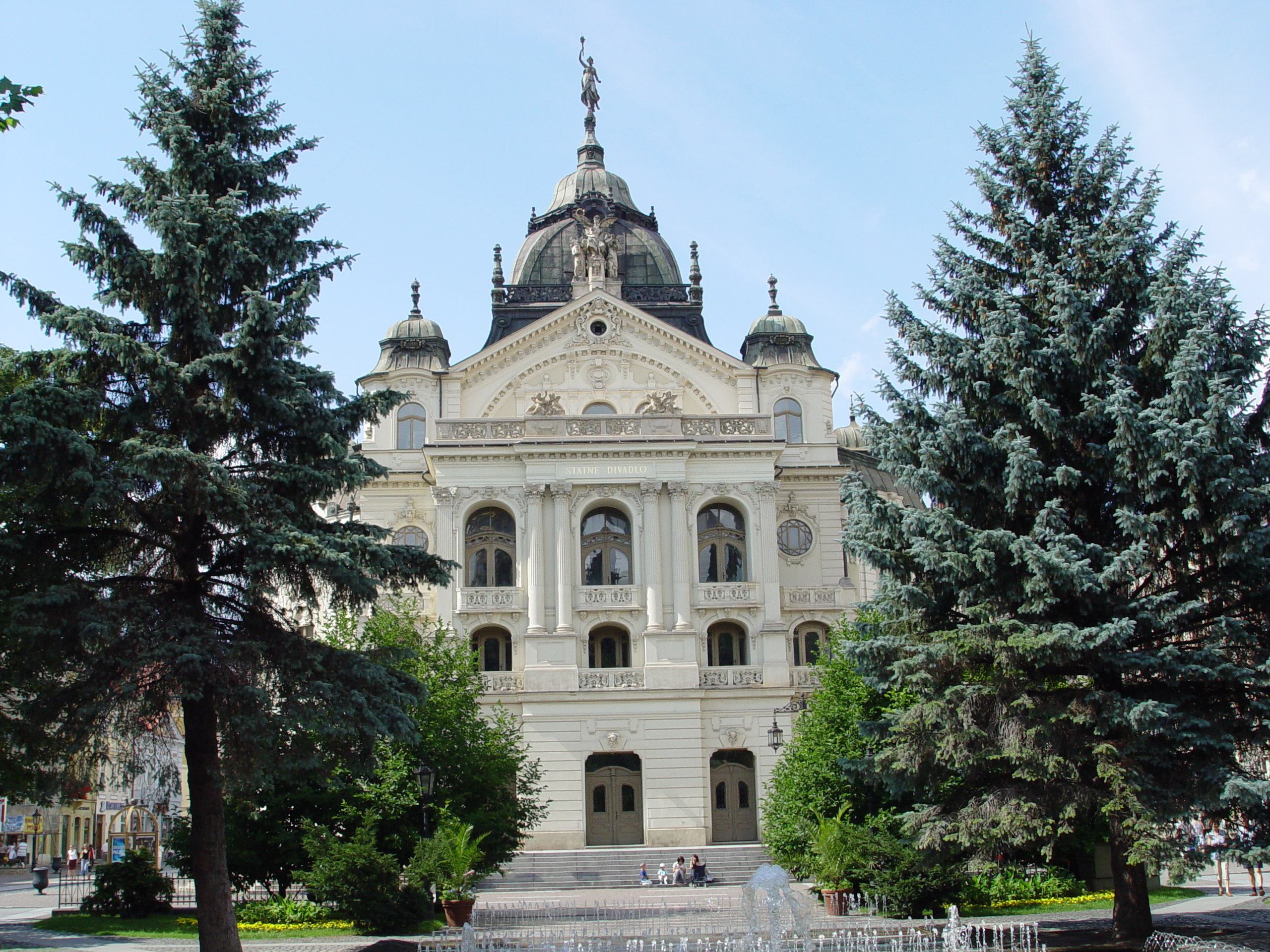
Košice , capitale européenne de la culture 2013 pour la Slovaquie.
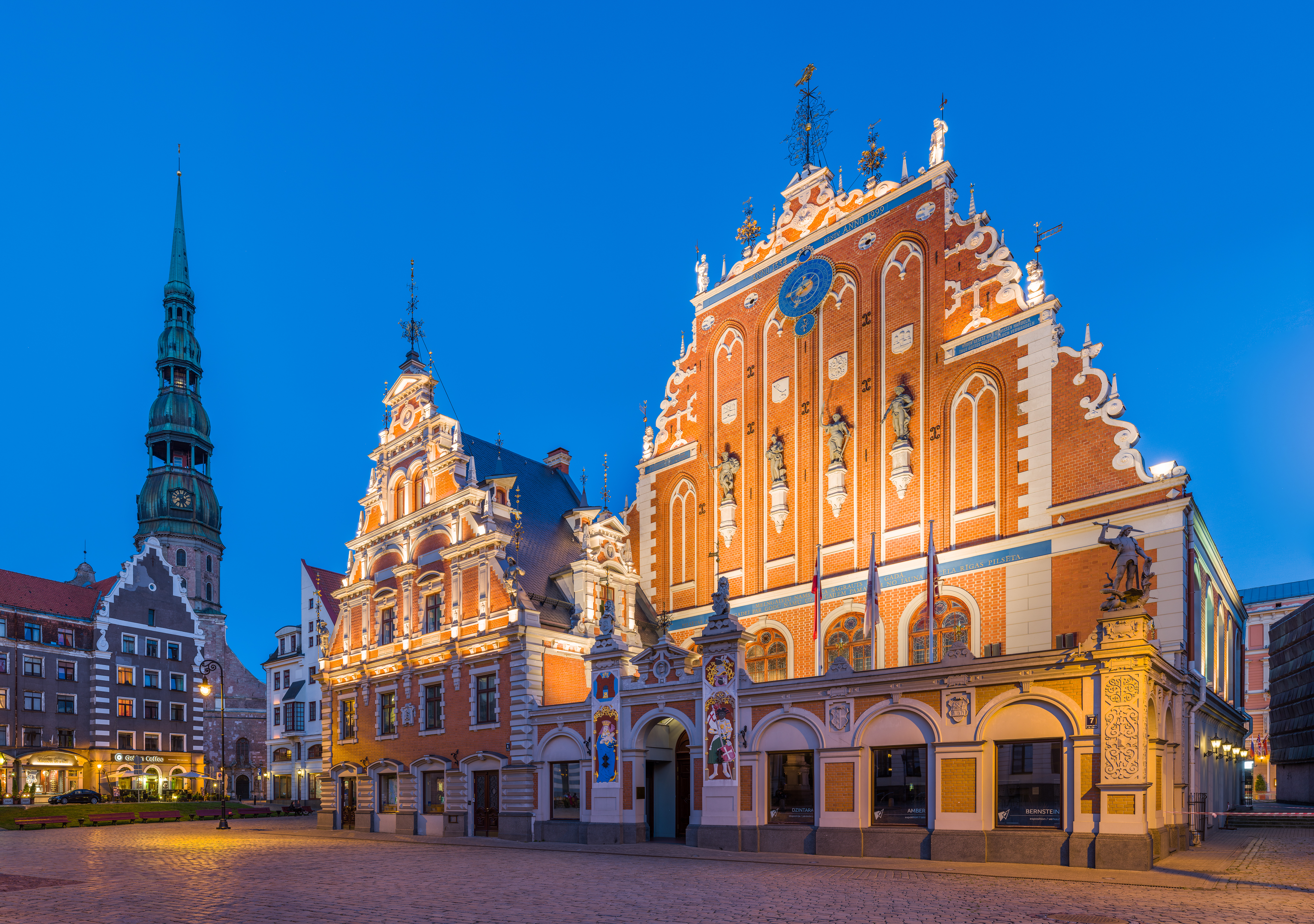
Riga , capitale européenne de la culture 2014 pour la Lettonie.
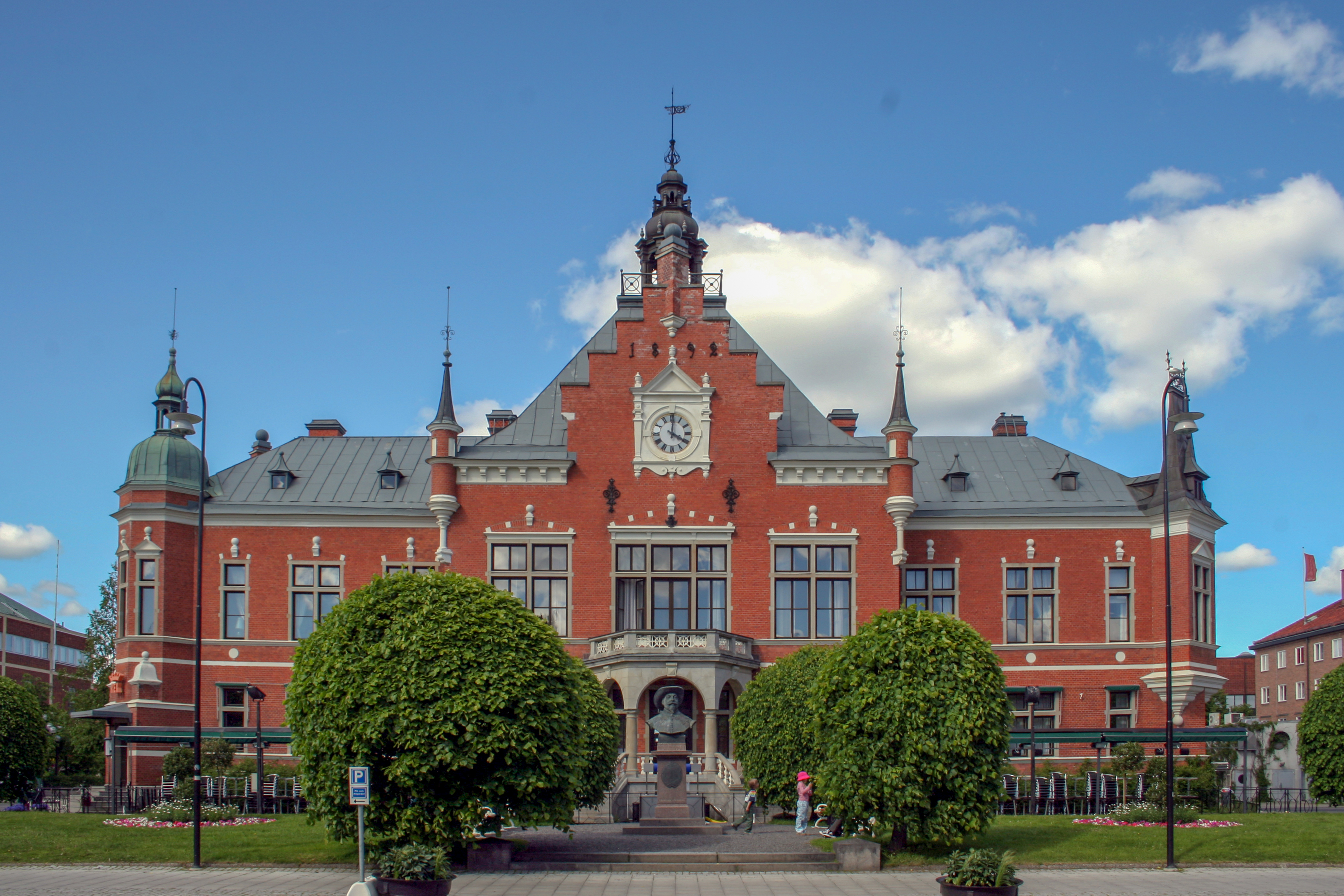
Umeå , capitale européenne de la culture 2014 pour la Suède.
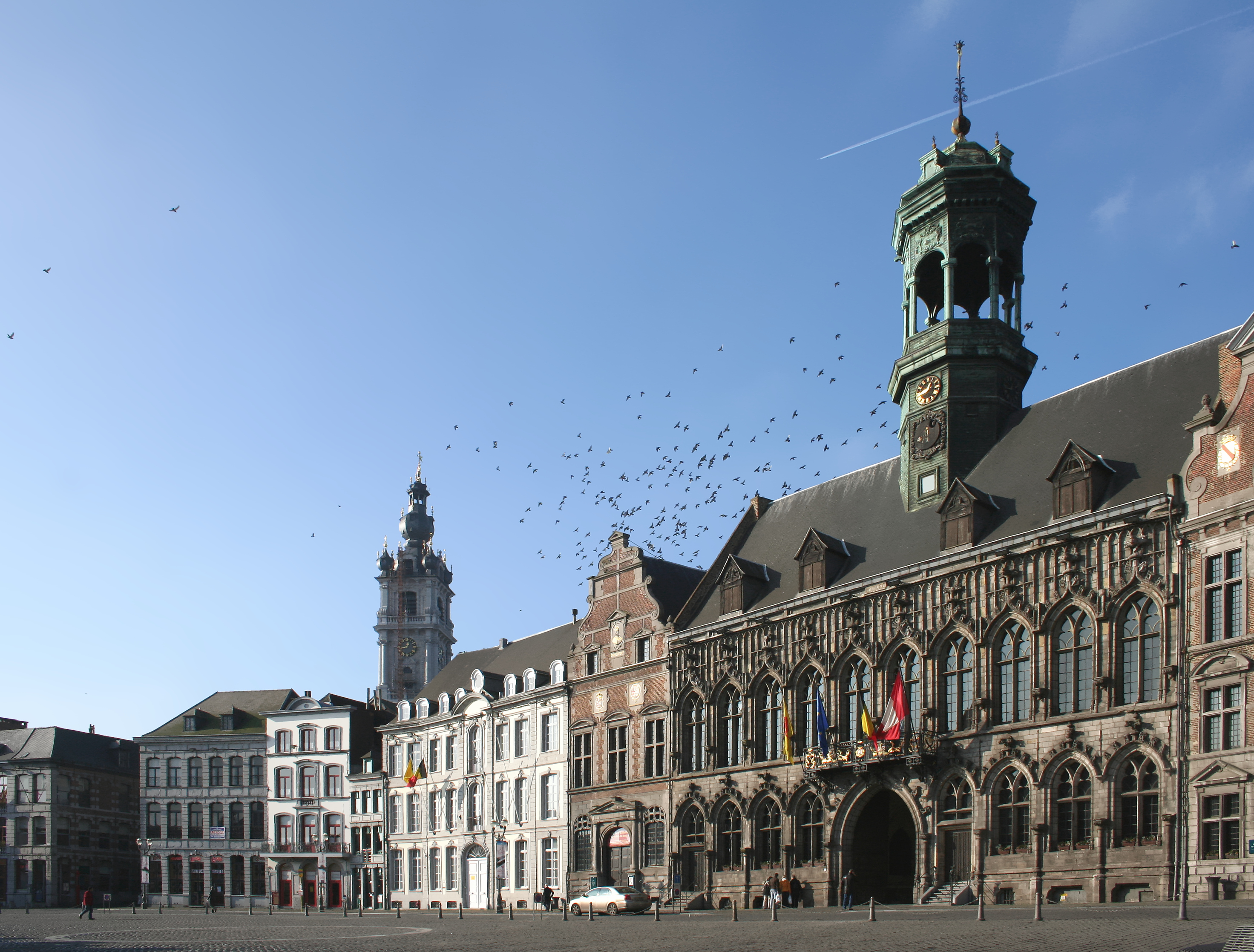
Mons , capitale européenne de la culture 2015 pour la Belgique.
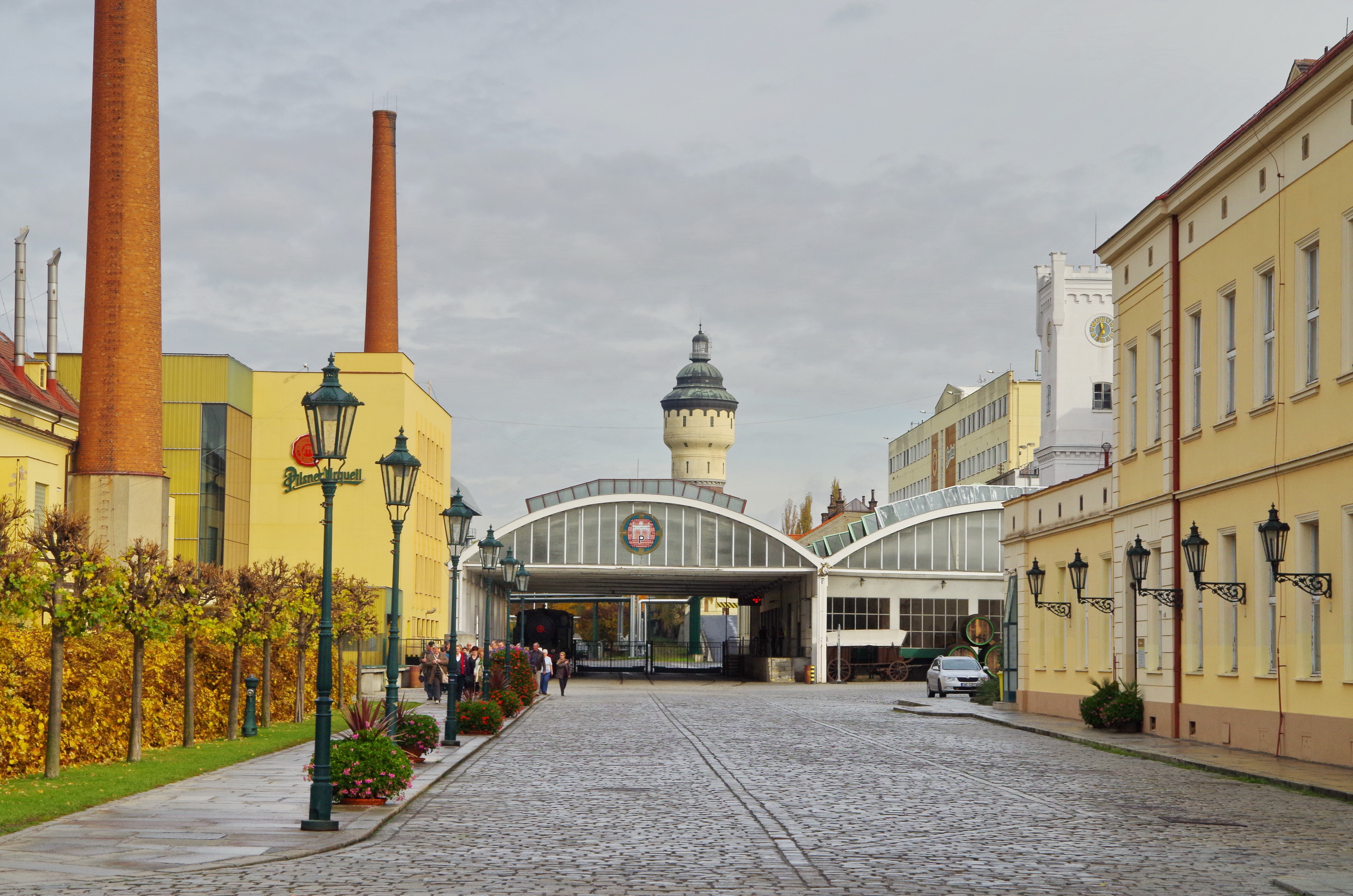
Plzeň , capitale européenne de la culture 2015 pour la République Tchèque.
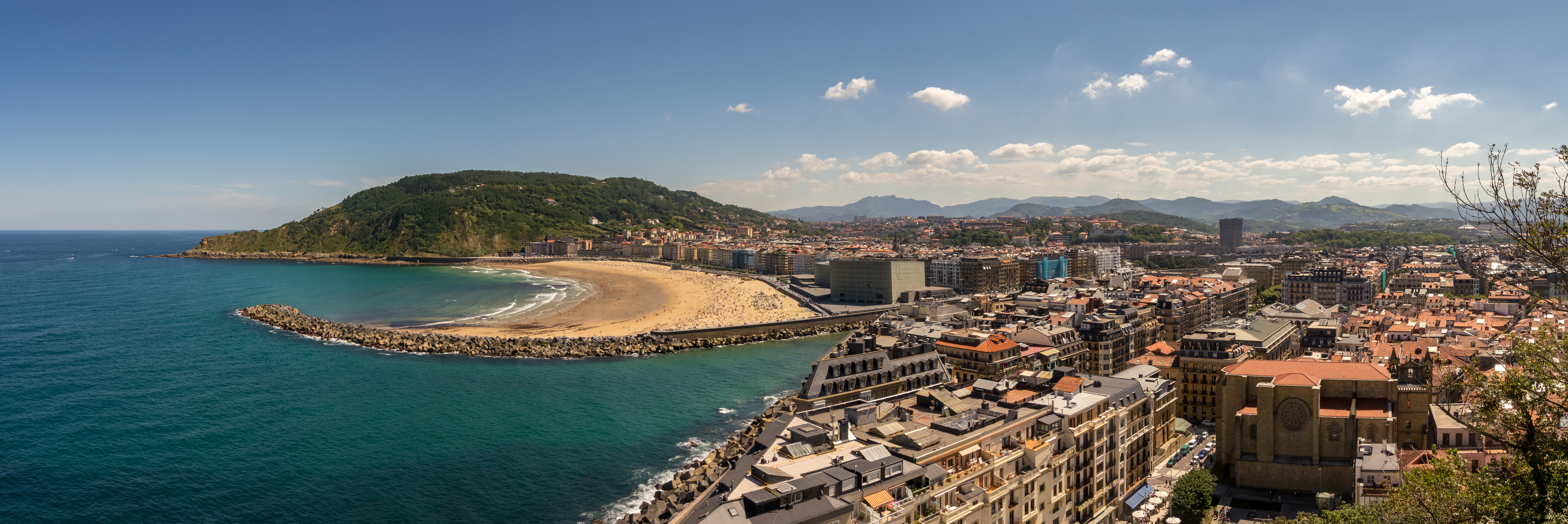
Saint-Sébastien , capitale européenne de la culture 2016 pour l'Espagne.
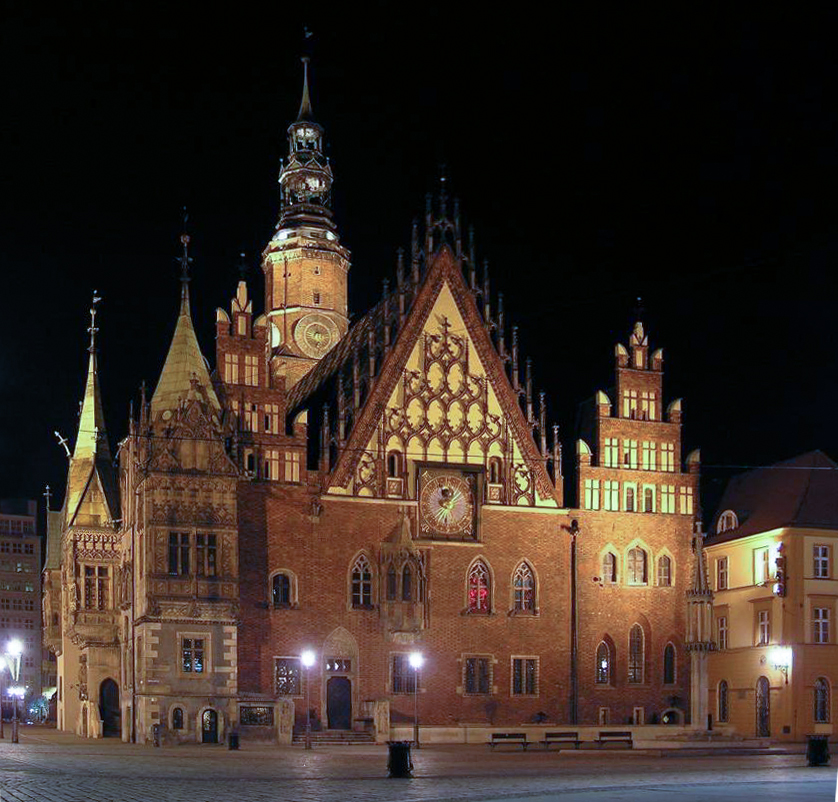
Wrocław , capitale européenne de la culture 2016 pour la Pologne.
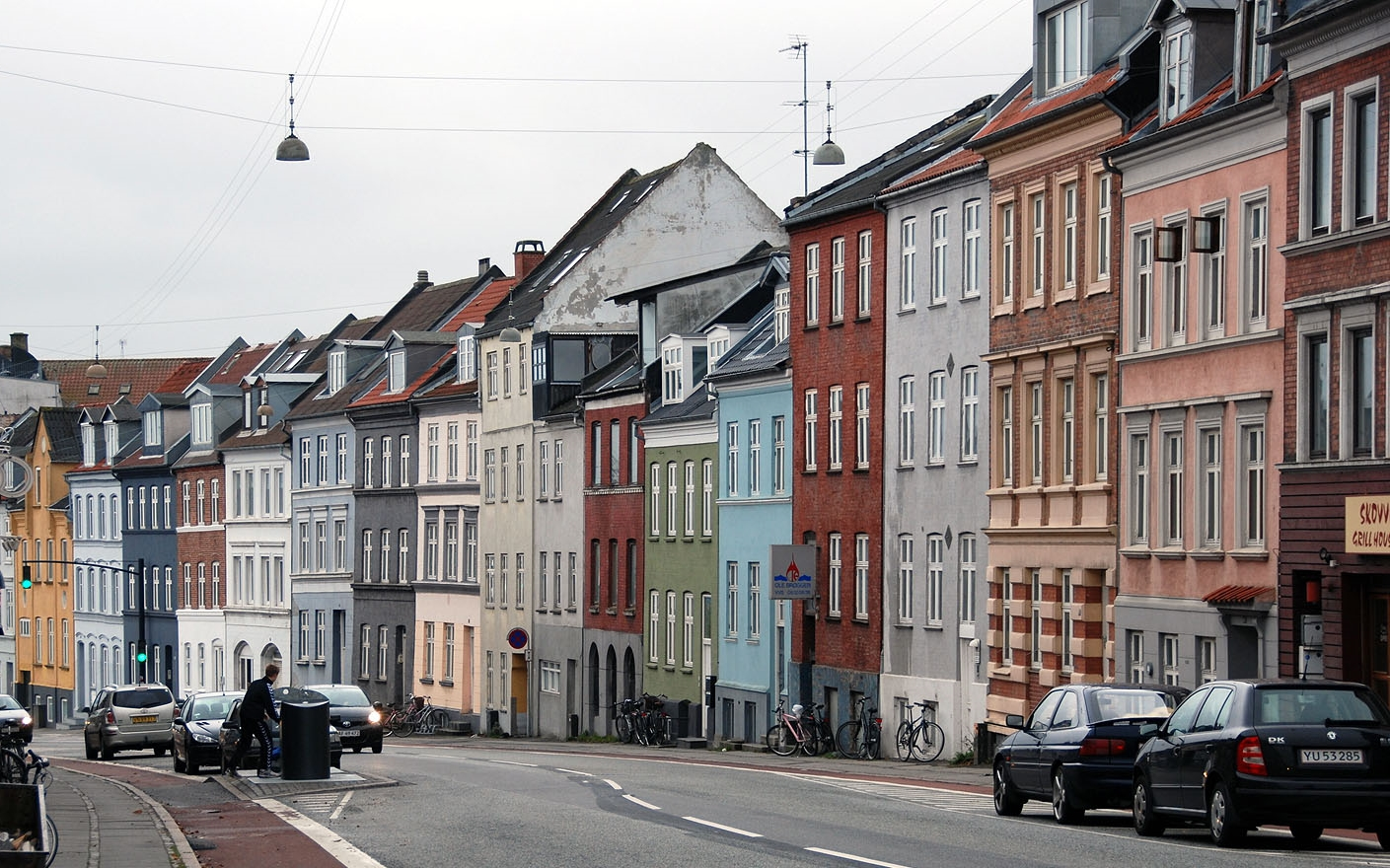
Aarhus , capitale européenne de la culture 2017 pour le Danemark.
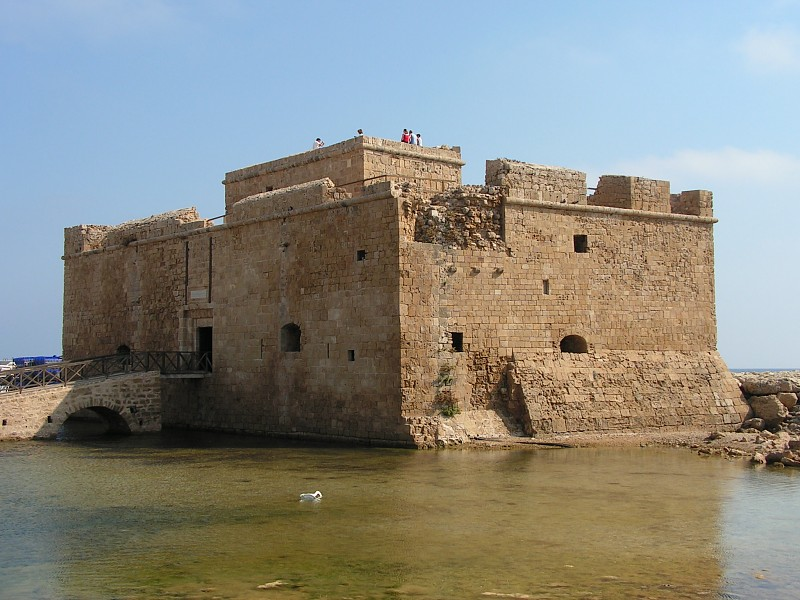
Paphos , capitale européenne de la culture 2017 pour Chypre.
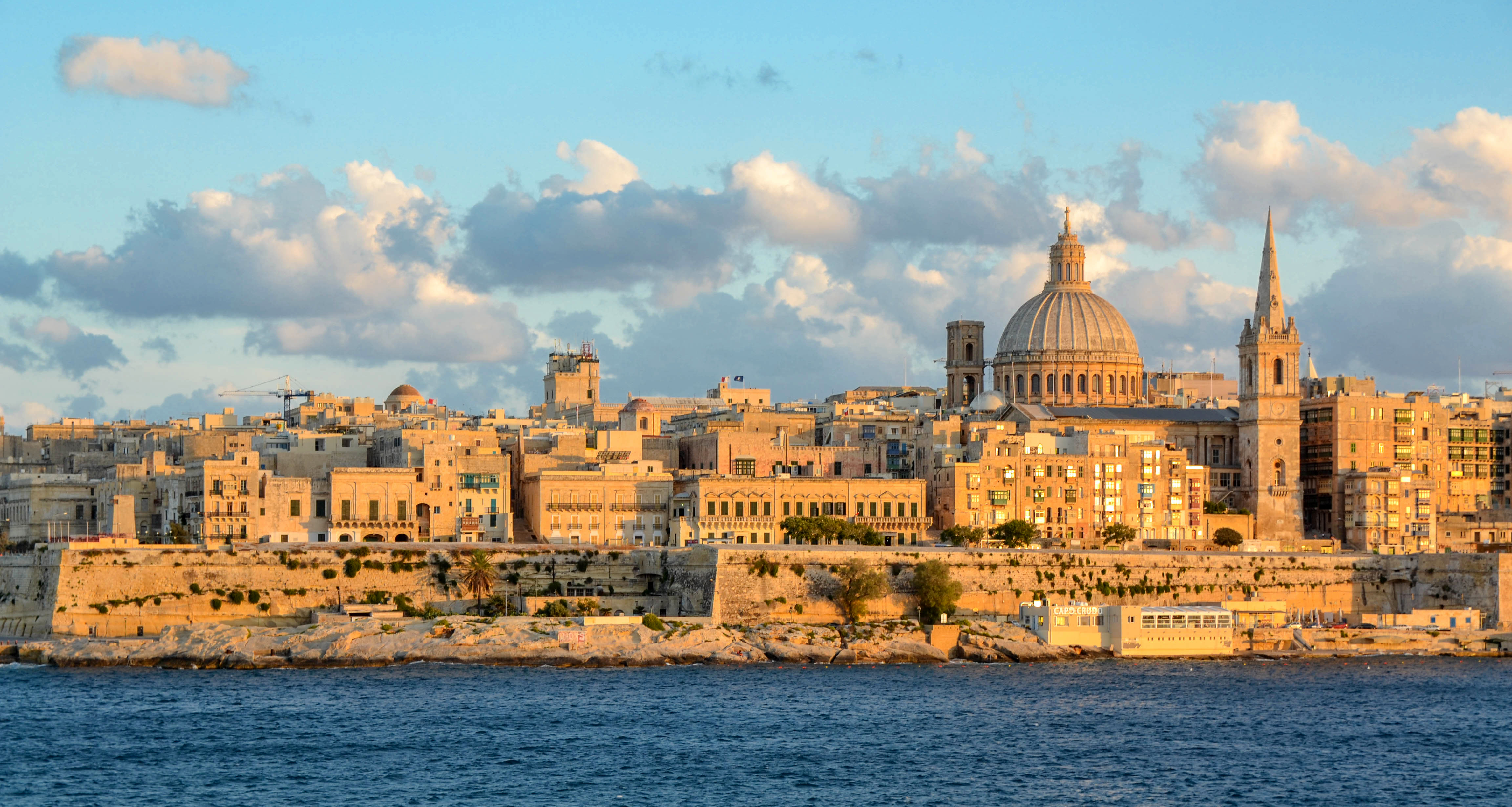
La Valette , capitale européenne de la culture 2018 pour Malte.
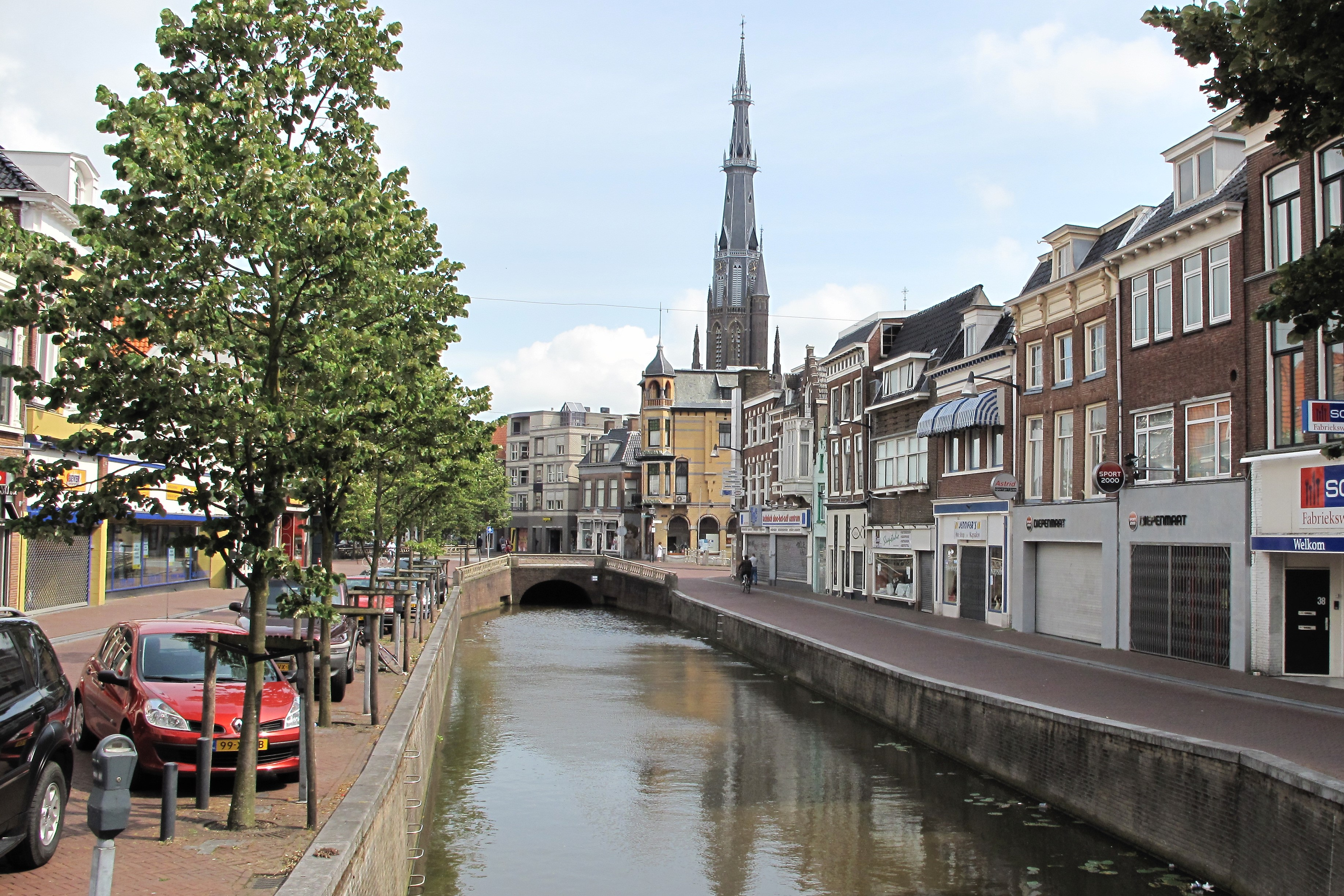
Leeuwarden , capitale européenne de la culture 2018 pour les Pays-Bas.
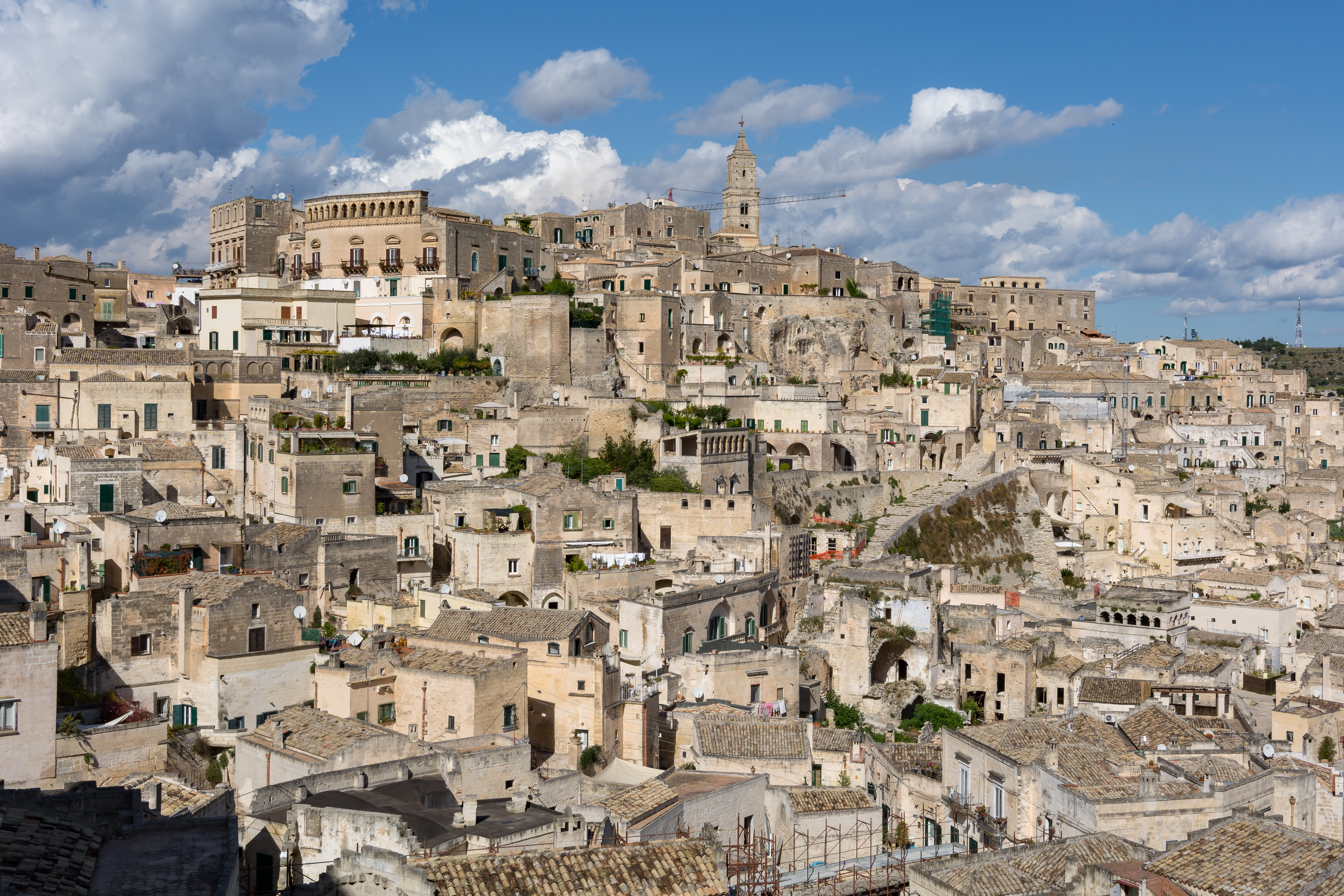
Matera , capitale européenne de la culture 2019 pour l'Italie.
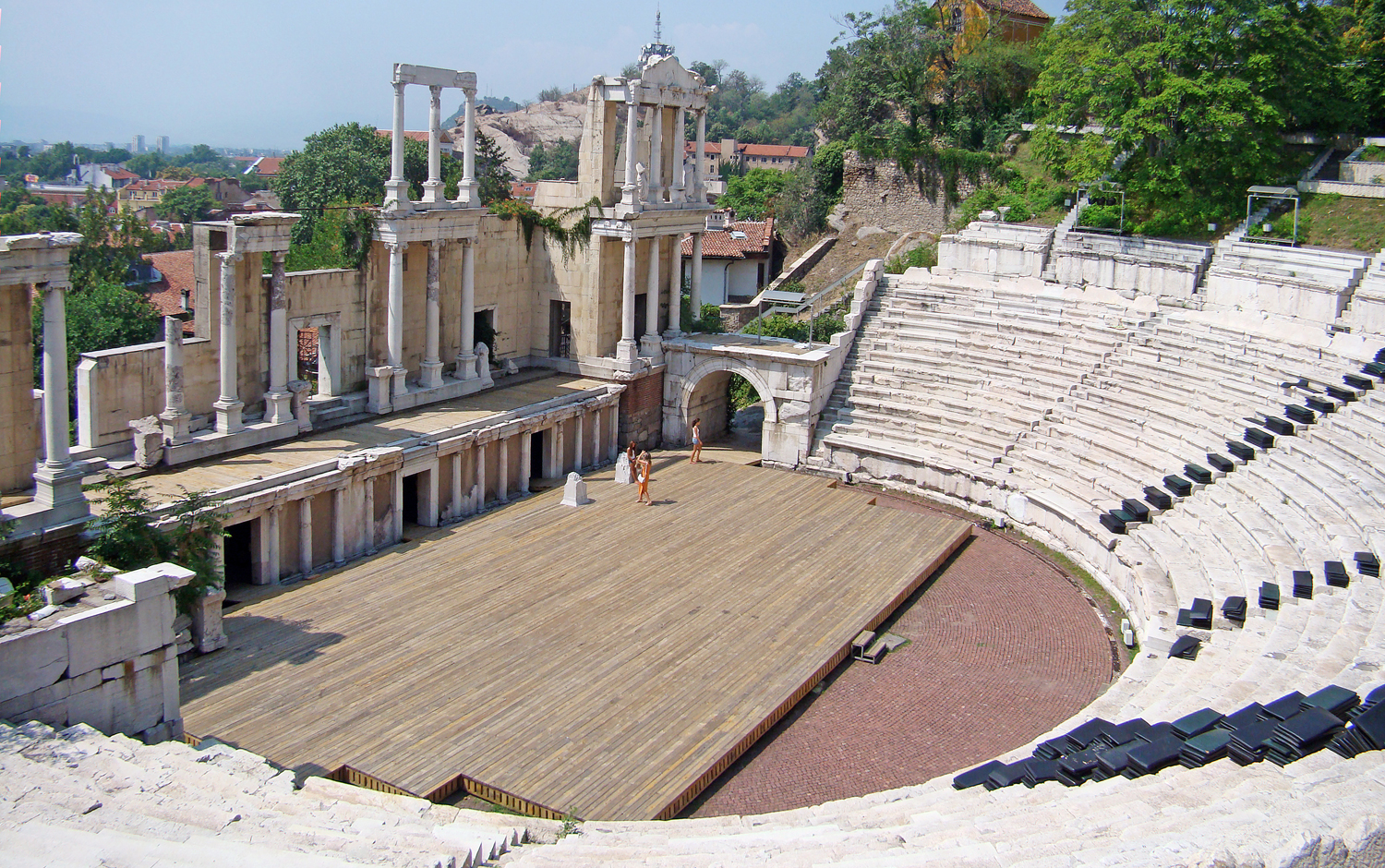
Plovdiv , capitale européenne de la culture 2019 pour la Bulgarie.
Galway , capitale européenne de la culture 2020-2021 pour l'Irlande.
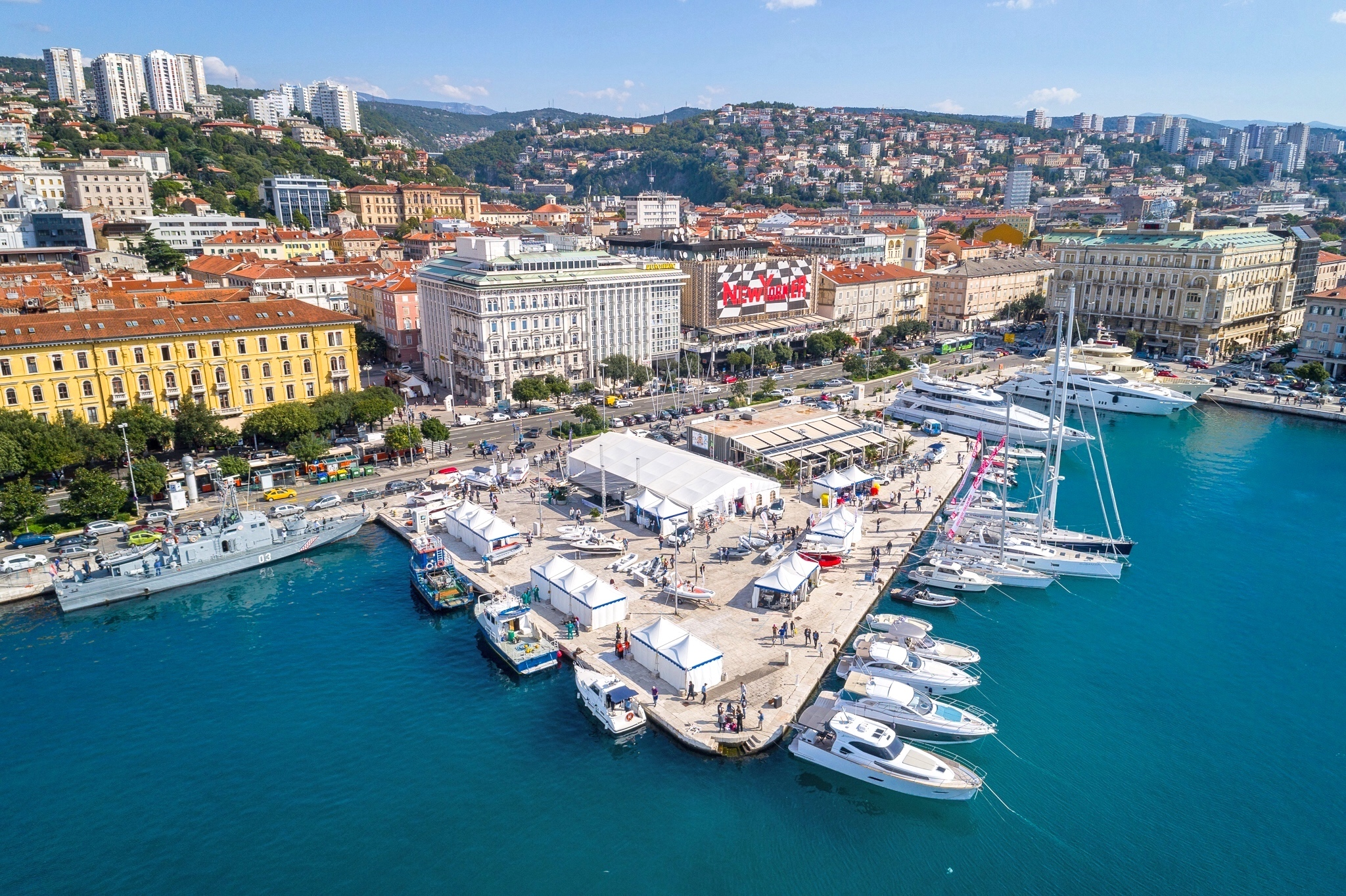
Rijeka , capitale européenne de la culture 2020-2021 pour la Croatie.
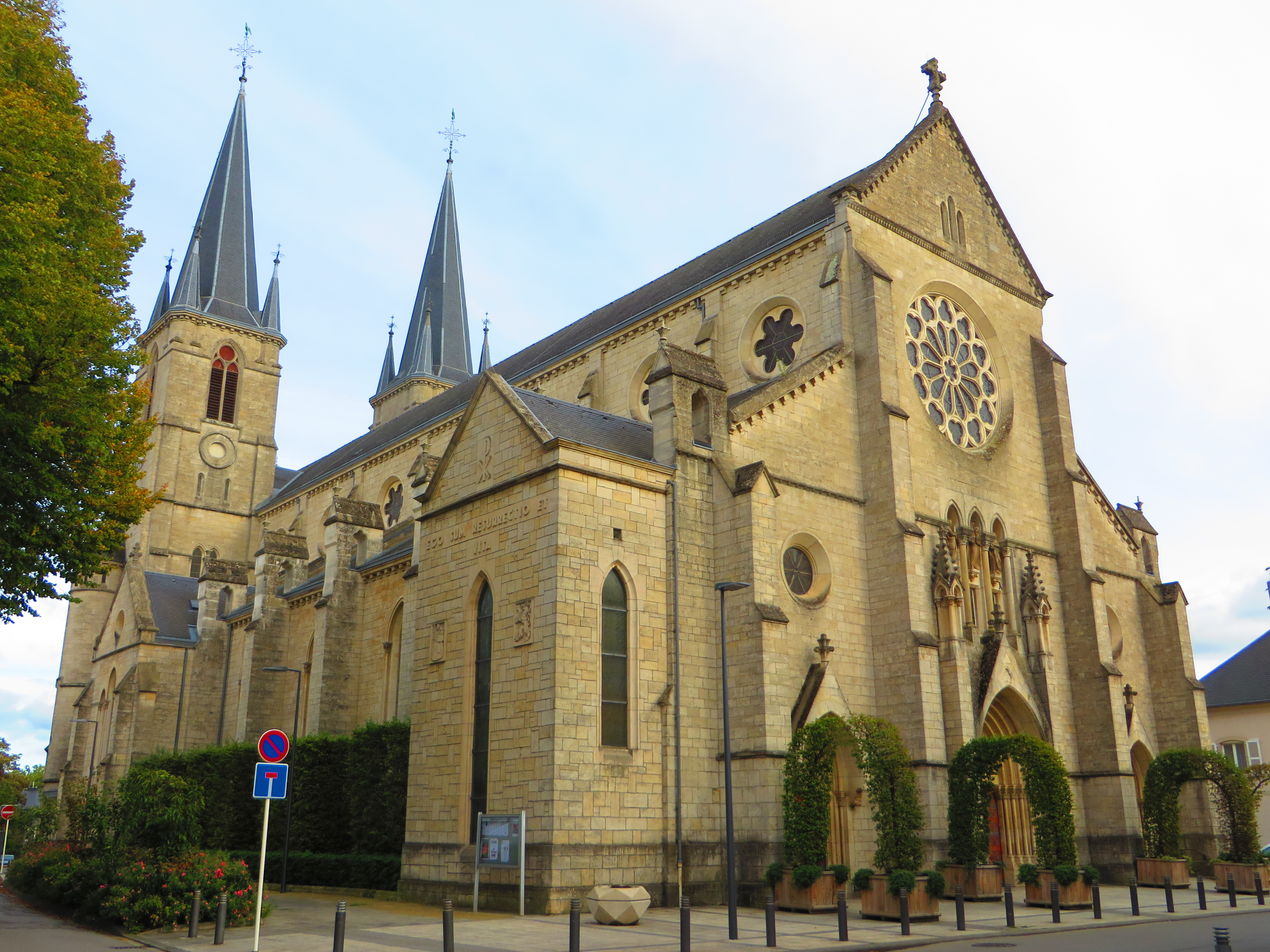
Esch-sur-Alzette , capitale européenne de la culture 2022 pour le Luxembourg.
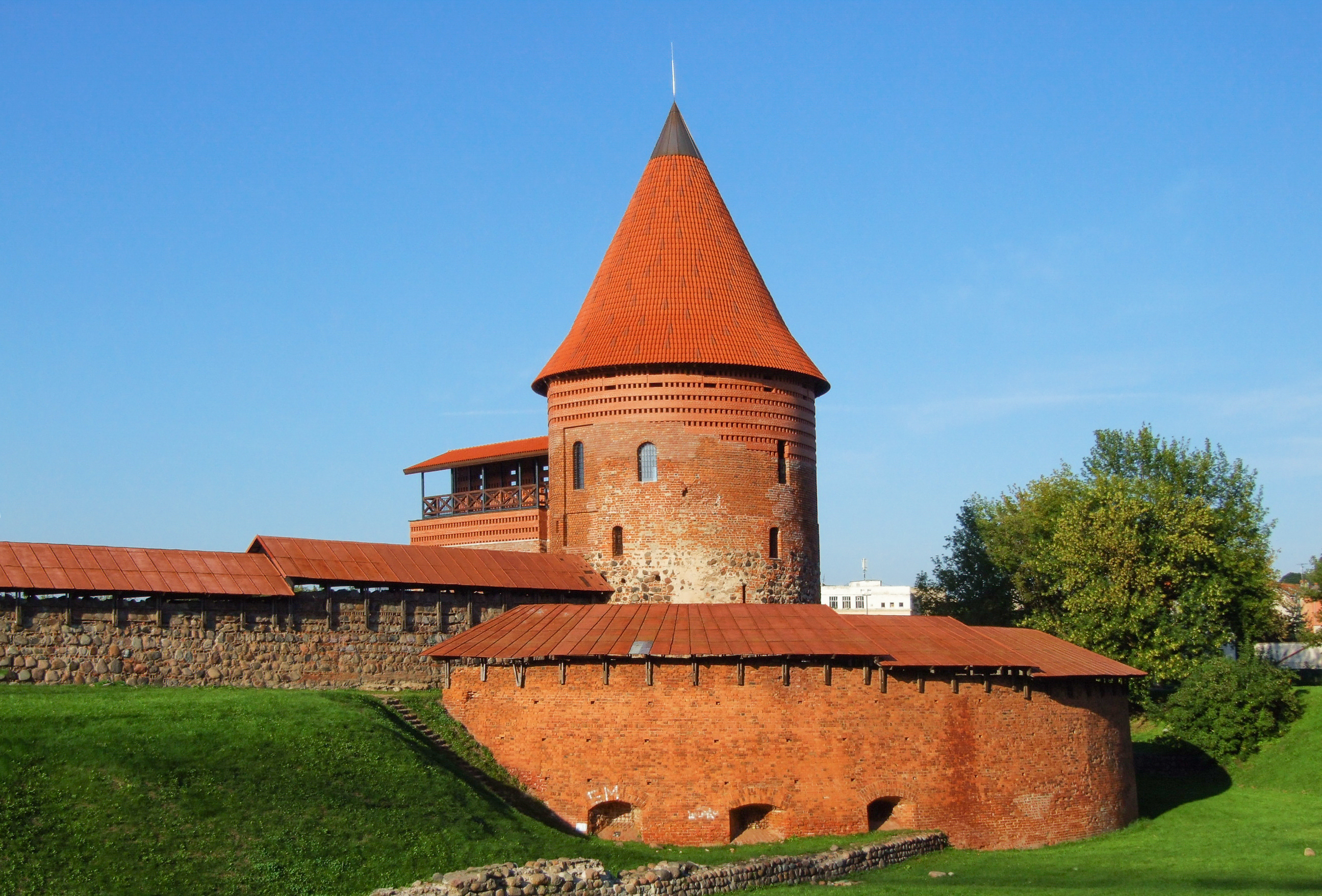
Kaunas , capitale européenne de la culture 2022 pour la Lituanie.
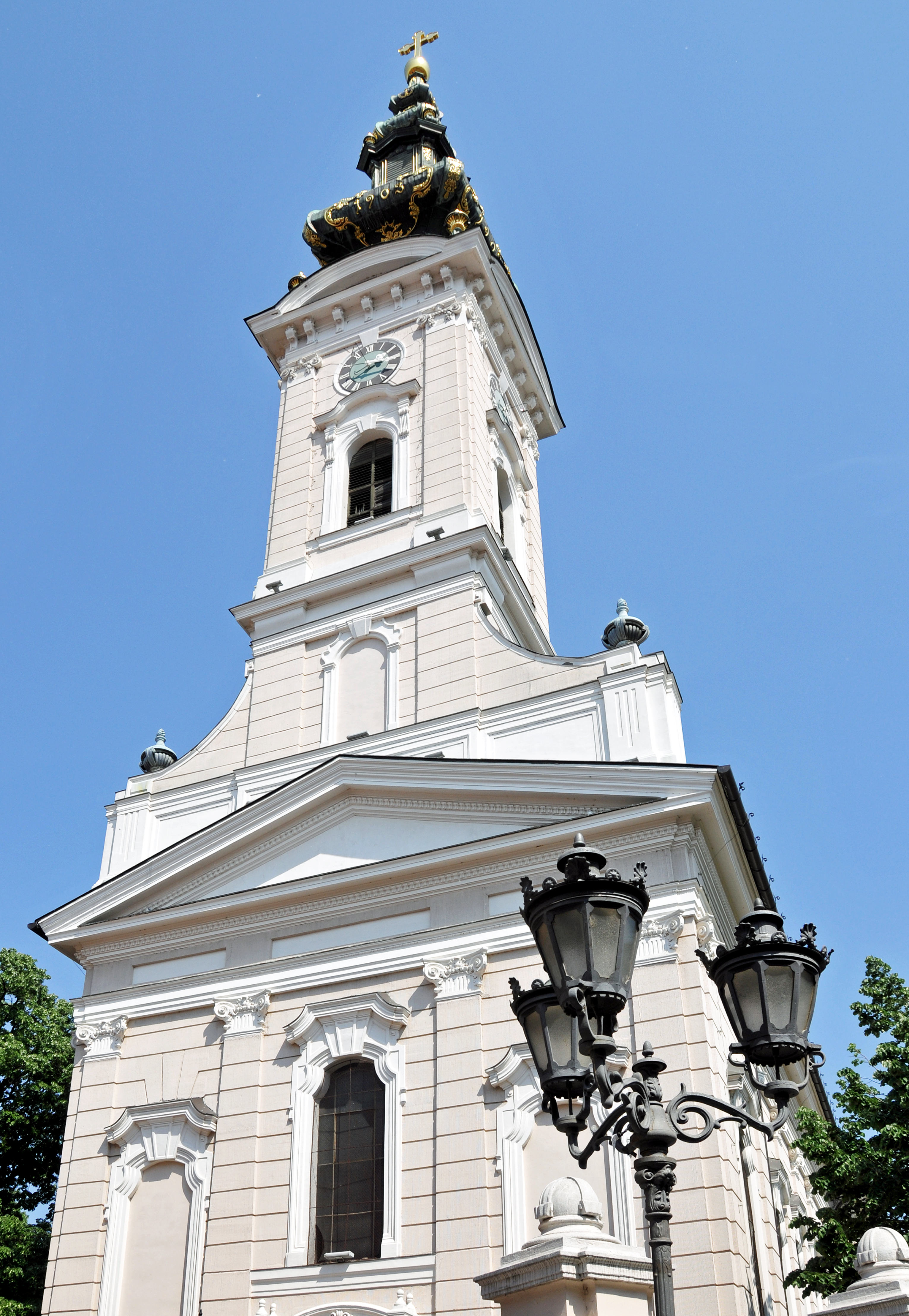
Novi Sad , capitale européenne de la culture 2022 pour la Serbie.
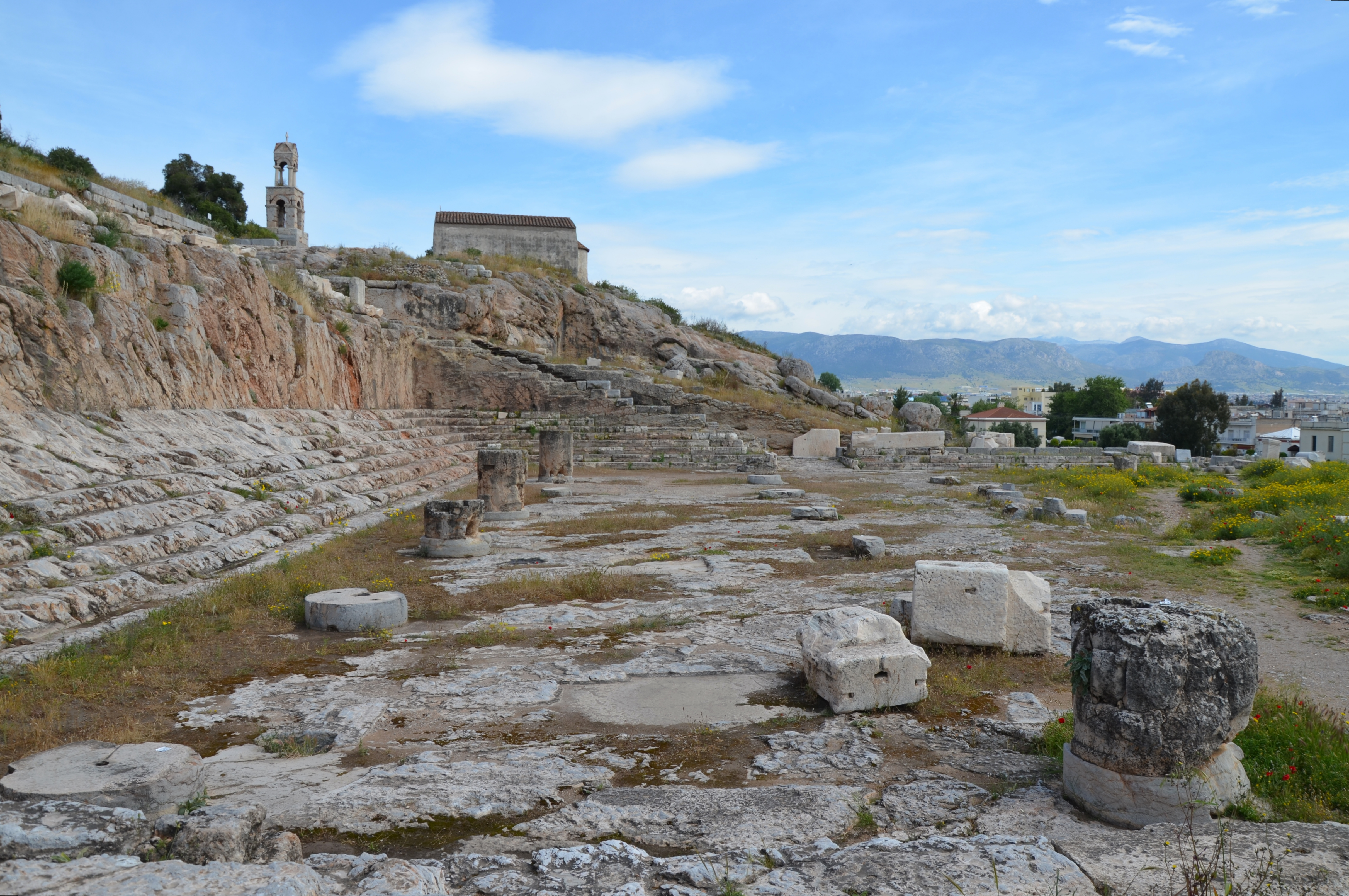
Éleusis , capitale européenne de la culture 2023 pour la Grèce.
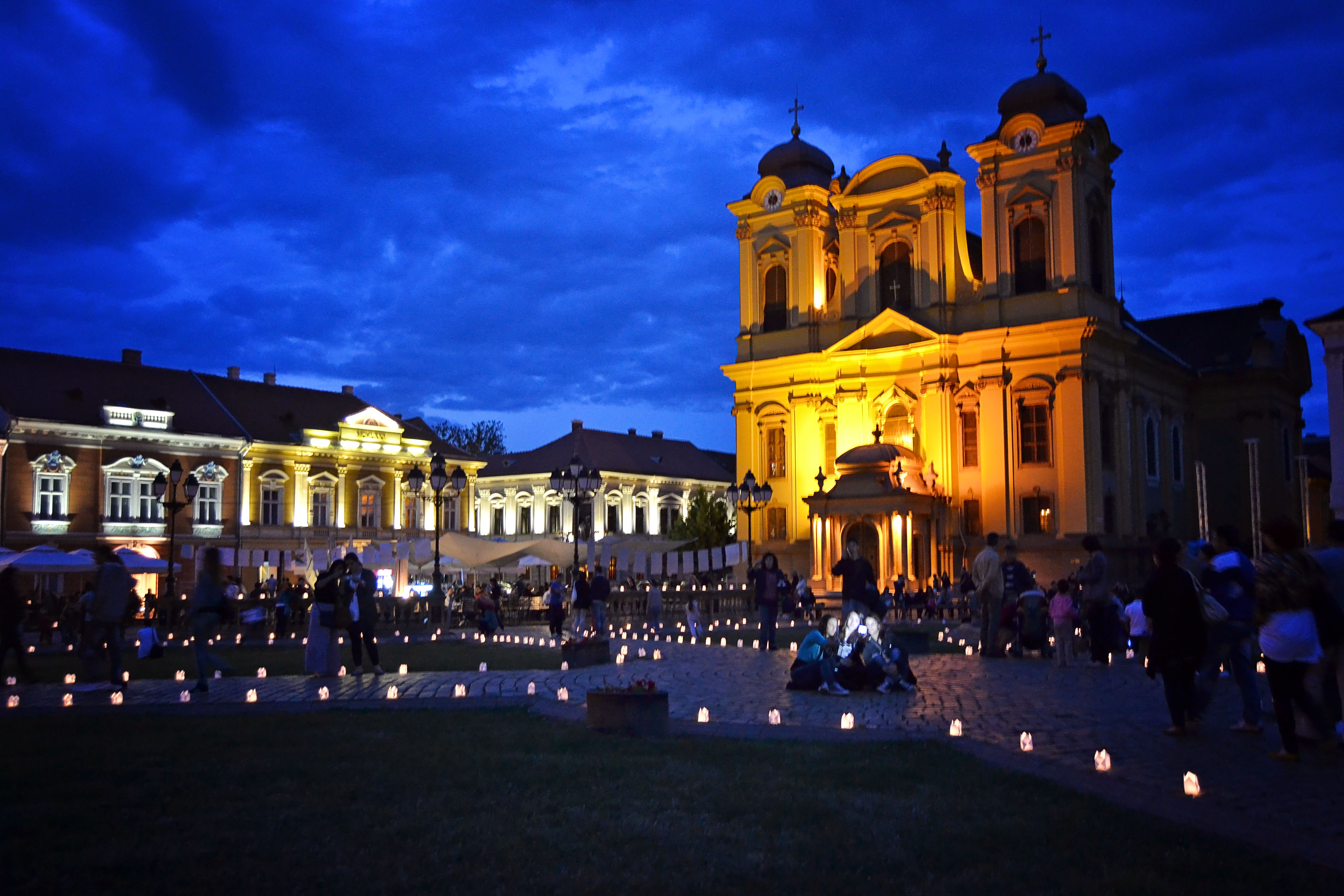
Timișoara , capitale européenne de la culture 2023 pour la Roumanie.
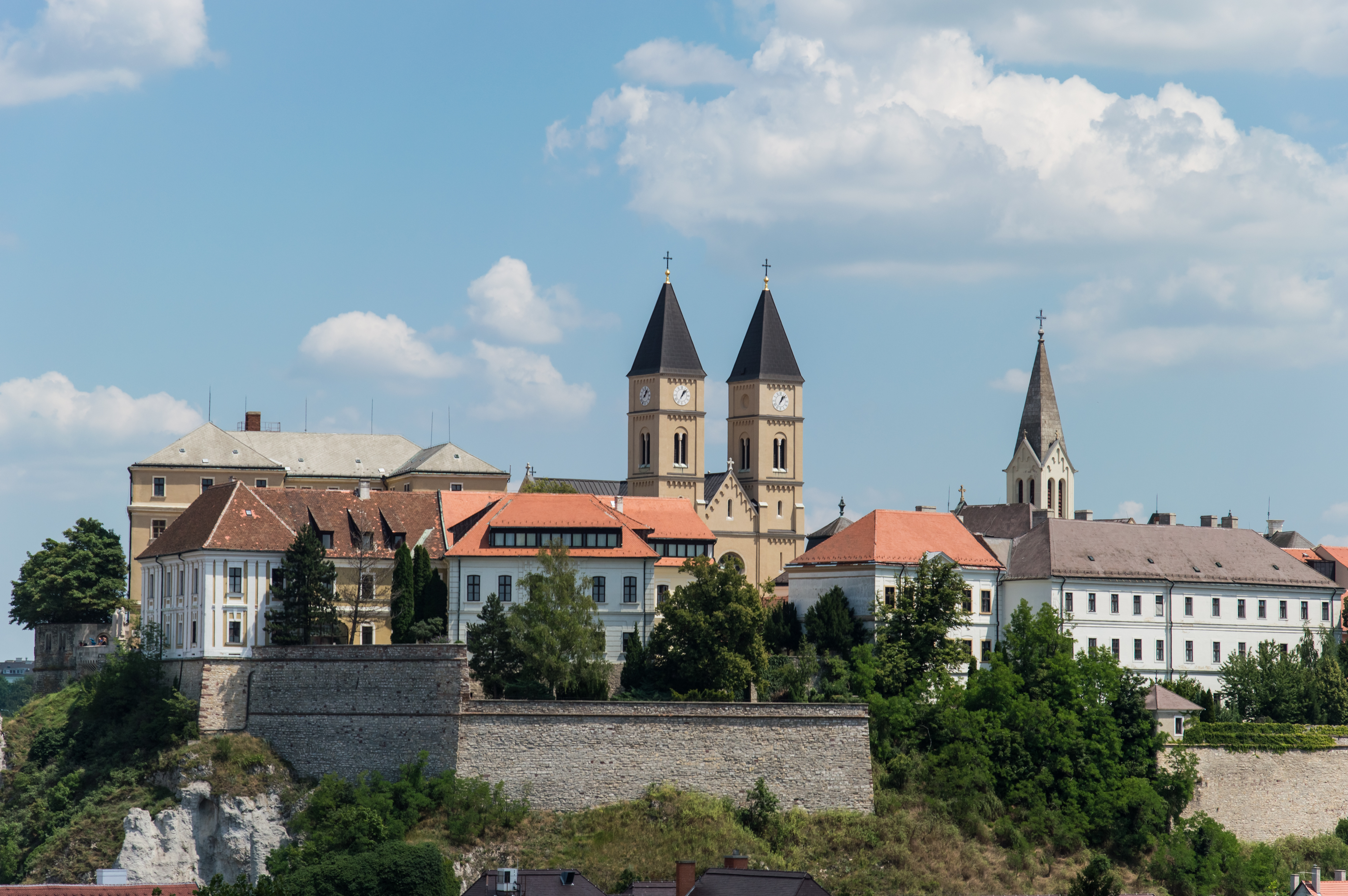
Veszprém , capitale européenne de la culture 2023 pour la Hongrie.
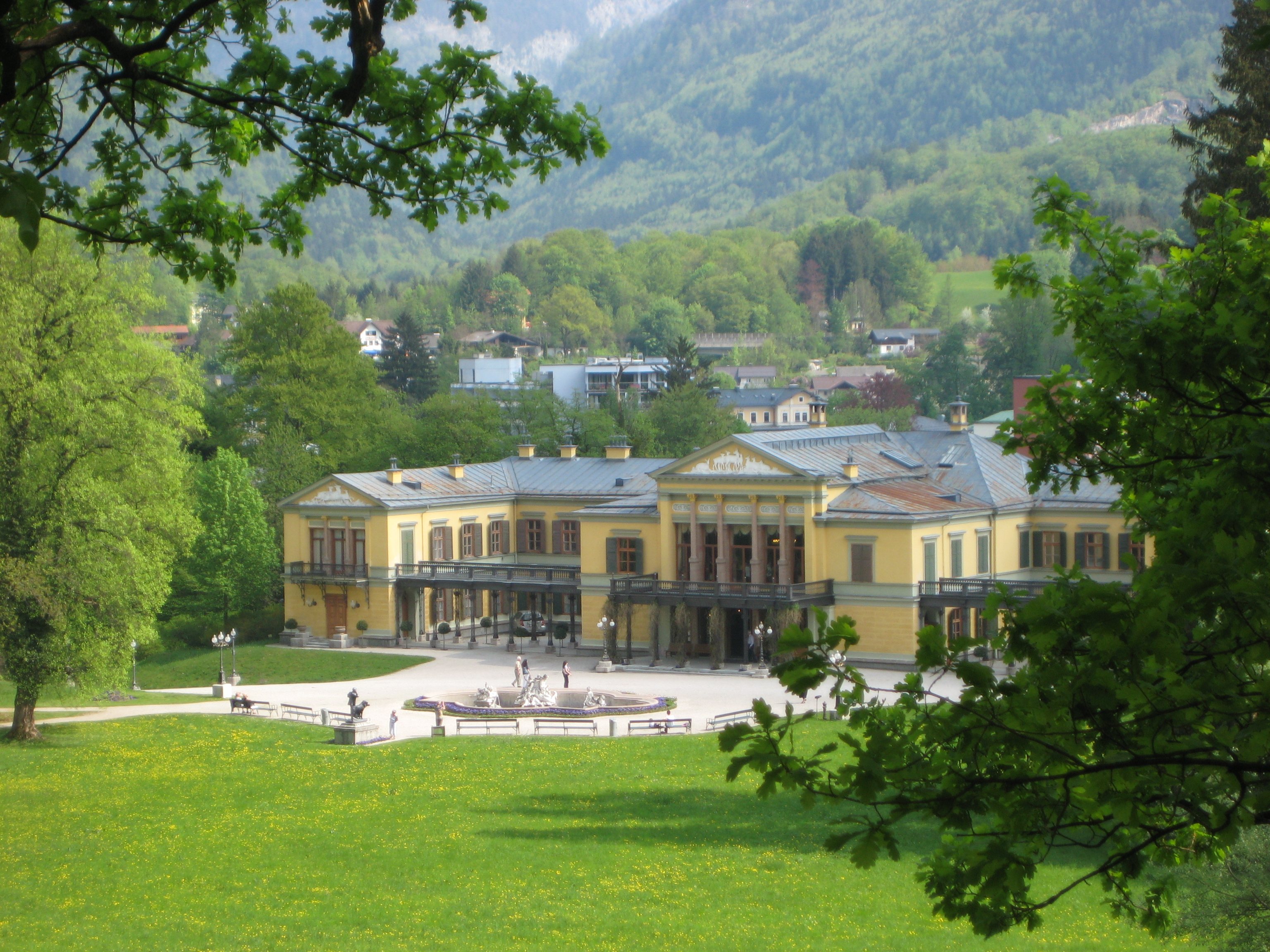
Bad Ischl , capitale européenne de la culture 2024 pour l'Autriche.
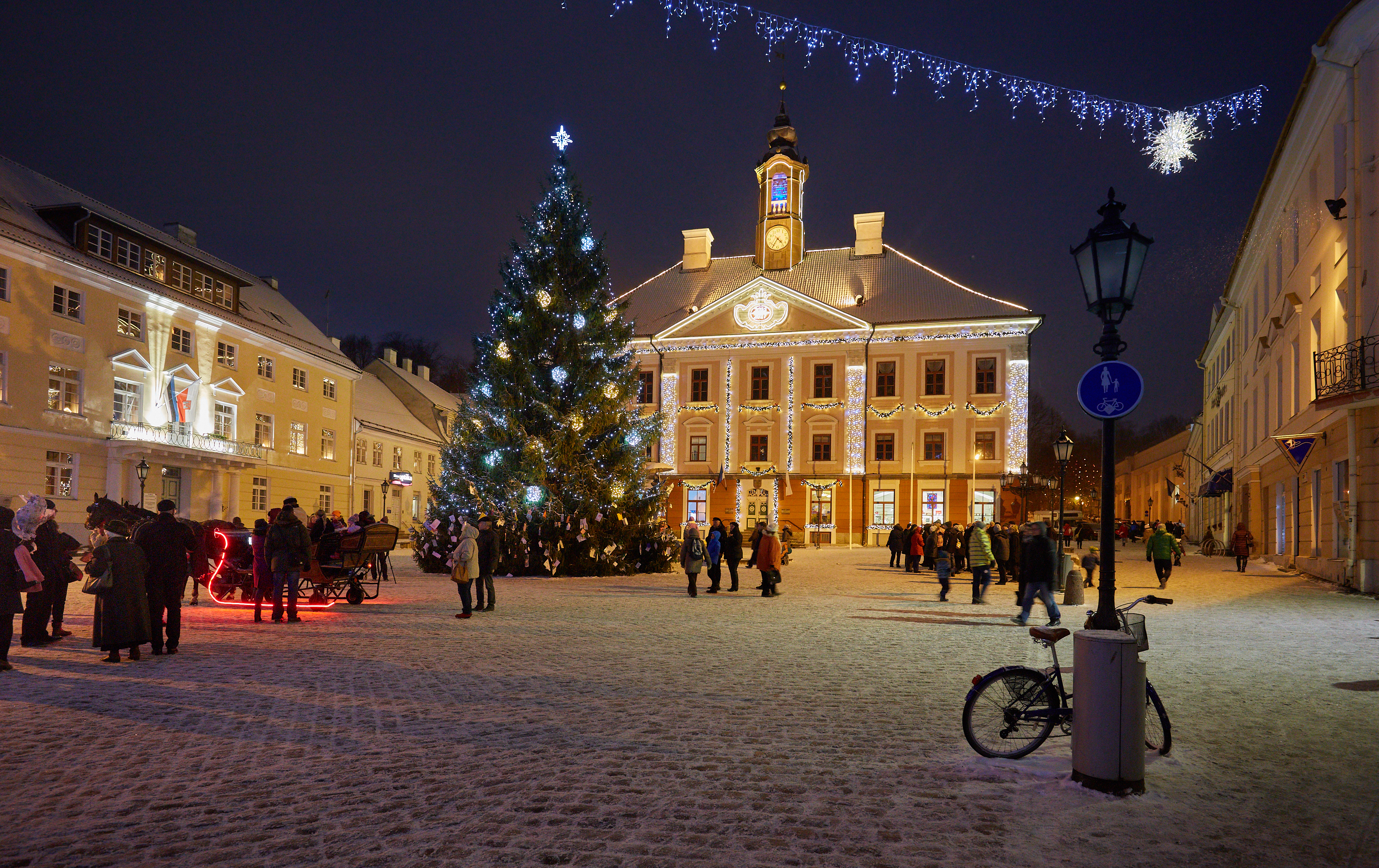
Tartu , capitale européenne de la culture 2024 pour l'Estonie.
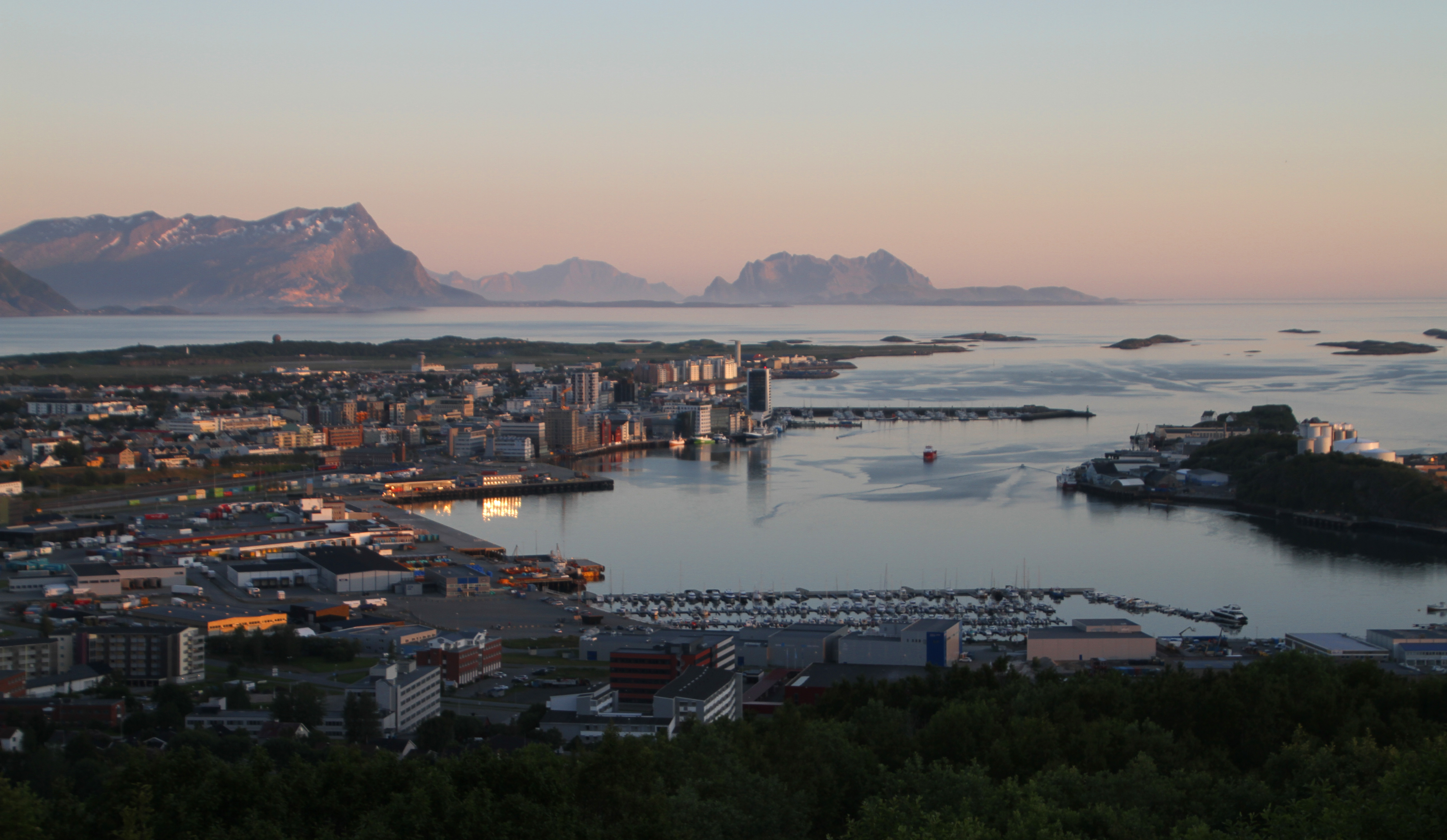
Bodø , capitale européenne de la culture 2024 pour la Norvège.
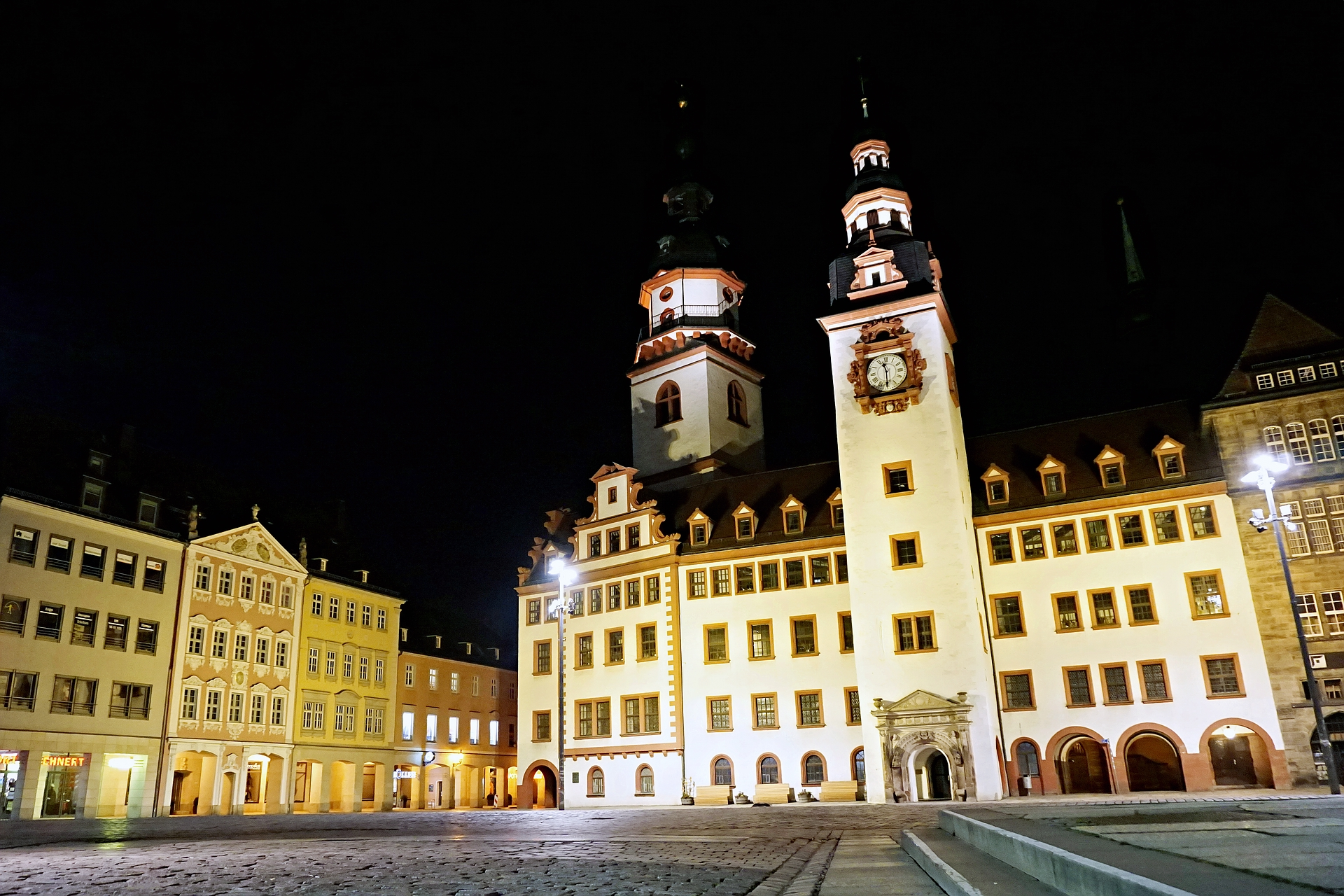
Chemnitz , capitale européenne de la culture 2025 pour l'Allemagne.
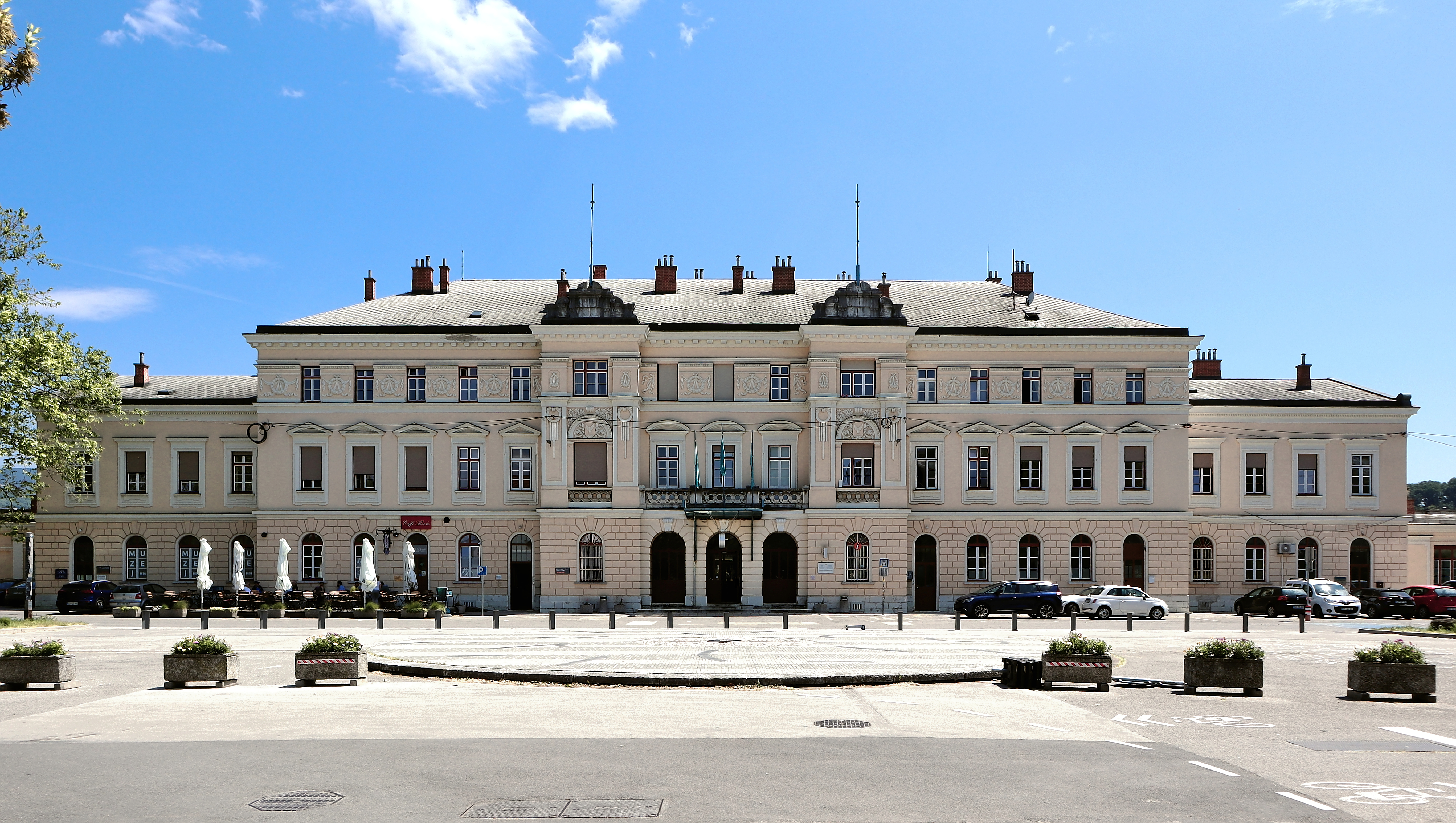
Nova Gorica , capitale européenne de la culture 2025 pour la Slovénie.

### Prochaines villes capitale européenne de la culture

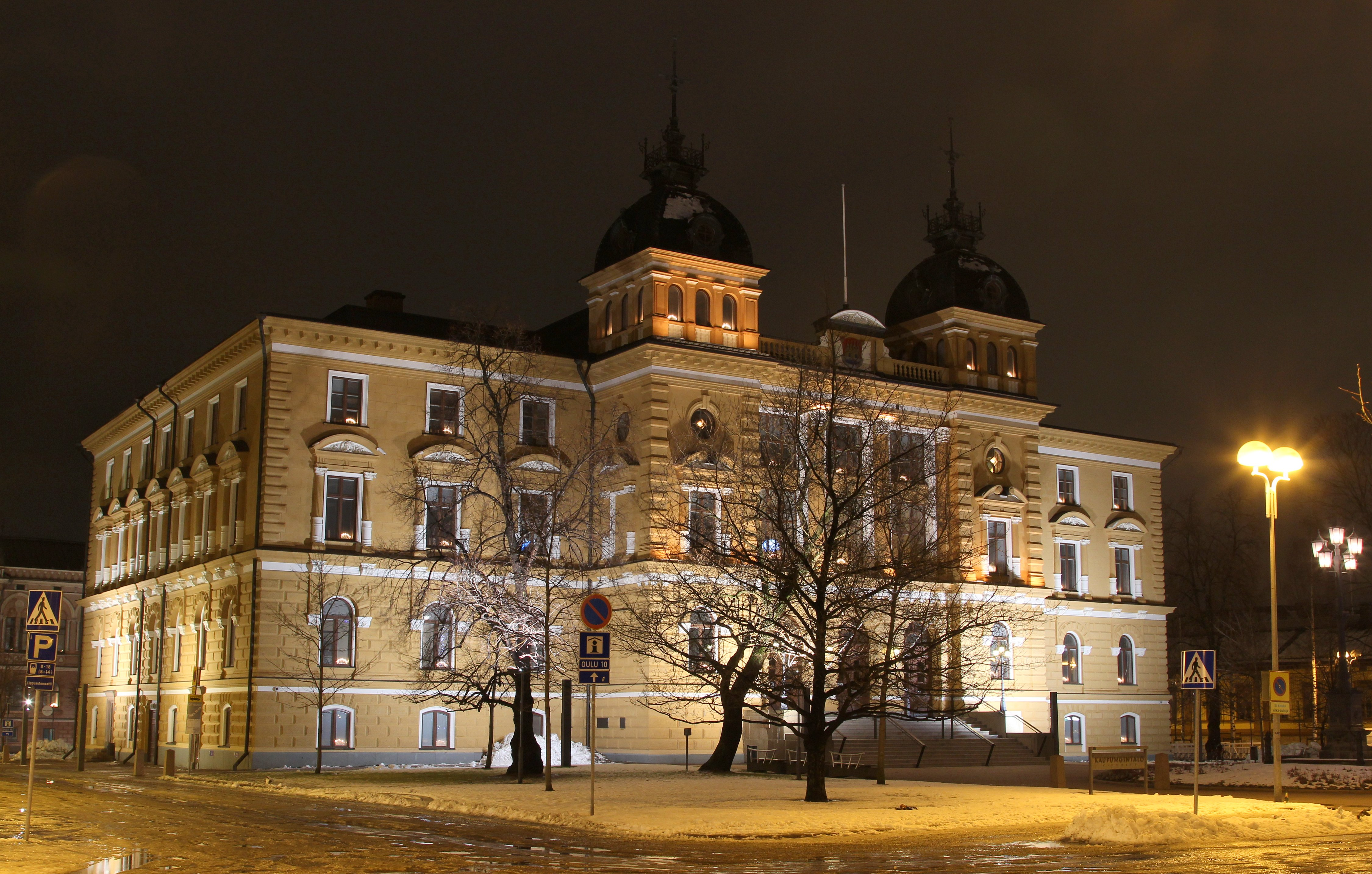
Oulu , capitale européenne de la culture 2026 pour la Finlande.
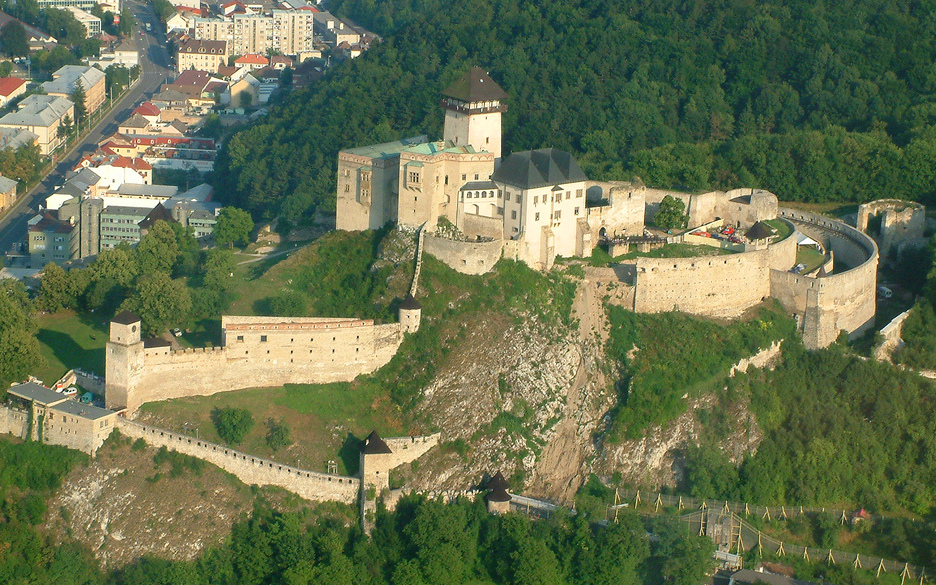
Trenčín , capitale européenne de la culture 2026 pour la Slovaquie.
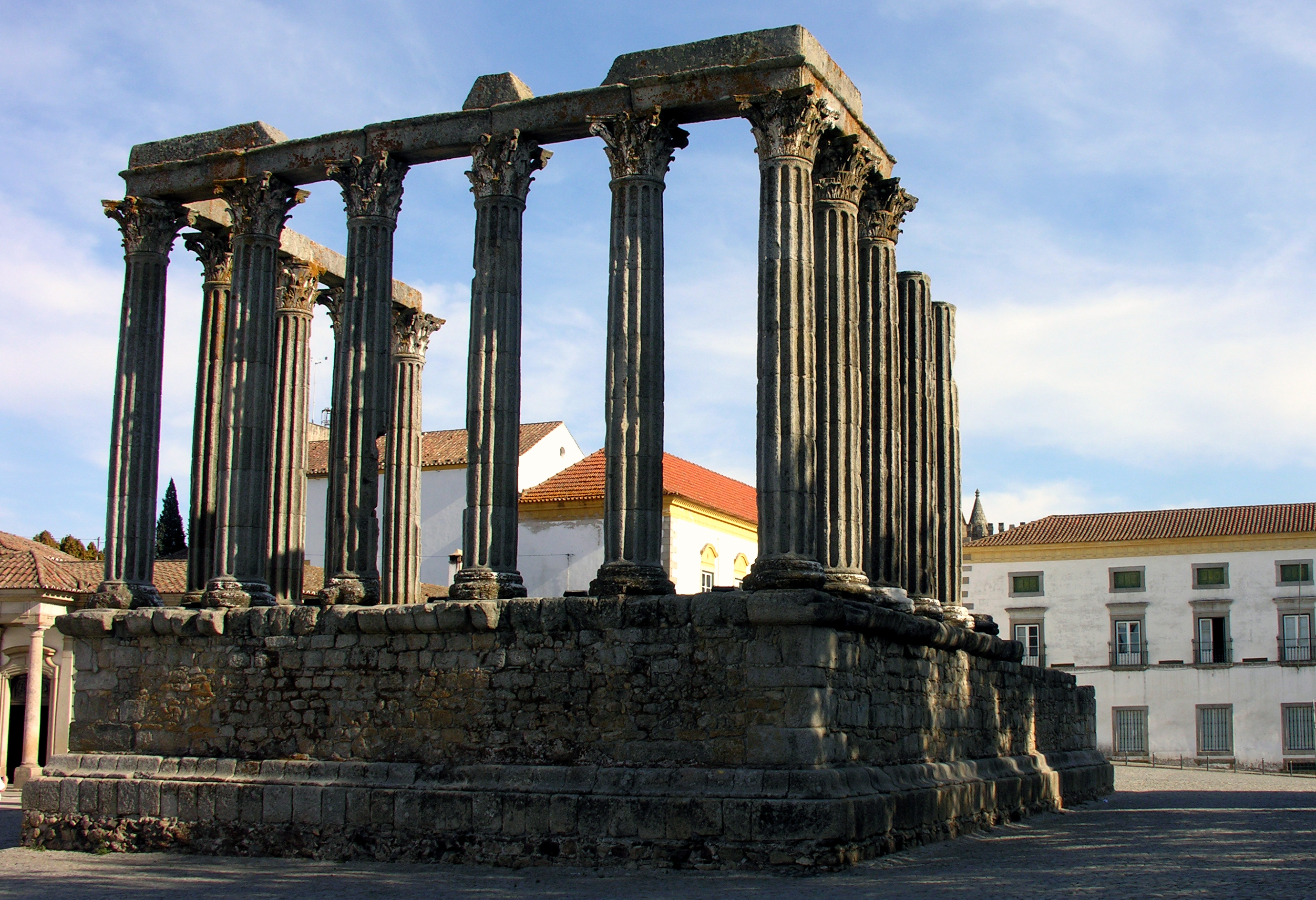
Évora , capitale européenne de la culture 2027 pour le Portugal.
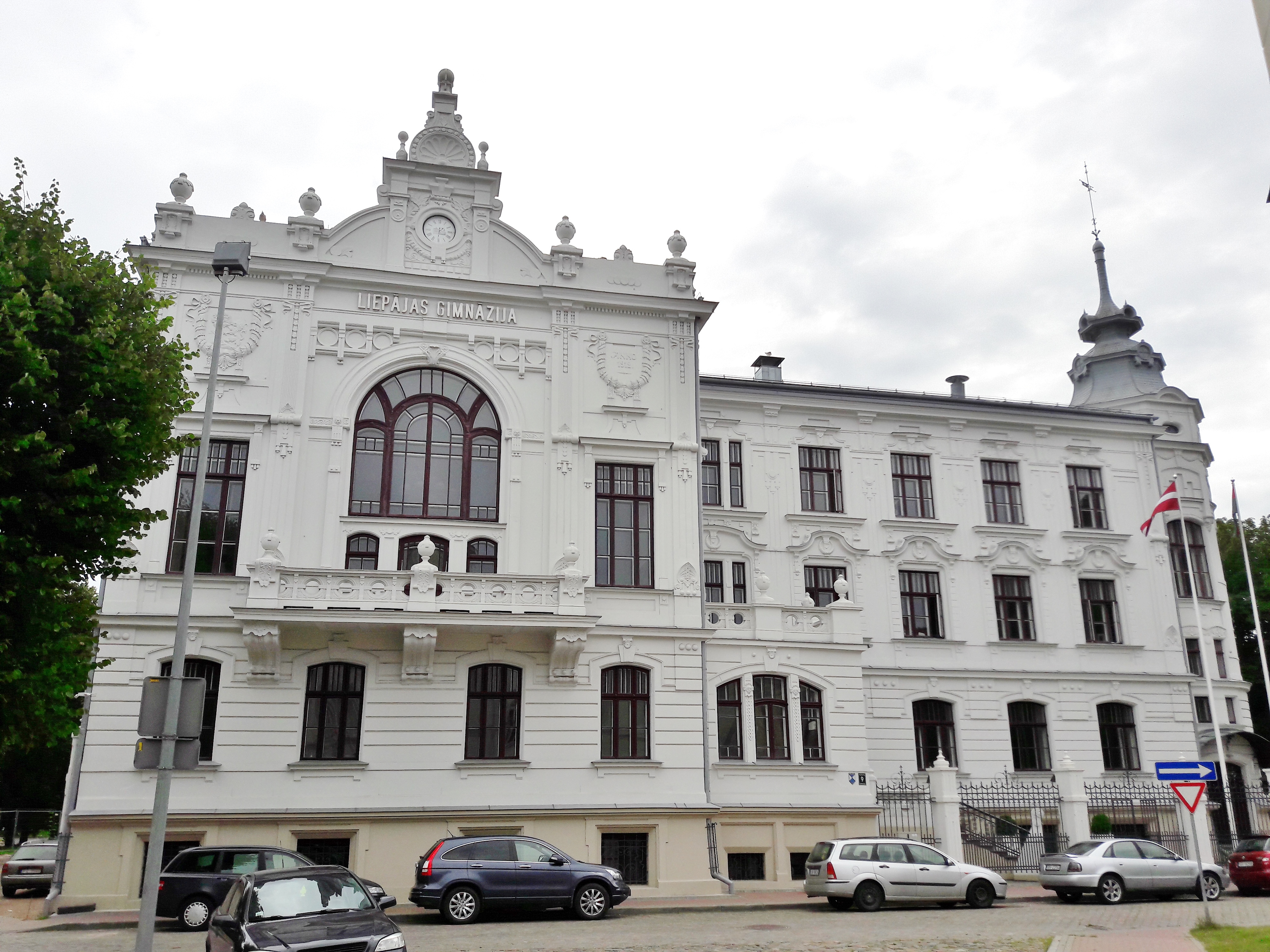
Liepāja , capitale européenne de la culture 2027 pour la Lettonie.
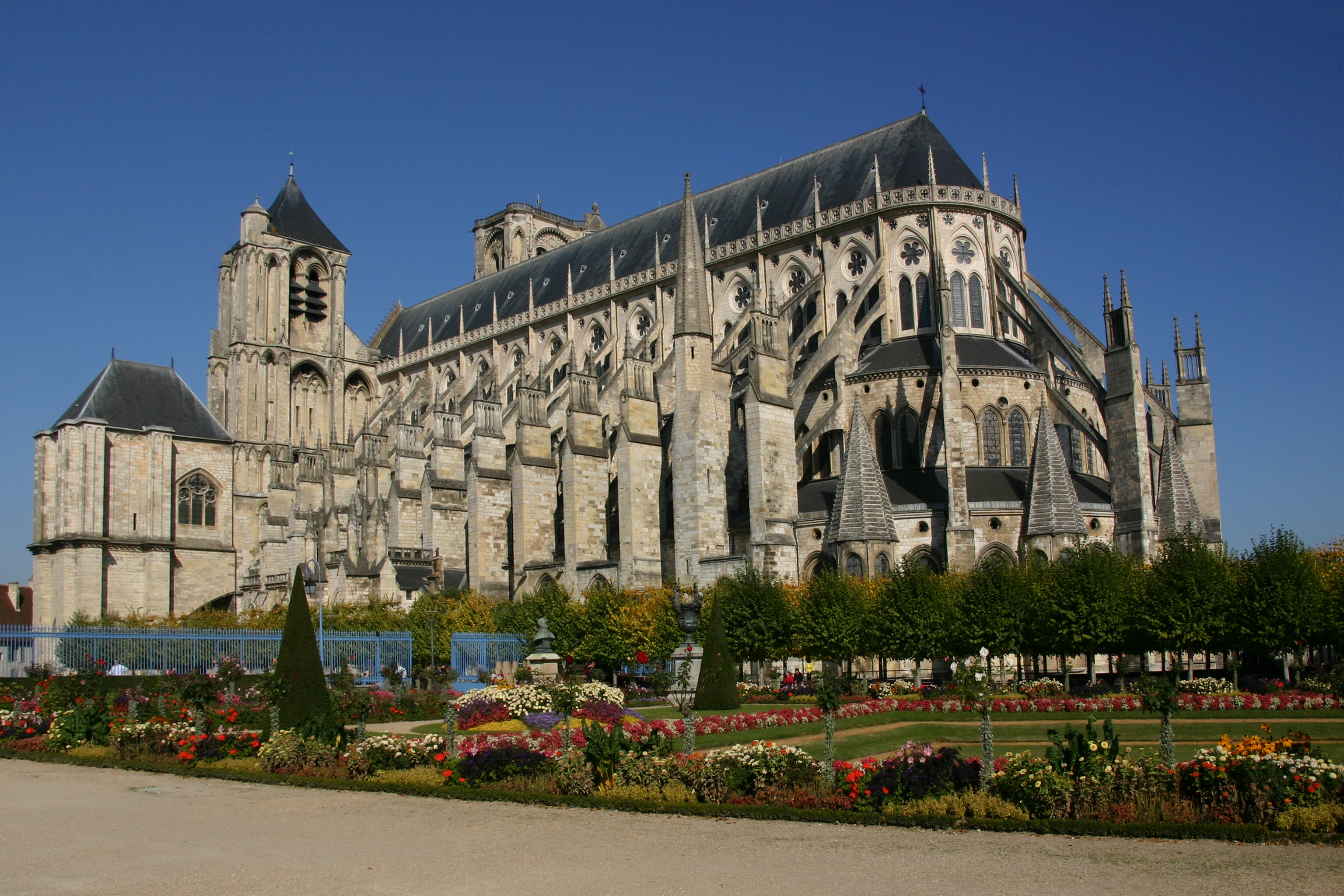
Bourges , capitale européenne de la culture 2028 pour la France.
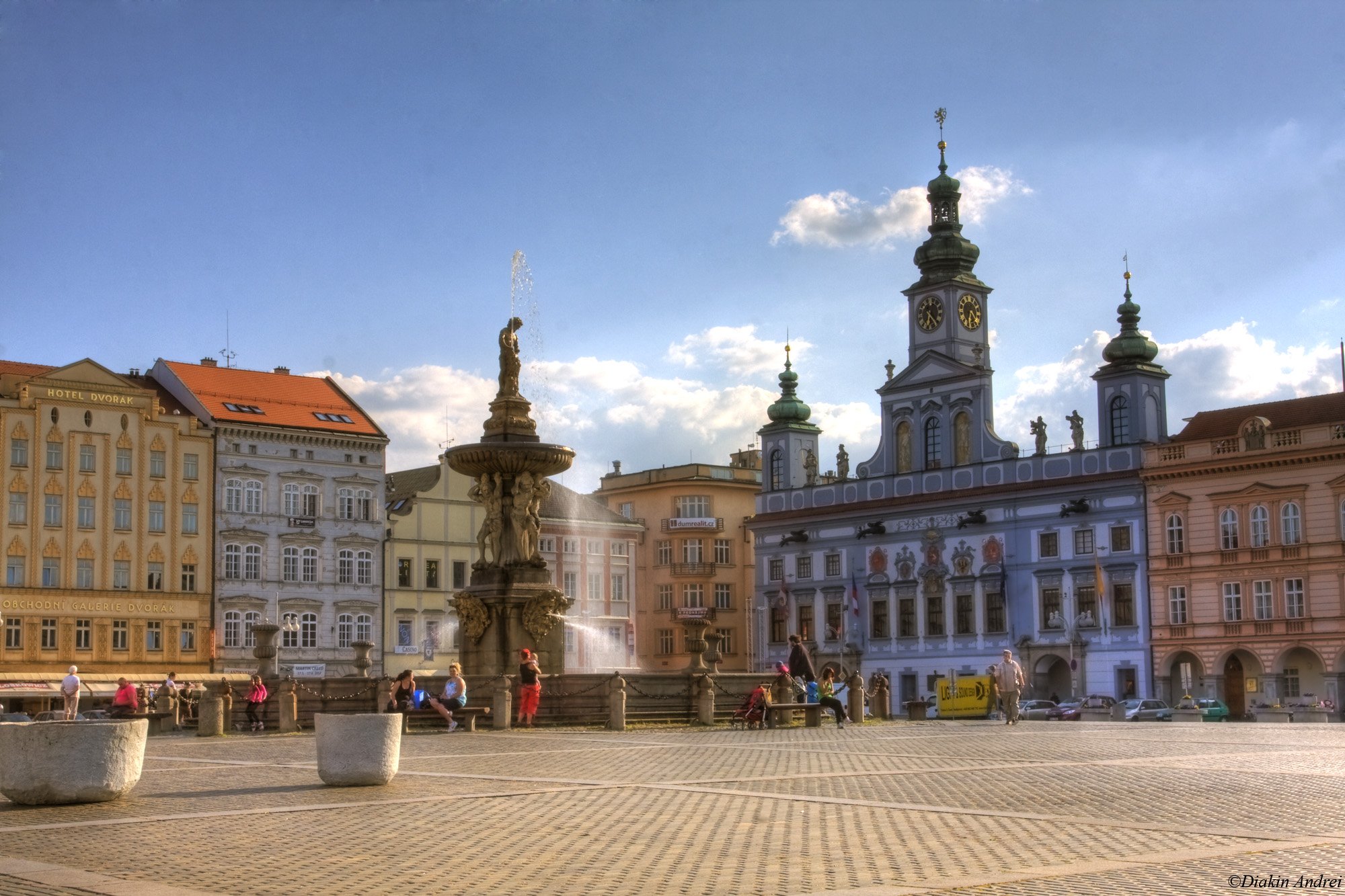
České Budějovice , capitale européenne de la culture 2028 pour la Tchéquie.
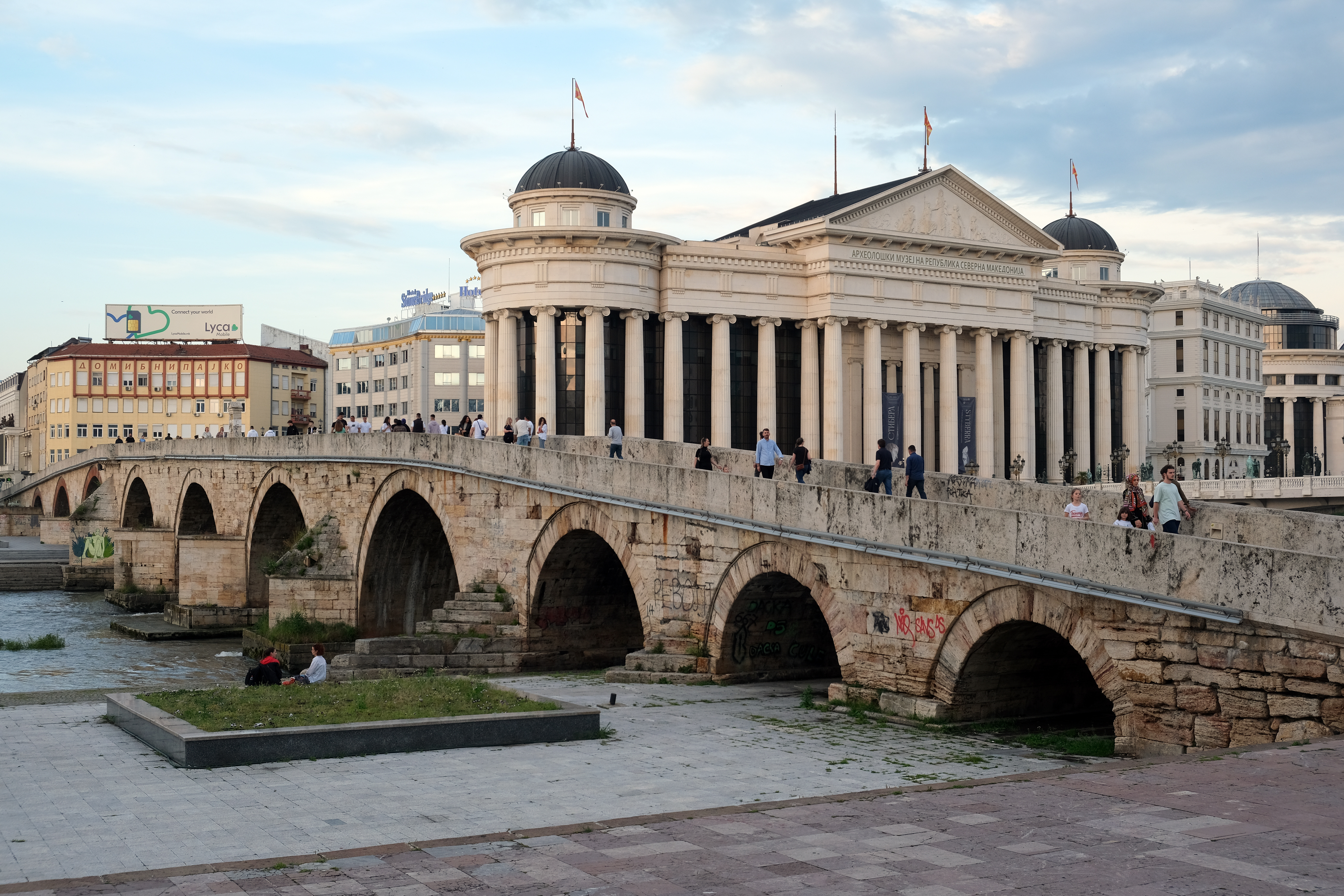
Skopje , capitale européenne de la culture 2028 pour la Macédoine du Nord.
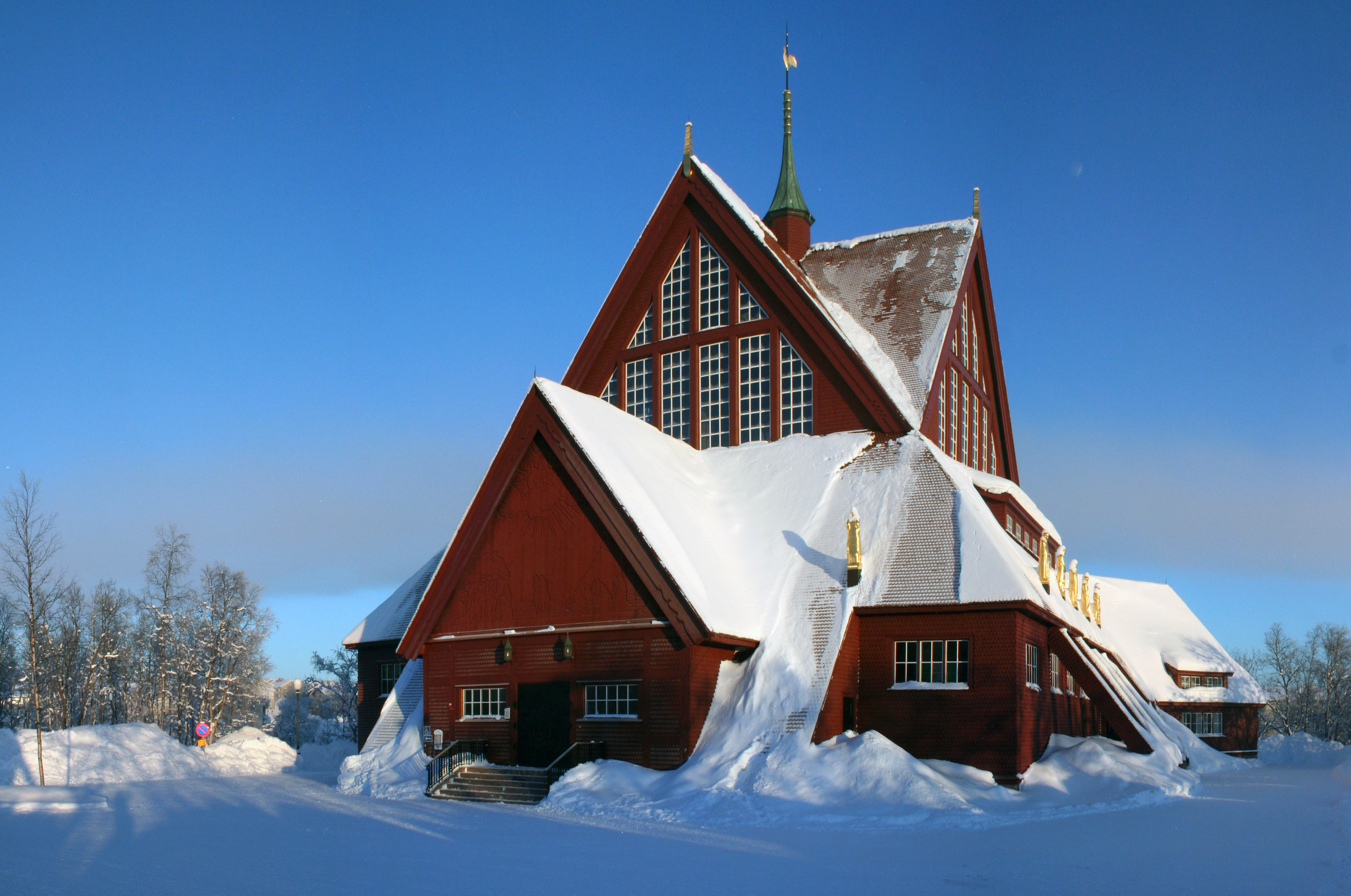
Kiruna , capitale européenne de la culture 2029 pour la Suède.
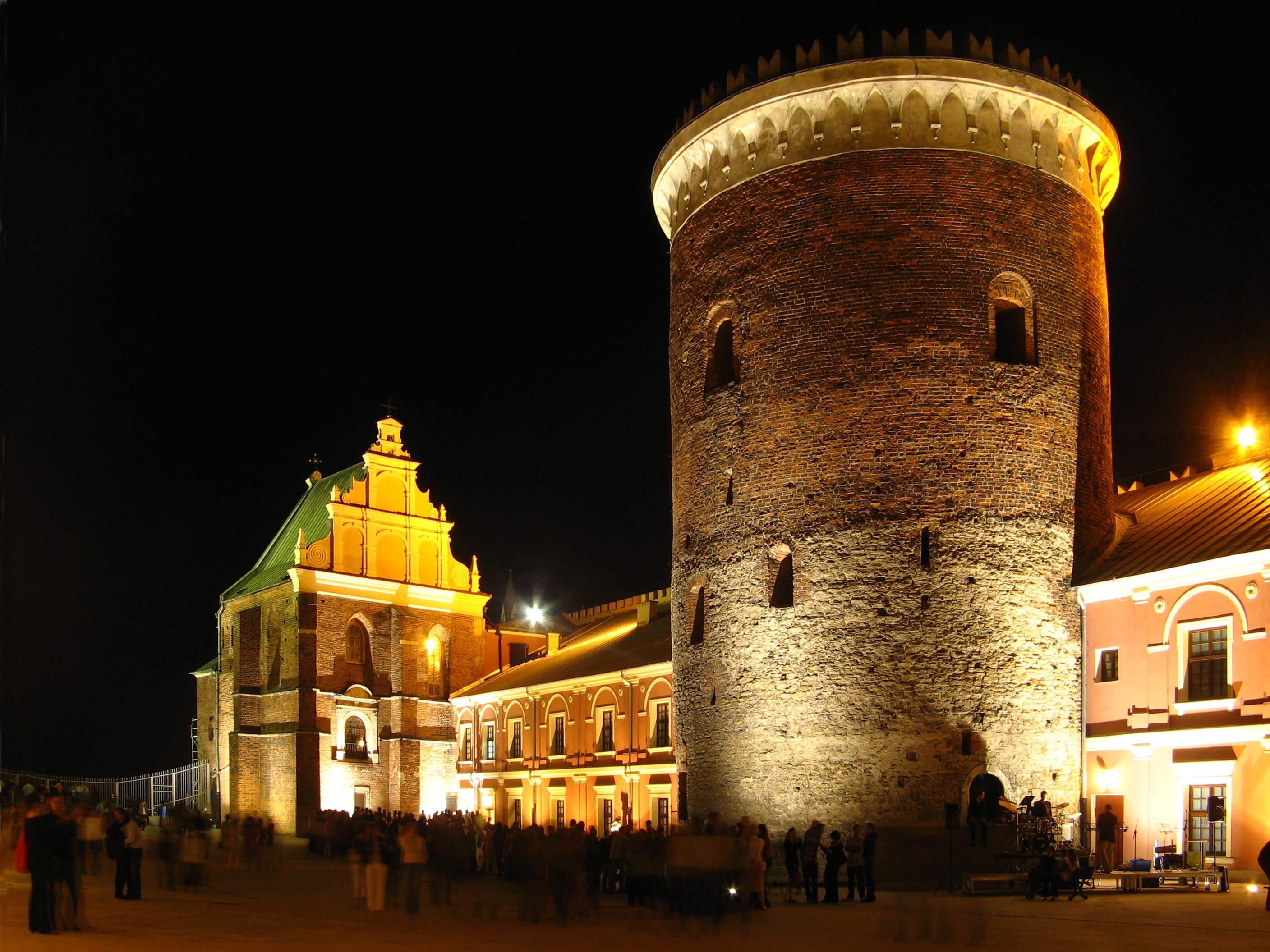
Lublin , capitale européenne de la culture 2029 pour la Pologne.

## Compléments